# Promoció (escacs)
La promoció o coronació és una regla dels escacs que es refereix a la transformació d'un peó (quan arriba a la vuitena fila de l'escaquer) en la peça que el jugador triï entre dama, cavall, torre, o alfil del mateix color (Just & Burg 2003:16). La nova peça reemplaça el peó justament a la mateixa casella, i aquesta acció és part de la jugada. La promoció no és limitada a les peces que ja hagin estat capturades (Schiller 2003:18–19). La promoció és obligatòria per tots els peons que assoleixen la vuitena fila, i, de fet, la promoció sovint decideix el resultat d'un final d'escacs.

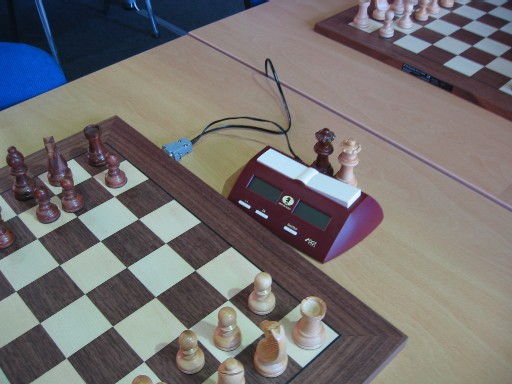
Un escaquer amb una dama blanca i una de negra extres, preparades per a una possible coronació, a la XXXV Olimpíada, Bled 2002.

Com que la dama és la peça més potent, en la pràctica, la immensa majoria de les promocions es fan a dama, acció que rep el nom concret de coronació. De fet, en català, en general s'empra més, per extensió, el terme coronació per referir-se a qualsevol tipus de promoció. En literatura escaquística, pel cas específic de promoció a una peça diferent de la dama, s'empra de vegades el terme promoció menor (Golombek 1977).
Pel cas que la peça a la qual hom vol promocionar no estigui disponible, les regles de la FIDE estableixen que el jugador pot aturar el rellotge i demanar a l'àrbitre la peça correcta. En la pràctica, en el joc aficionat, i també en partides oficials sense àrbitre, hom fa servir una torre a l'inrevés com si fos una dama (Just & Burg 2003:16–17).
La promoció en rei no és possible en els escacs, però és permesa en algunes variacions dels escacs, com ara els escacs suïcides. En el passat, la promoció no era obligatòria, i el jugador podia triar de mantenir el peó a la vuitena fila. En algunes variants d'escacs màgics, és possible la promoció a peces del color del rival.

## Promoció a peces diverses
La promoció en dama, o coronació, és la més comuna en partides reals, ja que la dama és la peça més poderosa. La promoció menor (promocionar a una peça diferent de la dama) passa poques vegades en partides de competició, però és freqüent en problemes d'escacs. En partides reals, la promoció menor és poc freqüent, però no extraordinàriament estranya (vegeu la taula a continuació), ja que tot i que la dama és la peça que més es vol obtenir, la promoció en una peça diferent pot ser més avantatjosa en posicions concretes. Una promoció a cavall és de vegades útil, especialment quan implica un escac. La promoció a torre és necessària de vegades com a mal menor, per evitar l'ofegat. La promoció a alfil no passa pràcticament mai en el joc pràctic (potser en una de cada 33.000 partides). (Vegeu Promoció menor: Promoció a torre o alfil per exemples de promocions menors a torre i alfil fetes per tal d'evitar l'ofegat.)
El percentatge de partides resoltes pel tema de la promoció no es pot saber de manera exacta, perquè sovint un dels jugadors abandona quan comprova que no pot aturar la promoció d'un peó de l'oponent. A la base de dades de ChessBase de 2006, sobre 3.200.000 partides, (moltes de nivell GM i MI), sobre un 1,5% de les partides conté una promoció. En aquestes partides (comptant aquelles que contenen promocions successives del mateix jugador, si cada cop ha promocionat a una peça diferent), el percentatge de promocions a cada peça és aproximadament:
| Peça   | Percentatge |
| ------ | ----------- |
| Dama   | 96.9        |
| Cavall | 1.8         |
| Torre  | 1.1         |
| Alfil  | 0.2         |

|   | a | b | c | d | e | f | g | h |   |
| 8 | g8 blanques dama · h8 blanques dama · b6 negres rei · c6 negres peó · d6 negres dama · e5 negres peó · c4 blanques peó · d4 negres peó · e4 blanques peó · c3 negres cavall · d3 blanques peó · g3 blanques peó · a1 negres dama · f1 blanques alfil · g1 blanques rei | g8 blanques dama · h8 blanques dama · b6 negres rei · c6 negres peó · d6 negres dama · e5 negres peó · c4 blanques peó · d4 negres peó · e4 blanques peó · c3 negres cavall · d3 blanques peó · g3 blanques peó · a1 negres dama · f1 blanques alfil · g1 blanques rei | g8 blanques dama · h8 blanques dama · b6 negres rei · c6 negres peó · d6 negres dama · e5 negres peó · c4 blanques peó · d4 negres peó · e4 blanques peó · c3 negres cavall · d3 blanques peó · g3 blanques peó · a1 negres dama · f1 blanques alfil · g1 blanques rei | g8 blanques dama · h8 blanques dama · b6 negres rei · c6 negres peó · d6 negres dama · e5 negres peó · c4 blanques peó · d4 negres peó · e4 blanques peó · c3 negres cavall · d3 blanques peó · g3 blanques peó · a1 negres dama · f1 blanques alfil · g1 blanques rei | g8 blanques dama · h8 blanques dama · b6 negres rei · c6 negres peó · d6 negres dama · e5 negres peó · c4 blanques peó · d4 negres peó · e4 blanques peó · c3 negres cavall · d3 blanques peó · g3 blanques peó · a1 negres dama · f1 blanques alfil · g1 blanques rei | g8 blanques dama · h8 blanques dama · b6 negres rei · c6 negres peó · d6 negres dama · e5 negres peó · c4 blanques peó · d4 negres peó · e4 blanques peó · c3 negres cavall · d3 blanques peó · g3 blanques peó · a1 negres dama · f1 blanques alfil · g1 blanques rei | g8 blanques dama · h8 blanques dama · b6 negres rei · c6 negres peó · d6 negres dama · e5 negres peó · c4 blanques peó · d4 negres peó · e4 blanques peó · c3 negres cavall · d3 blanques peó · g3 blanques peó · a1 negres dama · f1 blanques alfil · g1 blanques rei | g8 blanques dama · h8 blanques dama · b6 negres rei · c6 negres peó · d6 negres dama · e5 negres peó · c4 blanques peó · d4 negres peó · e4 blanques peó · c3 negres cavall · d3 blanques peó · g3 blanques peó · a1 negres dama · f1 blanques alfil · g1 blanques rei | 8 |
| 7 | g8 blanques dama · h8 blanques dama · b6 negres rei · c6 negres peó · d6 negres dama · e5 negres peó · c4 blanques peó · d4 negres peó · e4 blanques peó · c3 negres cavall · d3 blanques peó · g3 blanques peó · a1 negres dama · f1 blanques alfil · g1 blanques rei | g8 blanques dama · h8 blanques dama · b6 negres rei · c6 negres peó · d6 negres dama · e5 negres peó · c4 blanques peó · d4 negres peó · e4 blanques peó · c3 negres cavall · d3 blanques peó · g3 blanques peó · a1 negres dama · f1 blanques alfil · g1 blanques rei | g8 blanques dama · h8 blanques dama · b6 negres rei · c6 negres peó · d6 negres dama · e5 negres peó · c4 blanques peó · d4 negres peó · e4 blanques peó · c3 negres cavall · d3 blanques peó · g3 blanques peó · a1 negres dama · f1 blanques alfil · g1 blanques rei | g8 blanques dama · h8 blanques dama · b6 negres rei · c6 negres peó · d6 negres dama · e5 negres peó · c4 blanques peó · d4 negres peó · e4 blanques peó · c3 negres cavall · d3 blanques peó · g3 blanques peó · a1 negres dama · f1 blanques alfil · g1 blanques rei | g8 blanques dama · h8 blanques dama · b6 negres rei · c6 negres peó · d6 negres dama · e5 negres peó · c4 blanques peó · d4 negres peó · e4 blanques peó · c3 negres cavall · d3 blanques peó · g3 blanques peó · a1 negres dama · f1 blanques alfil · g1 blanques rei | g8 blanques dama · h8 blanques dama · b6 negres rei · c6 negres peó · d6 negres dama · e5 negres peó · c4 blanques peó · d4 negres peó · e4 blanques peó · c3 negres cavall · d3 blanques peó · g3 blanques peó · a1 negres dama · f1 blanques alfil · g1 blanques rei | g8 blanques dama · h8 blanques dama · b6 negres rei · c6 negres peó · d6 negres dama · e5 negres peó · c4 blanques peó · d4 negres peó · e4 blanques peó · c3 negres cavall · d3 blanques peó · g3 blanques peó · a1 negres dama · f1 blanques alfil · g1 blanques rei | g8 blanques dama · h8 blanques dama · b6 negres rei · c6 negres peó · d6 negres dama · e5 negres peó · c4 blanques peó · d4 negres peó · e4 blanques peó · c3 negres cavall · d3 blanques peó · g3 blanques peó · a1 negres dama · f1 blanques alfil · g1 blanques rei | 7 |
| 6 | g8 blanques dama · h8 blanques dama · b6 negres rei · c6 negres peó · d6 negres dama · e5 negres peó · c4 blanques peó · d4 negres peó · e4 blanques peó · c3 negres cavall · d3 blanques peó · g3 blanques peó · a1 negres dama · f1 blanques alfil · g1 blanques rei | g8 blanques dama · h8 blanques dama · b6 negres rei · c6 negres peó · d6 negres dama · e5 negres peó · c4 blanques peó · d4 negres peó · e4 blanques peó · c3 negres cavall · d3 blanques peó · g3 blanques peó · a1 negres dama · f1 blanques alfil · g1 blanques rei | g8 blanques dama · h8 blanques dama · b6 negres rei · c6 negres peó · d6 negres dama · e5 negres peó · c4 blanques peó · d4 negres peó · e4 blanques peó · c3 negres cavall · d3 blanques peó · g3 blanques peó · a1 negres dama · f1 blanques alfil · g1 blanques rei | g8 blanques dama · h8 blanques dama · b6 negres rei · c6 negres peó · d6 negres dama · e5 negres peó · c4 blanques peó · d4 negres peó · e4 blanques peó · c3 negres cavall · d3 blanques peó · g3 blanques peó · a1 negres dama · f1 blanques alfil · g1 blanques rei | g8 blanques dama · h8 blanques dama · b6 negres rei · c6 negres peó · d6 negres dama · e5 negres peó · c4 blanques peó · d4 negres peó · e4 blanques peó · c3 negres cavall · d3 blanques peó · g3 blanques peó · a1 negres dama · f1 blanques alfil · g1 blanques rei | g8 blanques dama · h8 blanques dama · b6 negres rei · c6 negres peó · d6 negres dama · e5 negres peó · c4 blanques peó · d4 negres peó · e4 blanques peó · c3 negres cavall · d3 blanques peó · g3 blanques peó · a1 negres dama · f1 blanques alfil · g1 blanques rei | g8 blanques dama · h8 blanques dama · b6 negres rei · c6 negres peó · d6 negres dama · e5 negres peó · c4 blanques peó · d4 negres peó · e4 blanques peó · c3 negres cavall · d3 blanques peó · g3 blanques peó · a1 negres dama · f1 blanques alfil · g1 blanques rei | g8 blanques dama · h8 blanques dama · b6 negres rei · c6 negres peó · d6 negres dama · e5 negres peó · c4 blanques peó · d4 negres peó · e4 blanques peó · c3 negres cavall · d3 blanques peó · g3 blanques peó · a1 negres dama · f1 blanques alfil · g1 blanques rei | 6 |
| 5 | g8 blanques dama · h8 blanques dama · b6 negres rei · c6 negres peó · d6 negres dama · e5 negres peó · c4 blanques peó · d4 negres peó · e4 blanques peó · c3 negres cavall · d3 blanques peó · g3 blanques peó · a1 negres dama · f1 blanques alfil · g1 blanques rei | g8 blanques dama · h8 blanques dama · b6 negres rei · c6 negres peó · d6 negres dama · e5 negres peó · c4 blanques peó · d4 negres peó · e4 blanques peó · c3 negres cavall · d3 blanques peó · g3 blanques peó · a1 negres dama · f1 blanques alfil · g1 blanques rei | g8 blanques dama · h8 blanques dama · b6 negres rei · c6 negres peó · d6 negres dama · e5 negres peó · c4 blanques peó · d4 negres peó · e4 blanques peó · c3 negres cavall · d3 blanques peó · g3 blanques peó · a1 negres dama · f1 blanques alfil · g1 blanques rei | g8 blanques dama · h8 blanques dama · b6 negres rei · c6 negres peó · d6 negres dama · e5 negres peó · c4 blanques peó · d4 negres peó · e4 blanques peó · c3 negres cavall · d3 blanques peó · g3 blanques peó · a1 negres dama · f1 blanques alfil · g1 blanques rei | g8 blanques dama · h8 blanques dama · b6 negres rei · c6 negres peó · d6 negres dama · e5 negres peó · c4 blanques peó · d4 negres peó · e4 blanques peó · c3 negres cavall · d3 blanques peó · g3 blanques peó · a1 negres dama · f1 blanques alfil · g1 blanques rei | g8 blanques dama · h8 blanques dama · b6 negres rei · c6 negres peó · d6 negres dama · e5 negres peó · c4 blanques peó · d4 negres peó · e4 blanques peó · c3 negres cavall · d3 blanques peó · g3 blanques peó · a1 negres dama · f1 blanques alfil · g1 blanques rei | g8 blanques dama · h8 blanques dama · b6 negres rei · c6 negres peó · d6 negres dama · e5 negres peó · c4 blanques peó · d4 negres peó · e4 blanques peó · c3 negres cavall · d3 blanques peó · g3 blanques peó · a1 negres dama · f1 blanques alfil · g1 blanques rei | g8 blanques dama · h8 blanques dama · b6 negres rei · c6 negres peó · d6 negres dama · e5 negres peó · c4 blanques peó · d4 negres peó · e4 blanques peó · c3 negres cavall · d3 blanques peó · g3 blanques peó · a1 negres dama · f1 blanques alfil · g1 blanques rei | 5 |
| 4 | g8 blanques dama · h8 blanques dama · b6 negres rei · c6 negres peó · d6 negres dama · e5 negres peó · c4 blanques peó · d4 negres peó · e4 blanques peó · c3 negres cavall · d3 blanques peó · g3 blanques peó · a1 negres dama · f1 blanques alfil · g1 blanques rei | g8 blanques dama · h8 blanques dama · b6 negres rei · c6 negres peó · d6 negres dama · e5 negres peó · c4 blanques peó · d4 negres peó · e4 blanques peó · c3 negres cavall · d3 blanques peó · g3 blanques peó · a1 negres dama · f1 blanques alfil · g1 blanques rei | g8 blanques dama · h8 blanques dama · b6 negres rei · c6 negres peó · d6 negres dama · e5 negres peó · c4 blanques peó · d4 negres peó · e4 blanques peó · c3 negres cavall · d3 blanques peó · g3 blanques peó · a1 negres dama · f1 blanques alfil · g1 blanques rei | g8 blanques dama · h8 blanques dama · b6 negres rei · c6 negres peó · d6 negres dama · e5 negres peó · c4 blanques peó · d4 negres peó · e4 blanques peó · c3 negres cavall · d3 blanques peó · g3 blanques peó · a1 negres dama · f1 blanques alfil · g1 blanques rei | g8 blanques dama · h8 blanques dama · b6 negres rei · c6 negres peó · d6 negres dama · e5 negres peó · c4 blanques peó · d4 negres peó · e4 blanques peó · c3 negres cavall · d3 blanques peó · g3 blanques peó · a1 negres dama · f1 blanques alfil · g1 blanques rei | g8 blanques dama · h8 blanques dama · b6 negres rei · c6 negres peó · d6 negres dama · e5 negres peó · c4 blanques peó · d4 negres peó · e4 blanques peó · c3 negres cavall · d3 blanques peó · g3 blanques peó · a1 negres dama · f1 blanques alfil · g1 blanques rei | g8 blanques dama · h8 blanques dama · b6 negres rei · c6 negres peó · d6 negres dama · e5 negres peó · c4 blanques peó · d4 negres peó · e4 blanques peó · c3 negres cavall · d3 blanques peó · g3 blanques peó · a1 negres dama · f1 blanques alfil · g1 blanques rei | g8 blanques dama · h8 blanques dama · b6 negres rei · c6 negres peó · d6 negres dama · e5 negres peó · c4 blanques peó · d4 negres peó · e4 blanques peó · c3 negres cavall · d3 blanques peó · g3 blanques peó · a1 negres dama · f1 blanques alfil · g1 blanques rei | 4 |
| 3 | g8 blanques dama · h8 blanques dama · b6 negres rei · c6 negres peó · d6 negres dama · e5 negres peó · c4 blanques peó · d4 negres peó · e4 blanques peó · c3 negres cavall · d3 blanques peó · g3 blanques peó · a1 negres dama · f1 blanques alfil · g1 blanques rei | g8 blanques dama · h8 blanques dama · b6 negres rei · c6 negres peó · d6 negres dama · e5 negres peó · c4 blanques peó · d4 negres peó · e4 blanques peó · c3 negres cavall · d3 blanques peó · g3 blanques peó · a1 negres dama · f1 blanques alfil · g1 blanques rei | g8 blanques dama · h8 blanques dama · b6 negres rei · c6 negres peó · d6 negres dama · e5 negres peó · c4 blanques peó · d4 negres peó · e4 blanques peó · c3 negres cavall · d3 blanques peó · g3 blanques peó · a1 negres dama · f1 blanques alfil · g1 blanques rei | g8 blanques dama · h8 blanques dama · b6 negres rei · c6 negres peó · d6 negres dama · e5 negres peó · c4 blanques peó · d4 negres peó · e4 blanques peó · c3 negres cavall · d3 blanques peó · g3 blanques peó · a1 negres dama · f1 blanques alfil · g1 blanques rei | g8 blanques dama · h8 blanques dama · b6 negres rei · c6 negres peó · d6 negres dama · e5 negres peó · c4 blanques peó · d4 negres peó · e4 blanques peó · c3 negres cavall · d3 blanques peó · g3 blanques peó · a1 negres dama · f1 blanques alfil · g1 blanques rei | g8 blanques dama · h8 blanques dama · b6 negres rei · c6 negres peó · d6 negres dama · e5 negres peó · c4 blanques peó · d4 negres peó · e4 blanques peó · c3 negres cavall · d3 blanques peó · g3 blanques peó · a1 negres dama · f1 blanques alfil · g1 blanques rei | g8 blanques dama · h8 blanques dama · b6 negres rei · c6 negres peó · d6 negres dama · e5 negres peó · c4 blanques peó · d4 negres peó · e4 blanques peó · c3 negres cavall · d3 blanques peó · g3 blanques peó · a1 negres dama · f1 blanques alfil · g1 blanques rei | g8 blanques dama · h8 blanques dama · b6 negres rei · c6 negres peó · d6 negres dama · e5 negres peó · c4 blanques peó · d4 negres peó · e4 blanques peó · c3 negres cavall · d3 blanques peó · g3 blanques peó · a1 negres dama · f1 blanques alfil · g1 blanques rei | 3 |
| 2 | g8 blanques dama · h8 blanques dama · b6 negres rei · c6 negres peó · d6 negres dama · e5 negres peó · c4 blanques peó · d4 negres peó · e4 blanques peó · c3 negres cavall · d3 blanques peó · g3 blanques peó · a1 negres dama · f1 blanques alfil · g1 blanques rei | g8 blanques dama · h8 blanques dama · b6 negres rei · c6 negres peó · d6 negres dama · e5 negres peó · c4 blanques peó · d4 negres peó · e4 blanques peó · c3 negres cavall · d3 blanques peó · g3 blanques peó · a1 negres dama · f1 blanques alfil · g1 blanques rei | g8 blanques dama · h8 blanques dama · b6 negres rei · c6 negres peó · d6 negres dama · e5 negres peó · c4 blanques peó · d4 negres peó · e4 blanques peó · c3 negres cavall · d3 blanques peó · g3 blanques peó · a1 negres dama · f1 blanques alfil · g1 blanques rei | g8 blanques dama · h8 blanques dama · b6 negres rei · c6 negres peó · d6 negres dama · e5 negres peó · c4 blanques peó · d4 negres peó · e4 blanques peó · c3 negres cavall · d3 blanques peó · g3 blanques peó · a1 negres dama · f1 blanques alfil · g1 blanques rei | g8 blanques dama · h8 blanques dama · b6 negres rei · c6 negres peó · d6 negres dama · e5 negres peó · c4 blanques peó · d4 negres peó · e4 blanques peó · c3 negres cavall · d3 blanques peó · g3 blanques peó · a1 negres dama · f1 blanques alfil · g1 blanques rei | g8 blanques dama · h8 blanques dama · b6 negres rei · c6 negres peó · d6 negres dama · e5 negres peó · c4 blanques peó · d4 negres peó · e4 blanques peó · c3 negres cavall · d3 blanques peó · g3 blanques peó · a1 negres dama · f1 blanques alfil · g1 blanques rei | g8 blanques dama · h8 blanques dama · b6 negres rei · c6 negres peó · d6 negres dama · e5 negres peó · c4 blanques peó · d4 negres peó · e4 blanques peó · c3 negres cavall · d3 blanques peó · g3 blanques peó · a1 negres dama · f1 blanques alfil · g1 blanques rei | g8 blanques dama · h8 blanques dama · b6 negres rei · c6 negres peó · d6 negres dama · e5 negres peó · c4 blanques peó · d4 negres peó · e4 blanques peó · c3 negres cavall · d3 blanques peó · g3 blanques peó · a1 negres dama · f1 blanques alfil · g1 blanques rei | 2 |
| 1 | g8 blanques dama · h8 blanques dama · b6 negres rei · c6 negres peó · d6 negres dama · e5 negres peó · c4 blanques peó · d4 negres peó · e4 blanques peó · c3 negres cavall · d3 blanques peó · g3 blanques peó · a1 negres dama · f1 blanques alfil · g1 blanques rei | g8 blanques dama · h8 blanques dama · b6 negres rei · c6 negres peó · d6 negres dama · e5 negres peó · c4 blanques peó · d4 negres peó · e4 blanques peó · c3 negres cavall · d3 blanques peó · g3 blanques peó · a1 negres dama · f1 blanques alfil · g1 blanques rei | g8 blanques dama · h8 blanques dama · b6 negres rei · c6 negres peó · d6 negres dama · e5 negres peó · c4 blanques peó · d4 negres peó · e4 blanques peó · c3 negres cavall · d3 blanques peó · g3 blanques peó · a1 negres dama · f1 blanques alfil · g1 blanques rei | g8 blanques dama · h8 blanques dama · b6 negres rei · c6 negres peó · d6 negres dama · e5 negres peó · c4 blanques peó · d4 negres peó · e4 blanques peó · c3 negres cavall · d3 blanques peó · g3 blanques peó · a1 negres dama · f1 blanques alfil · g1 blanques rei | g8 blanques dama · h8 blanques dama · b6 negres rei · c6 negres peó · d6 negres dama · e5 negres peó · c4 blanques peó · d4 negres peó · e4 blanques peó · c3 negres cavall · d3 blanques peó · g3 blanques peó · a1 negres dama · f1 blanques alfil · g1 blanques rei | g8 blanques dama · h8 blanques dama · b6 negres rei · c6 negres peó · d6 negres dama · e5 negres peó · c4 blanques peó · d4 negres peó · e4 blanques peó · c3 negres cavall · d3 blanques peó · g3 blanques peó · a1 negres dama · f1 blanques alfil · g1 blanques rei | g8 blanques dama · h8 blanques dama · b6 negres rei · c6 negres peó · d6 negres dama · e5 negres peó · c4 blanques peó · d4 negres peó · e4 blanques peó · c3 negres cavall · d3 blanques peó · g3 blanques peó · a1 negres dama · f1 blanques alfil · g1 blanques rei | g8 blanques dama · h8 blanques dama · b6 negres rei · c6 negres peó · d6 negres dama · e5 negres peó · c4 blanques peó · d4 negres peó · e4 blanques peó · c3 negres cavall · d3 blanques peó · g3 blanques peó · a1 negres dama · f1 blanques alfil · g1 blanques rei | 1 |
|   | a | b | c | d | e | f | g | h |   |

El quadre anterior reflecteix que només un 3% de totes les promocions són promocions menors, mentre que el 97% serien coronacions. La freqüència de promocions menors realment significatives és fins i tot menor. Cal remarcar que la promoció no és limitada a les peces prèviament capturades. Un jugador pot promocionar a qualsevol peça que desitgi, tant si una peça pròpia d'aquell tipus ha estat capturada com si no. Per tant, en teoria, i com a resultat de la promoció de la totalitat dels seus vuit peons, un mateix jugador podria arribar a tenir fins a nou dames, deu cavalls, deu alfils, o deu torres, tot i que naturalment això mai arriba a passar en la pràctica. Alguns jocs de peces d'escacs es comercialitzen ja amb una dama addicional de cada color, per usar-la en cas de coronació. Quan la dama addicional no és disponible, en alguns contextos els jugadors empren una torre invertida per representar la dama obtinguda per coronació.
El diagrama de la partida entre Bobby Fischer i Tigran Petrossian del Torneig de Candidats de 1959 mostra una posició en què cada bàndol té dues dames. Les quatre dames es van mantenir a l'escaquer entre les jugades 37 i 44 (Fischer 2008:113–14).

## Estratègia
La capacitat de promocionar sovint és el factor crític en els finals i, per tant, és un important factor a considerar en l'estratègia de l'obertura i el mig joc. Gairebé totes les promocions ocorren en el final, però la promoció en el mig joc també ocorre.
La promoció alguna vegada ocorre fins i tot a l'obertura, tot i que només quan un dels dos bàndols comet una greu errada, com passa en la Trampa de Lasker, que implica una promoció menor (a cavall) en la setena jugada: 1.d4 d5 2.c4 e5 3.dxe5 d4 4.e3? Ab4+ 5.Ad2 dxe3! 6.Axb4?? exf2+! 7.Re2 fxg1(C)+!.
La partida Schlechter vs. Perlis, Karlsbad 1911 podria haver tingut una coronació a la jugada 11: 1.d4 d5 2.c4 c6 3.Cf3 Cf6 4.e3 Af5 5.Db3 Db6 6.cxd5 Dxb3 7.axb3 Axb1? 8.dxc6! Ae4?? 9.Txa7! Txa7 10.c7 amenaçant tant 11.cxb8(D) com 11.c8(D). Perlis va evitar la trampa amb 8...Cc6!, que evita la derrota immediata.
|   | a | b | c | d | e | f | g | h |   |
| 8 | a8 negres torre · d8 negres dama · e8 negres rei · f8 negres alfil · h8 negres torre · a7 negres peó · b7 negres alfil · d7 negres cavall · f7 negres peó · g7 negres peó · h7 negres peó · c6 negres peó · e6 negres peó · f6 negres cavall · e5 blanques peó · b4 negres peó · d4 blanques peó · c3 blanques cavall · f3 blanques cavall · a2 blanques peó · b2 blanques peó · e2 blanques alfil · f2 blanques peó · g2 blanques peó · h2 blanques peó · a1 blanques torre · c1 blanques alfil · d1 blanques dama · e1 blanques rei · h1 blanques torre | a8 negres torre · d8 negres dama · e8 negres rei · f8 negres alfil · h8 negres torre · a7 negres peó · b7 negres alfil · d7 negres cavall · f7 negres peó · g7 negres peó · h7 negres peó · c6 negres peó · e6 negres peó · f6 negres cavall · e5 blanques peó · b4 negres peó · d4 blanques peó · c3 blanques cavall · f3 blanques cavall · a2 blanques peó · b2 blanques peó · e2 blanques alfil · f2 blanques peó · g2 blanques peó · h2 blanques peó · a1 blanques torre · c1 blanques alfil · d1 blanques dama · e1 blanques rei · h1 blanques torre | a8 negres torre · d8 negres dama · e8 negres rei · f8 negres alfil · h8 negres torre · a7 negres peó · b7 negres alfil · d7 negres cavall · f7 negres peó · g7 negres peó · h7 negres peó · c6 negres peó · e6 negres peó · f6 negres cavall · e5 blanques peó · b4 negres peó · d4 blanques peó · c3 blanques cavall · f3 blanques cavall · a2 blanques peó · b2 blanques peó · e2 blanques alfil · f2 blanques peó · g2 blanques peó · h2 blanques peó · a1 blanques torre · c1 blanques alfil · d1 blanques dama · e1 blanques rei · h1 blanques torre | a8 negres torre · d8 negres dama · e8 negres rei · f8 negres alfil · h8 negres torre · a7 negres peó · b7 negres alfil · d7 negres cavall · f7 negres peó · g7 negres peó · h7 negres peó · c6 negres peó · e6 negres peó · f6 negres cavall · e5 blanques peó · b4 negres peó · d4 blanques peó · c3 blanques cavall · f3 blanques cavall · a2 blanques peó · b2 blanques peó · e2 blanques alfil · f2 blanques peó · g2 blanques peó · h2 blanques peó · a1 blanques torre · c1 blanques alfil · d1 blanques dama · e1 blanques rei · h1 blanques torre | a8 negres torre · d8 negres dama · e8 negres rei · f8 negres alfil · h8 negres torre · a7 negres peó · b7 negres alfil · d7 negres cavall · f7 negres peó · g7 negres peó · h7 negres peó · c6 negres peó · e6 negres peó · f6 negres cavall · e5 blanques peó · b4 negres peó · d4 blanques peó · c3 blanques cavall · f3 blanques cavall · a2 blanques peó · b2 blanques peó · e2 blanques alfil · f2 blanques peó · g2 blanques peó · h2 blanques peó · a1 blanques torre · c1 blanques alfil · d1 blanques dama · e1 blanques rei · h1 blanques torre | a8 negres torre · d8 negres dama · e8 negres rei · f8 negres alfil · h8 negres torre · a7 negres peó · b7 negres alfil · d7 negres cavall · f7 negres peó · g7 negres peó · h7 negres peó · c6 negres peó · e6 negres peó · f6 negres cavall · e5 blanques peó · b4 negres peó · d4 blanques peó · c3 blanques cavall · f3 blanques cavall · a2 blanques peó · b2 blanques peó · e2 blanques alfil · f2 blanques peó · g2 blanques peó · h2 blanques peó · a1 blanques torre · c1 blanques alfil · d1 blanques dama · e1 blanques rei · h1 blanques torre | a8 negres torre · d8 negres dama · e8 negres rei · f8 negres alfil · h8 negres torre · a7 negres peó · b7 negres alfil · d7 negres cavall · f7 negres peó · g7 negres peó · h7 negres peó · c6 negres peó · e6 negres peó · f6 negres cavall · e5 blanques peó · b4 negres peó · d4 blanques peó · c3 blanques cavall · f3 blanques cavall · a2 blanques peó · b2 blanques peó · e2 blanques alfil · f2 blanques peó · g2 blanques peó · h2 blanques peó · a1 blanques torre · c1 blanques alfil · d1 blanques dama · e1 blanques rei · h1 blanques torre | a8 negres torre · d8 negres dama · e8 negres rei · f8 negres alfil · h8 negres torre · a7 negres peó · b7 negres alfil · d7 negres cavall · f7 negres peó · g7 negres peó · h7 negres peó · c6 negres peó · e6 negres peó · f6 negres cavall · e5 blanques peó · b4 negres peó · d4 blanques peó · c3 blanques cavall · f3 blanques cavall · a2 blanques peó · b2 blanques peó · e2 blanques alfil · f2 blanques peó · g2 blanques peó · h2 blanques peó · a1 blanques torre · c1 blanques alfil · d1 blanques dama · e1 blanques rei · h1 blanques torre | 8 |
| 7 | a8 negres torre · d8 negres dama · e8 negres rei · f8 negres alfil · h8 negres torre · a7 negres peó · b7 negres alfil · d7 negres cavall · f7 negres peó · g7 negres peó · h7 negres peó · c6 negres peó · e6 negres peó · f6 negres cavall · e5 blanques peó · b4 negres peó · d4 blanques peó · c3 blanques cavall · f3 blanques cavall · a2 blanques peó · b2 blanques peó · e2 blanques alfil · f2 blanques peó · g2 blanques peó · h2 blanques peó · a1 blanques torre · c1 blanques alfil · d1 blanques dama · e1 blanques rei · h1 blanques torre | a8 negres torre · d8 negres dama · e8 negres rei · f8 negres alfil · h8 negres torre · a7 negres peó · b7 negres alfil · d7 negres cavall · f7 negres peó · g7 negres peó · h7 negres peó · c6 negres peó · e6 negres peó · f6 negres cavall · e5 blanques peó · b4 negres peó · d4 blanques peó · c3 blanques cavall · f3 blanques cavall · a2 blanques peó · b2 blanques peó · e2 blanques alfil · f2 blanques peó · g2 blanques peó · h2 blanques peó · a1 blanques torre · c1 blanques alfil · d1 blanques dama · e1 blanques rei · h1 blanques torre | a8 negres torre · d8 negres dama · e8 negres rei · f8 negres alfil · h8 negres torre · a7 negres peó · b7 negres alfil · d7 negres cavall · f7 negres peó · g7 negres peó · h7 negres peó · c6 negres peó · e6 negres peó · f6 negres cavall · e5 blanques peó · b4 negres peó · d4 blanques peó · c3 blanques cavall · f3 blanques cavall · a2 blanques peó · b2 blanques peó · e2 blanques alfil · f2 blanques peó · g2 blanques peó · h2 blanques peó · a1 blanques torre · c1 blanques alfil · d1 blanques dama · e1 blanques rei · h1 blanques torre | a8 negres torre · d8 negres dama · e8 negres rei · f8 negres alfil · h8 negres torre · a7 negres peó · b7 negres alfil · d7 negres cavall · f7 negres peó · g7 negres peó · h7 negres peó · c6 negres peó · e6 negres peó · f6 negres cavall · e5 blanques peó · b4 negres peó · d4 blanques peó · c3 blanques cavall · f3 blanques cavall · a2 blanques peó · b2 blanques peó · e2 blanques alfil · f2 blanques peó · g2 blanques peó · h2 blanques peó · a1 blanques torre · c1 blanques alfil · d1 blanques dama · e1 blanques rei · h1 blanques torre | a8 negres torre · d8 negres dama · e8 negres rei · f8 negres alfil · h8 negres torre · a7 negres peó · b7 negres alfil · d7 negres cavall · f7 negres peó · g7 negres peó · h7 negres peó · c6 negres peó · e6 negres peó · f6 negres cavall · e5 blanques peó · b4 negres peó · d4 blanques peó · c3 blanques cavall · f3 blanques cavall · a2 blanques peó · b2 blanques peó · e2 blanques alfil · f2 blanques peó · g2 blanques peó · h2 blanques peó · a1 blanques torre · c1 blanques alfil · d1 blanques dama · e1 blanques rei · h1 blanques torre | a8 negres torre · d8 negres dama · e8 negres rei · f8 negres alfil · h8 negres torre · a7 negres peó · b7 negres alfil · d7 negres cavall · f7 negres peó · g7 negres peó · h7 negres peó · c6 negres peó · e6 negres peó · f6 negres cavall · e5 blanques peó · b4 negres peó · d4 blanques peó · c3 blanques cavall · f3 blanques cavall · a2 blanques peó · b2 blanques peó · e2 blanques alfil · f2 blanques peó · g2 blanques peó · h2 blanques peó · a1 blanques torre · c1 blanques alfil · d1 blanques dama · e1 blanques rei · h1 blanques torre | a8 negres torre · d8 negres dama · e8 negres rei · f8 negres alfil · h8 negres torre · a7 negres peó · b7 negres alfil · d7 negres cavall · f7 negres peó · g7 negres peó · h7 negres peó · c6 negres peó · e6 negres peó · f6 negres cavall · e5 blanques peó · b4 negres peó · d4 blanques peó · c3 blanques cavall · f3 blanques cavall · a2 blanques peó · b2 blanques peó · e2 blanques alfil · f2 blanques peó · g2 blanques peó · h2 blanques peó · a1 blanques torre · c1 blanques alfil · d1 blanques dama · e1 blanques rei · h1 blanques torre | a8 negres torre · d8 negres dama · e8 negres rei · f8 negres alfil · h8 negres torre · a7 negres peó · b7 negres alfil · d7 negres cavall · f7 negres peó · g7 negres peó · h7 negres peó · c6 negres peó · e6 negres peó · f6 negres cavall · e5 blanques peó · b4 negres peó · d4 blanques peó · c3 blanques cavall · f3 blanques cavall · a2 blanques peó · b2 blanques peó · e2 blanques alfil · f2 blanques peó · g2 blanques peó · h2 blanques peó · a1 blanques torre · c1 blanques alfil · d1 blanques dama · e1 blanques rei · h1 blanques torre | 7 |
| 6 | a8 negres torre · d8 negres dama · e8 negres rei · f8 negres alfil · h8 negres torre · a7 negres peó · b7 negres alfil · d7 negres cavall · f7 negres peó · g7 negres peó · h7 negres peó · c6 negres peó · e6 negres peó · f6 negres cavall · e5 blanques peó · b4 negres peó · d4 blanques peó · c3 blanques cavall · f3 blanques cavall · a2 blanques peó · b2 blanques peó · e2 blanques alfil · f2 blanques peó · g2 blanques peó · h2 blanques peó · a1 blanques torre · c1 blanques alfil · d1 blanques dama · e1 blanques rei · h1 blanques torre | a8 negres torre · d8 negres dama · e8 negres rei · f8 negres alfil · h8 negres torre · a7 negres peó · b7 negres alfil · d7 negres cavall · f7 negres peó · g7 negres peó · h7 negres peó · c6 negres peó · e6 negres peó · f6 negres cavall · e5 blanques peó · b4 negres peó · d4 blanques peó · c3 blanques cavall · f3 blanques cavall · a2 blanques peó · b2 blanques peó · e2 blanques alfil · f2 blanques peó · g2 blanques peó · h2 blanques peó · a1 blanques torre · c1 blanques alfil · d1 blanques dama · e1 blanques rei · h1 blanques torre | a8 negres torre · d8 negres dama · e8 negres rei · f8 negres alfil · h8 negres torre · a7 negres peó · b7 negres alfil · d7 negres cavall · f7 negres peó · g7 negres peó · h7 negres peó · c6 negres peó · e6 negres peó · f6 negres cavall · e5 blanques peó · b4 negres peó · d4 blanques peó · c3 blanques cavall · f3 blanques cavall · a2 blanques peó · b2 blanques peó · e2 blanques alfil · f2 blanques peó · g2 blanques peó · h2 blanques peó · a1 blanques torre · c1 blanques alfil · d1 blanques dama · e1 blanques rei · h1 blanques torre | a8 negres torre · d8 negres dama · e8 negres rei · f8 negres alfil · h8 negres torre · a7 negres peó · b7 negres alfil · d7 negres cavall · f7 negres peó · g7 negres peó · h7 negres peó · c6 negres peó · e6 negres peó · f6 negres cavall · e5 blanques peó · b4 negres peó · d4 blanques peó · c3 blanques cavall · f3 blanques cavall · a2 blanques peó · b2 blanques peó · e2 blanques alfil · f2 blanques peó · g2 blanques peó · h2 blanques peó · a1 blanques torre · c1 blanques alfil · d1 blanques dama · e1 blanques rei · h1 blanques torre | a8 negres torre · d8 negres dama · e8 negres rei · f8 negres alfil · h8 negres torre · a7 negres peó · b7 negres alfil · d7 negres cavall · f7 negres peó · g7 negres peó · h7 negres peó · c6 negres peó · e6 negres peó · f6 negres cavall · e5 blanques peó · b4 negres peó · d4 blanques peó · c3 blanques cavall · f3 blanques cavall · a2 blanques peó · b2 blanques peó · e2 blanques alfil · f2 blanques peó · g2 blanques peó · h2 blanques peó · a1 blanques torre · c1 blanques alfil · d1 blanques dama · e1 blanques rei · h1 blanques torre | a8 negres torre · d8 negres dama · e8 negres rei · f8 negres alfil · h8 negres torre · a7 negres peó · b7 negres alfil · d7 negres cavall · f7 negres peó · g7 negres peó · h7 negres peó · c6 negres peó · e6 negres peó · f6 negres cavall · e5 blanques peó · b4 negres peó · d4 blanques peó · c3 blanques cavall · f3 blanques cavall · a2 blanques peó · b2 blanques peó · e2 blanques alfil · f2 blanques peó · g2 blanques peó · h2 blanques peó · a1 blanques torre · c1 blanques alfil · d1 blanques dama · e1 blanques rei · h1 blanques torre | a8 negres torre · d8 negres dama · e8 negres rei · f8 negres alfil · h8 negres torre · a7 negres peó · b7 negres alfil · d7 negres cavall · f7 negres peó · g7 negres peó · h7 negres peó · c6 negres peó · e6 negres peó · f6 negres cavall · e5 blanques peó · b4 negres peó · d4 blanques peó · c3 blanques cavall · f3 blanques cavall · a2 blanques peó · b2 blanques peó · e2 blanques alfil · f2 blanques peó · g2 blanques peó · h2 blanques peó · a1 blanques torre · c1 blanques alfil · d1 blanques dama · e1 blanques rei · h1 blanques torre | a8 negres torre · d8 negres dama · e8 negres rei · f8 negres alfil · h8 negres torre · a7 negres peó · b7 negres alfil · d7 negres cavall · f7 negres peó · g7 negres peó · h7 negres peó · c6 negres peó · e6 negres peó · f6 negres cavall · e5 blanques peó · b4 negres peó · d4 blanques peó · c3 blanques cavall · f3 blanques cavall · a2 blanques peó · b2 blanques peó · e2 blanques alfil · f2 blanques peó · g2 blanques peó · h2 blanques peó · a1 blanques torre · c1 blanques alfil · d1 blanques dama · e1 blanques rei · h1 blanques torre | 6 |
| 5 | a8 negres torre · d8 negres dama · e8 negres rei · f8 negres alfil · h8 negres torre · a7 negres peó · b7 negres alfil · d7 negres cavall · f7 negres peó · g7 negres peó · h7 negres peó · c6 negres peó · e6 negres peó · f6 negres cavall · e5 blanques peó · b4 negres peó · d4 blanques peó · c3 blanques cavall · f3 blanques cavall · a2 blanques peó · b2 blanques peó · e2 blanques alfil · f2 blanques peó · g2 blanques peó · h2 blanques peó · a1 blanques torre · c1 blanques alfil · d1 blanques dama · e1 blanques rei · h1 blanques torre | a8 negres torre · d8 negres dama · e8 negres rei · f8 negres alfil · h8 negres torre · a7 negres peó · b7 negres alfil · d7 negres cavall · f7 negres peó · g7 negres peó · h7 negres peó · c6 negres peó · e6 negres peó · f6 negres cavall · e5 blanques peó · b4 negres peó · d4 blanques peó · c3 blanques cavall · f3 blanques cavall · a2 blanques peó · b2 blanques peó · e2 blanques alfil · f2 blanques peó · g2 blanques peó · h2 blanques peó · a1 blanques torre · c1 blanques alfil · d1 blanques dama · e1 blanques rei · h1 blanques torre | a8 negres torre · d8 negres dama · e8 negres rei · f8 negres alfil · h8 negres torre · a7 negres peó · b7 negres alfil · d7 negres cavall · f7 negres peó · g7 negres peó · h7 negres peó · c6 negres peó · e6 negres peó · f6 negres cavall · e5 blanques peó · b4 negres peó · d4 blanques peó · c3 blanques cavall · f3 blanques cavall · a2 blanques peó · b2 blanques peó · e2 blanques alfil · f2 blanques peó · g2 blanques peó · h2 blanques peó · a1 blanques torre · c1 blanques alfil · d1 blanques dama · e1 blanques rei · h1 blanques torre | a8 negres torre · d8 negres dama · e8 negres rei · f8 negres alfil · h8 negres torre · a7 negres peó · b7 negres alfil · d7 negres cavall · f7 negres peó · g7 negres peó · h7 negres peó · c6 negres peó · e6 negres peó · f6 negres cavall · e5 blanques peó · b4 negres peó · d4 blanques peó · c3 blanques cavall · f3 blanques cavall · a2 blanques peó · b2 blanques peó · e2 blanques alfil · f2 blanques peó · g2 blanques peó · h2 blanques peó · a1 blanques torre · c1 blanques alfil · d1 blanques dama · e1 blanques rei · h1 blanques torre | a8 negres torre · d8 negres dama · e8 negres rei · f8 negres alfil · h8 negres torre · a7 negres peó · b7 negres alfil · d7 negres cavall · f7 negres peó · g7 negres peó · h7 negres peó · c6 negres peó · e6 negres peó · f6 negres cavall · e5 blanques peó · b4 negres peó · d4 blanques peó · c3 blanques cavall · f3 blanques cavall · a2 blanques peó · b2 blanques peó · e2 blanques alfil · f2 blanques peó · g2 blanques peó · h2 blanques peó · a1 blanques torre · c1 blanques alfil · d1 blanques dama · e1 blanques rei · h1 blanques torre | a8 negres torre · d8 negres dama · e8 negres rei · f8 negres alfil · h8 negres torre · a7 negres peó · b7 negres alfil · d7 negres cavall · f7 negres peó · g7 negres peó · h7 negres peó · c6 negres peó · e6 negres peó · f6 negres cavall · e5 blanques peó · b4 negres peó · d4 blanques peó · c3 blanques cavall · f3 blanques cavall · a2 blanques peó · b2 blanques peó · e2 blanques alfil · f2 blanques peó · g2 blanques peó · h2 blanques peó · a1 blanques torre · c1 blanques alfil · d1 blanques dama · e1 blanques rei · h1 blanques torre | a8 negres torre · d8 negres dama · e8 negres rei · f8 negres alfil · h8 negres torre · a7 negres peó · b7 negres alfil · d7 negres cavall · f7 negres peó · g7 negres peó · h7 negres peó · c6 negres peó · e6 negres peó · f6 negres cavall · e5 blanques peó · b4 negres peó · d4 blanques peó · c3 blanques cavall · f3 blanques cavall · a2 blanques peó · b2 blanques peó · e2 blanques alfil · f2 blanques peó · g2 blanques peó · h2 blanques peó · a1 blanques torre · c1 blanques alfil · d1 blanques dama · e1 blanques rei · h1 blanques torre | a8 negres torre · d8 negres dama · e8 negres rei · f8 negres alfil · h8 negres torre · a7 negres peó · b7 negres alfil · d7 negres cavall · f7 negres peó · g7 negres peó · h7 negres peó · c6 negres peó · e6 negres peó · f6 negres cavall · e5 blanques peó · b4 negres peó · d4 blanques peó · c3 blanques cavall · f3 blanques cavall · a2 blanques peó · b2 blanques peó · e2 blanques alfil · f2 blanques peó · g2 blanques peó · h2 blanques peó · a1 blanques torre · c1 blanques alfil · d1 blanques dama · e1 blanques rei · h1 blanques torre | 5 |
| 4 | a8 negres torre · d8 negres dama · e8 negres rei · f8 negres alfil · h8 negres torre · a7 negres peó · b7 negres alfil · d7 negres cavall · f7 negres peó · g7 negres peó · h7 negres peó · c6 negres peó · e6 negres peó · f6 negres cavall · e5 blanques peó · b4 negres peó · d4 blanques peó · c3 blanques cavall · f3 blanques cavall · a2 blanques peó · b2 blanques peó · e2 blanques alfil · f2 blanques peó · g2 blanques peó · h2 blanques peó · a1 blanques torre · c1 blanques alfil · d1 blanques dama · e1 blanques rei · h1 blanques torre | a8 negres torre · d8 negres dama · e8 negres rei · f8 negres alfil · h8 negres torre · a7 negres peó · b7 negres alfil · d7 negres cavall · f7 negres peó · g7 negres peó · h7 negres peó · c6 negres peó · e6 negres peó · f6 negres cavall · e5 blanques peó · b4 negres peó · d4 blanques peó · c3 blanques cavall · f3 blanques cavall · a2 blanques peó · b2 blanques peó · e2 blanques alfil · f2 blanques peó · g2 blanques peó · h2 blanques peó · a1 blanques torre · c1 blanques alfil · d1 blanques dama · e1 blanques rei · h1 blanques torre | a8 negres torre · d8 negres dama · e8 negres rei · f8 negres alfil · h8 negres torre · a7 negres peó · b7 negres alfil · d7 negres cavall · f7 negres peó · g7 negres peó · h7 negres peó · c6 negres peó · e6 negres peó · f6 negres cavall · e5 blanques peó · b4 negres peó · d4 blanques peó · c3 blanques cavall · f3 blanques cavall · a2 blanques peó · b2 blanques peó · e2 blanques alfil · f2 blanques peó · g2 blanques peó · h2 blanques peó · a1 blanques torre · c1 blanques alfil · d1 blanques dama · e1 blanques rei · h1 blanques torre | a8 negres torre · d8 negres dama · e8 negres rei · f8 negres alfil · h8 negres torre · a7 negres peó · b7 negres alfil · d7 negres cavall · f7 negres peó · g7 negres peó · h7 negres peó · c6 negres peó · e6 negres peó · f6 negres cavall · e5 blanques peó · b4 negres peó · d4 blanques peó · c3 blanques cavall · f3 blanques cavall · a2 blanques peó · b2 blanques peó · e2 blanques alfil · f2 blanques peó · g2 blanques peó · h2 blanques peó · a1 blanques torre · c1 blanques alfil · d1 blanques dama · e1 blanques rei · h1 blanques torre | a8 negres torre · d8 negres dama · e8 negres rei · f8 negres alfil · h8 negres torre · a7 negres peó · b7 negres alfil · d7 negres cavall · f7 negres peó · g7 negres peó · h7 negres peó · c6 negres peó · e6 negres peó · f6 negres cavall · e5 blanques peó · b4 negres peó · d4 blanques peó · c3 blanques cavall · f3 blanques cavall · a2 blanques peó · b2 blanques peó · e2 blanques alfil · f2 blanques peó · g2 blanques peó · h2 blanques peó · a1 blanques torre · c1 blanques alfil · d1 blanques dama · e1 blanques rei · h1 blanques torre | a8 negres torre · d8 negres dama · e8 negres rei · f8 negres alfil · h8 negres torre · a7 negres peó · b7 negres alfil · d7 negres cavall · f7 negres peó · g7 negres peó · h7 negres peó · c6 negres peó · e6 negres peó · f6 negres cavall · e5 blanques peó · b4 negres peó · d4 blanques peó · c3 blanques cavall · f3 blanques cavall · a2 blanques peó · b2 blanques peó · e2 blanques alfil · f2 blanques peó · g2 blanques peó · h2 blanques peó · a1 blanques torre · c1 blanques alfil · d1 blanques dama · e1 blanques rei · h1 blanques torre | a8 negres torre · d8 negres dama · e8 negres rei · f8 negres alfil · h8 negres torre · a7 negres peó · b7 negres alfil · d7 negres cavall · f7 negres peó · g7 negres peó · h7 negres peó · c6 negres peó · e6 negres peó · f6 negres cavall · e5 blanques peó · b4 negres peó · d4 blanques peó · c3 blanques cavall · f3 blanques cavall · a2 blanques peó · b2 blanques peó · e2 blanques alfil · f2 blanques peó · g2 blanques peó · h2 blanques peó · a1 blanques torre · c1 blanques alfil · d1 blanques dama · e1 blanques rei · h1 blanques torre | a8 negres torre · d8 negres dama · e8 negres rei · f8 negres alfil · h8 negres torre · a7 negres peó · b7 negres alfil · d7 negres cavall · f7 negres peó · g7 negres peó · h7 negres peó · c6 negres peó · e6 negres peó · f6 negres cavall · e5 blanques peó · b4 negres peó · d4 blanques peó · c3 blanques cavall · f3 blanques cavall · a2 blanques peó · b2 blanques peó · e2 blanques alfil · f2 blanques peó · g2 blanques peó · h2 blanques peó · a1 blanques torre · c1 blanques alfil · d1 blanques dama · e1 blanques rei · h1 blanques torre | 4 |
| 3 | a8 negres torre · d8 negres dama · e8 negres rei · f8 negres alfil · h8 negres torre · a7 negres peó · b7 negres alfil · d7 negres cavall · f7 negres peó · g7 negres peó · h7 negres peó · c6 negres peó · e6 negres peó · f6 negres cavall · e5 blanques peó · b4 negres peó · d4 blanques peó · c3 blanques cavall · f3 blanques cavall · a2 blanques peó · b2 blanques peó · e2 blanques alfil · f2 blanques peó · g2 blanques peó · h2 blanques peó · a1 blanques torre · c1 blanques alfil · d1 blanques dama · e1 blanques rei · h1 blanques torre | a8 negres torre · d8 negres dama · e8 negres rei · f8 negres alfil · h8 negres torre · a7 negres peó · b7 negres alfil · d7 negres cavall · f7 negres peó · g7 negres peó · h7 negres peó · c6 negres peó · e6 negres peó · f6 negres cavall · e5 blanques peó · b4 negres peó · d4 blanques peó · c3 blanques cavall · f3 blanques cavall · a2 blanques peó · b2 blanques peó · e2 blanques alfil · f2 blanques peó · g2 blanques peó · h2 blanques peó · a1 blanques torre · c1 blanques alfil · d1 blanques dama · e1 blanques rei · h1 blanques torre | a8 negres torre · d8 negres dama · e8 negres rei · f8 negres alfil · h8 negres torre · a7 negres peó · b7 negres alfil · d7 negres cavall · f7 negres peó · g7 negres peó · h7 negres peó · c6 negres peó · e6 negres peó · f6 negres cavall · e5 blanques peó · b4 negres peó · d4 blanques peó · c3 blanques cavall · f3 blanques cavall · a2 blanques peó · b2 blanques peó · e2 blanques alfil · f2 blanques peó · g2 blanques peó · h2 blanques peó · a1 blanques torre · c1 blanques alfil · d1 blanques dama · e1 blanques rei · h1 blanques torre | a8 negres torre · d8 negres dama · e8 negres rei · f8 negres alfil · h8 negres torre · a7 negres peó · b7 negres alfil · d7 negres cavall · f7 negres peó · g7 negres peó · h7 negres peó · c6 negres peó · e6 negres peó · f6 negres cavall · e5 blanques peó · b4 negres peó · d4 blanques peó · c3 blanques cavall · f3 blanques cavall · a2 blanques peó · b2 blanques peó · e2 blanques alfil · f2 blanques peó · g2 blanques peó · h2 blanques peó · a1 blanques torre · c1 blanques alfil · d1 blanques dama · e1 blanques rei · h1 blanques torre | a8 negres torre · d8 negres dama · e8 negres rei · f8 negres alfil · h8 negres torre · a7 negres peó · b7 negres alfil · d7 negres cavall · f7 negres peó · g7 negres peó · h7 negres peó · c6 negres peó · e6 negres peó · f6 negres cavall · e5 blanques peó · b4 negres peó · d4 blanques peó · c3 blanques cavall · f3 blanques cavall · a2 blanques peó · b2 blanques peó · e2 blanques alfil · f2 blanques peó · g2 blanques peó · h2 blanques peó · a1 blanques torre · c1 blanques alfil · d1 blanques dama · e1 blanques rei · h1 blanques torre | a8 negres torre · d8 negres dama · e8 negres rei · f8 negres alfil · h8 negres torre · a7 negres peó · b7 negres alfil · d7 negres cavall · f7 negres peó · g7 negres peó · h7 negres peó · c6 negres peó · e6 negres peó · f6 negres cavall · e5 blanques peó · b4 negres peó · d4 blanques peó · c3 blanques cavall · f3 blanques cavall · a2 blanques peó · b2 blanques peó · e2 blanques alfil · f2 blanques peó · g2 blanques peó · h2 blanques peó · a1 blanques torre · c1 blanques alfil · d1 blanques dama · e1 blanques rei · h1 blanques torre | a8 negres torre · d8 negres dama · e8 negres rei · f8 negres alfil · h8 negres torre · a7 negres peó · b7 negres alfil · d7 negres cavall · f7 negres peó · g7 negres peó · h7 negres peó · c6 negres peó · e6 negres peó · f6 negres cavall · e5 blanques peó · b4 negres peó · d4 blanques peó · c3 blanques cavall · f3 blanques cavall · a2 blanques peó · b2 blanques peó · e2 blanques alfil · f2 blanques peó · g2 blanques peó · h2 blanques peó · a1 blanques torre · c1 blanques alfil · d1 blanques dama · e1 blanques rei · h1 blanques torre | a8 negres torre · d8 negres dama · e8 negres rei · f8 negres alfil · h8 negres torre · a7 negres peó · b7 negres alfil · d7 negres cavall · f7 negres peó · g7 negres peó · h7 negres peó · c6 negres peó · e6 negres peó · f6 negres cavall · e5 blanques peó · b4 negres peó · d4 blanques peó · c3 blanques cavall · f3 blanques cavall · a2 blanques peó · b2 blanques peó · e2 blanques alfil · f2 blanques peó · g2 blanques peó · h2 blanques peó · a1 blanques torre · c1 blanques alfil · d1 blanques dama · e1 blanques rei · h1 blanques torre | 3 |
| 2 | a8 negres torre · d8 negres dama · e8 negres rei · f8 negres alfil · h8 negres torre · a7 negres peó · b7 negres alfil · d7 negres cavall · f7 negres peó · g7 negres peó · h7 negres peó · c6 negres peó · e6 negres peó · f6 negres cavall · e5 blanques peó · b4 negres peó · d4 blanques peó · c3 blanques cavall · f3 blanques cavall · a2 blanques peó · b2 blanques peó · e2 blanques alfil · f2 blanques peó · g2 blanques peó · h2 blanques peó · a1 blanques torre · c1 blanques alfil · d1 blanques dama · e1 blanques rei · h1 blanques torre | a8 negres torre · d8 negres dama · e8 negres rei · f8 negres alfil · h8 negres torre · a7 negres peó · b7 negres alfil · d7 negres cavall · f7 negres peó · g7 negres peó · h7 negres peó · c6 negres peó · e6 negres peó · f6 negres cavall · e5 blanques peó · b4 negres peó · d4 blanques peó · c3 blanques cavall · f3 blanques cavall · a2 blanques peó · b2 blanques peó · e2 blanques alfil · f2 blanques peó · g2 blanques peó · h2 blanques peó · a1 blanques torre · c1 blanques alfil · d1 blanques dama · e1 blanques rei · h1 blanques torre | a8 negres torre · d8 negres dama · e8 negres rei · f8 negres alfil · h8 negres torre · a7 negres peó · b7 negres alfil · d7 negres cavall · f7 negres peó · g7 negres peó · h7 negres peó · c6 negres peó · e6 negres peó · f6 negres cavall · e5 blanques peó · b4 negres peó · d4 blanques peó · c3 blanques cavall · f3 blanques cavall · a2 blanques peó · b2 blanques peó · e2 blanques alfil · f2 blanques peó · g2 blanques peó · h2 blanques peó · a1 blanques torre · c1 blanques alfil · d1 blanques dama · e1 blanques rei · h1 blanques torre | a8 negres torre · d8 negres dama · e8 negres rei · f8 negres alfil · h8 negres torre · a7 negres peó · b7 negres alfil · d7 negres cavall · f7 negres peó · g7 negres peó · h7 negres peó · c6 negres peó · e6 negres peó · f6 negres cavall · e5 blanques peó · b4 negres peó · d4 blanques peó · c3 blanques cavall · f3 blanques cavall · a2 blanques peó · b2 blanques peó · e2 blanques alfil · f2 blanques peó · g2 blanques peó · h2 blanques peó · a1 blanques torre · c1 blanques alfil · d1 blanques dama · e1 blanques rei · h1 blanques torre | a8 negres torre · d8 negres dama · e8 negres rei · f8 negres alfil · h8 negres torre · a7 negres peó · b7 negres alfil · d7 negres cavall · f7 negres peó · g7 negres peó · h7 negres peó · c6 negres peó · e6 negres peó · f6 negres cavall · e5 blanques peó · b4 negres peó · d4 blanques peó · c3 blanques cavall · f3 blanques cavall · a2 blanques peó · b2 blanques peó · e2 blanques alfil · f2 blanques peó · g2 blanques peó · h2 blanques peó · a1 blanques torre · c1 blanques alfil · d1 blanques dama · e1 blanques rei · h1 blanques torre | a8 negres torre · d8 negres dama · e8 negres rei · f8 negres alfil · h8 negres torre · a7 negres peó · b7 negres alfil · d7 negres cavall · f7 negres peó · g7 negres peó · h7 negres peó · c6 negres peó · e6 negres peó · f6 negres cavall · e5 blanques peó · b4 negres peó · d4 blanques peó · c3 blanques cavall · f3 blanques cavall · a2 blanques peó · b2 blanques peó · e2 blanques alfil · f2 blanques peó · g2 blanques peó · h2 blanques peó · a1 blanques torre · c1 blanques alfil · d1 blanques dama · e1 blanques rei · h1 blanques torre | a8 negres torre · d8 negres dama · e8 negres rei · f8 negres alfil · h8 negres torre · a7 negres peó · b7 negres alfil · d7 negres cavall · f7 negres peó · g7 negres peó · h7 negres peó · c6 negres peó · e6 negres peó · f6 negres cavall · e5 blanques peó · b4 negres peó · d4 blanques peó · c3 blanques cavall · f3 blanques cavall · a2 blanques peó · b2 blanques peó · e2 blanques alfil · f2 blanques peó · g2 blanques peó · h2 blanques peó · a1 blanques torre · c1 blanques alfil · d1 blanques dama · e1 blanques rei · h1 blanques torre | a8 negres torre · d8 negres dama · e8 negres rei · f8 negres alfil · h8 negres torre · a7 negres peó · b7 negres alfil · d7 negres cavall · f7 negres peó · g7 negres peó · h7 negres peó · c6 negres peó · e6 negres peó · f6 negres cavall · e5 blanques peó · b4 negres peó · d4 blanques peó · c3 blanques cavall · f3 blanques cavall · a2 blanques peó · b2 blanques peó · e2 blanques alfil · f2 blanques peó · g2 blanques peó · h2 blanques peó · a1 blanques torre · c1 blanques alfil · d1 blanques dama · e1 blanques rei · h1 blanques torre | 2 |
| 1 | a8 negres torre · d8 negres dama · e8 negres rei · f8 negres alfil · h8 negres torre · a7 negres peó · b7 negres alfil · d7 negres cavall · f7 negres peó · g7 negres peó · h7 negres peó · c6 negres peó · e6 negres peó · f6 negres cavall · e5 blanques peó · b4 negres peó · d4 blanques peó · c3 blanques cavall · f3 blanques cavall · a2 blanques peó · b2 blanques peó · e2 blanques alfil · f2 blanques peó · g2 blanques peó · h2 blanques peó · a1 blanques torre · c1 blanques alfil · d1 blanques dama · e1 blanques rei · h1 blanques torre | a8 negres torre · d8 negres dama · e8 negres rei · f8 negres alfil · h8 negres torre · a7 negres peó · b7 negres alfil · d7 negres cavall · f7 negres peó · g7 negres peó · h7 negres peó · c6 negres peó · e6 negres peó · f6 negres cavall · e5 blanques peó · b4 negres peó · d4 blanques peó · c3 blanques cavall · f3 blanques cavall · a2 blanques peó · b2 blanques peó · e2 blanques alfil · f2 blanques peó · g2 blanques peó · h2 blanques peó · a1 blanques torre · c1 blanques alfil · d1 blanques dama · e1 blanques rei · h1 blanques torre | a8 negres torre · d8 negres dama · e8 negres rei · f8 negres alfil · h8 negres torre · a7 negres peó · b7 negres alfil · d7 negres cavall · f7 negres peó · g7 negres peó · h7 negres peó · c6 negres peó · e6 negres peó · f6 negres cavall · e5 blanques peó · b4 negres peó · d4 blanques peó · c3 blanques cavall · f3 blanques cavall · a2 blanques peó · b2 blanques peó · e2 blanques alfil · f2 blanques peó · g2 blanques peó · h2 blanques peó · a1 blanques torre · c1 blanques alfil · d1 blanques dama · e1 blanques rei · h1 blanques torre | a8 negres torre · d8 negres dama · e8 negres rei · f8 negres alfil · h8 negres torre · a7 negres peó · b7 negres alfil · d7 negres cavall · f7 negres peó · g7 negres peó · h7 negres peó · c6 negres peó · e6 negres peó · f6 negres cavall · e5 blanques peó · b4 negres peó · d4 blanques peó · c3 blanques cavall · f3 blanques cavall · a2 blanques peó · b2 blanques peó · e2 blanques alfil · f2 blanques peó · g2 blanques peó · h2 blanques peó · a1 blanques torre · c1 blanques alfil · d1 blanques dama · e1 blanques rei · h1 blanques torre | a8 negres torre · d8 negres dama · e8 negres rei · f8 negres alfil · h8 negres torre · a7 negres peó · b7 negres alfil · d7 negres cavall · f7 negres peó · g7 negres peó · h7 negres peó · c6 negres peó · e6 negres peó · f6 negres cavall · e5 blanques peó · b4 negres peó · d4 blanques peó · c3 blanques cavall · f3 blanques cavall · a2 blanques peó · b2 blanques peó · e2 blanques alfil · f2 blanques peó · g2 blanques peó · h2 blanques peó · a1 blanques torre · c1 blanques alfil · d1 blanques dama · e1 blanques rei · h1 blanques torre | a8 negres torre · d8 negres dama · e8 negres rei · f8 negres alfil · h8 negres torre · a7 negres peó · b7 negres alfil · d7 negres cavall · f7 negres peó · g7 negres peó · h7 negres peó · c6 negres peó · e6 negres peó · f6 negres cavall · e5 blanques peó · b4 negres peó · d4 blanques peó · c3 blanques cavall · f3 blanques cavall · a2 blanques peó · b2 blanques peó · e2 blanques alfil · f2 blanques peó · g2 blanques peó · h2 blanques peó · a1 blanques torre · c1 blanques alfil · d1 blanques dama · e1 blanques rei · h1 blanques torre | a8 negres torre · d8 negres dama · e8 negres rei · f8 negres alfil · h8 negres torre · a7 negres peó · b7 negres alfil · d7 negres cavall · f7 negres peó · g7 negres peó · h7 negres peó · c6 negres peó · e6 negres peó · f6 negres cavall · e5 blanques peó · b4 negres peó · d4 blanques peó · c3 blanques cavall · f3 blanques cavall · a2 blanques peó · b2 blanques peó · e2 blanques alfil · f2 blanques peó · g2 blanques peó · h2 blanques peó · a1 blanques torre · c1 blanques alfil · d1 blanques dama · e1 blanques rei · h1 blanques torre | a8 negres torre · d8 negres dama · e8 negres rei · f8 negres alfil · h8 negres torre · a7 negres peó · b7 negres alfil · d7 negres cavall · f7 negres peó · g7 negres peó · h7 negres peó · c6 negres peó · e6 negres peó · f6 negres cavall · e5 blanques peó · b4 negres peó · d4 blanques peó · c3 blanques cavall · f3 blanques cavall · a2 blanques peó · b2 blanques peó · e2 blanques alfil · f2 blanques peó · g2 blanques peó · h2 blanques peó · a1 blanques torre · c1 blanques alfil · d1 blanques dama · e1 blanques rei · h1 blanques torre | 1 |
|   | a | b | c | d | e | f | g | h |   |

El Gran Mestre britànic Joe Gallagher va mostrar una idea similar en la partida Terentiev-Gallagher, Obert de Liechtenstein de 1990: 1.d4 Cf6 2.Ag5 Ce4 3.Af4 c5 4.c3 Db6 5.Db3 cxd4 6.Dxb6 axb6 7.Axb8? dxc3 8.Ae5?? Txa2! i ara les blanques podrien haver abandonat, ja que si 9.Txa2, c2 promociona (Gallagher 1996:121).
Un altre exemple es produeix després de 1.e4 c6 2.d4 d5 3.Cc3 dex4 4.Cxe4 Cf6 5.Cg3 h5 6.Ag5?! h4 7.Axf6?? hxg3 8.Ae5 Txh2! 9.Txh2 Da5+! 10.c3 Dxe5+! 11.dxe5 gxh2, amb la doble amenaça de 12...hxg1(D) i també 12...h1(D), com a Schuster-Carls, Bremen 1914 i NN - Torre, Mèxic 1928 (Burgess 1998:72). Cal remarcar que 10.Dd2 (en lloc de 10.c3) s'hauria trobat amb 10...exf2+! 11.Rd1 (11.Rxf2 Dxd2+) Dxd2+ 12.Rxd2 fxg1(D) més que amb 10...Dxe5 11.dxe5 gxh2 12.Cf3 h1(D) 13.0-0-0 amb fort atac (Neishtadt 1996:94–96).
Hi ha també unes poques línies d'obertura en què cada bàndol fa servir el tema del desperado amb un peó que entra en una espiral de captures, que acaba amb els dos jugadors promocionant una dama en plena obertura. N'és un exemple la posició del diagrama de la dreta; la partida va continuar 10...bxc3 11.exf6 cxb2 12.fxg7 bxa1(D) 13.gxh8(D).
Ambdós jugadors havien ja coronat abans de completar la setena jugada a la partida Casper vs. Heckert: 1.e4 Cf6 2.Cc3 d5 3.e5 d4 4.exf6 dxc3 5.d4 cxb2 6.fxg7 bxa1(D) 7.gxh8(D).

## Història de la regla
La idea original es basava en el fet que un soldat d'infanteria que aconseguís travessar tot sol les línies enemigues hauria de ser promocionat al grau mínim d'oficial. En època medieval, la peça més feble era la dama, que s'anomenava Farzin o Ferz, i el seu únic moviment possible era una sola casella en diagonal. Quan la dama i l'alfil varen assolir la seva moderna capacitat de moviments, els escacs es van modificar radicalment, i varen començar les objeccions en el sentit que un rei no havia de tenir més d'una dama (Davidson 1981:59–60).
En diferents èpoques, el peó només podia promocionar a la peça corresponent a la columna en què promocionava, o bé a aquella en què havia començat (i a dama en cas del peó de rei). A Itàlia al segle xviii i començaments del segle xix, el peó només podia promocionar a una peça que hagués estat prèviament capturada. De la mateixa manera, a en Philidor no li agradava la possibilitat que dues dames del mateix color coexistissin a l'escaquer, i en totes les edicions del seu llibre (entre 1749 i 1790) hi deixava clar que només era possible la promoció a una peça prèviament capturada. Lambe també va assentar aquesta regla en un llibre el 1765 (Davidson 1981:60–61). Si cap de les peces a les quals es pot promocionar hagués estat encara capturada, el peo romania inactiu fins que es capturés una peça, moment en què el peó assumiria el seu rol (Staunton 1848:7). Un jugador per tant, no podria mai tenir dues dames, tres cavalls, tres torres, o tres alfils (Staunton 1848:7).
La regla de la promoció limitada es va utilitzar de manera desigual. Arthur Saul va publicar un llibre el 1814 en què ja hi constava la regla de la promoció sense restriccions, igualment com va fer Jacob Sarratt en un llibre de 1828. En l'època de Sarratt, la promoció sense restriccions era popular, i d'acord amb Davidson que era ja universal cap a mitjan segle xix (Davidson 1981:61). De tota manera, Howard Staunton va escriure a The Chess-Player's Handbook, publicat originalment el 1847, que segons en Carl Jaenisch la regla de la promoció restringida encara s'aplicava al nord d'Europa, Rússia, Escandinàvia i Alemanya (Staunton 1848:7).

### La regla de laBritish Chess Associationde 1862
Tot i que l'actual reglament dels escacs obliga que el peó que arribi a la vuitena fila promocioni a una peça diferent, això no sempre ha estat així. En Wilhelm Steinitz, primer Campió del món, al seu llibre de 1889 The Modern Chess Instructor hi afegí el llavors vigent "Codi de Regles de la British Chess Association" (Steinitz 1990:xx). la "Regla XIII" indicava, "Quan un peó ha assolit la vuitena casella, el jugador té l'opció de triar una peça, tant si una del mateix tipus ha estat abans capturada com si no, per tal que el peó n'assumeixi el nom i el poder, o bé de decidir que es quedi com a peó. Steinitz explicava el propòsit d'aquesta regla referint-se a la posició del diagrama de l'esquerra, que diu està extret del llibre de Johann Löwenthal Book of the London Chess Congress, of 1862:
|   | a | b | c | d | e | f | g | h |   |
| 8 | a8 negres torre · b7 blanques peó · c7 negres peó · c6 blanques peó · g6 negres peó · g4 negres peó · h4 negres alfil · e3 negres peó · g3 negres rei · h3 blanques alfil · e2 blanques peó · g2 negres peó · g1 blanques rei | a8 negres torre · b7 blanques peó · c7 negres peó · c6 blanques peó · g6 negres peó · g4 negres peó · h4 negres alfil · e3 negres peó · g3 negres rei · h3 blanques alfil · e2 blanques peó · g2 negres peó · g1 blanques rei | a8 negres torre · b7 blanques peó · c7 negres peó · c6 blanques peó · g6 negres peó · g4 negres peó · h4 negres alfil · e3 negres peó · g3 negres rei · h3 blanques alfil · e2 blanques peó · g2 negres peó · g1 blanques rei | a8 negres torre · b7 blanques peó · c7 negres peó · c6 blanques peó · g6 negres peó · g4 negres peó · h4 negres alfil · e3 negres peó · g3 negres rei · h3 blanques alfil · e2 blanques peó · g2 negres peó · g1 blanques rei | a8 negres torre · b7 blanques peó · c7 negres peó · c6 blanques peó · g6 negres peó · g4 negres peó · h4 negres alfil · e3 negres peó · g3 negres rei · h3 blanques alfil · e2 blanques peó · g2 negres peó · g1 blanques rei | a8 negres torre · b7 blanques peó · c7 negres peó · c6 blanques peó · g6 negres peó · g4 negres peó · h4 negres alfil · e3 negres peó · g3 negres rei · h3 blanques alfil · e2 blanques peó · g2 negres peó · g1 blanques rei | a8 negres torre · b7 blanques peó · c7 negres peó · c6 blanques peó · g6 negres peó · g4 negres peó · h4 negres alfil · e3 negres peó · g3 negres rei · h3 blanques alfil · e2 blanques peó · g2 negres peó · g1 blanques rei | a8 negres torre · b7 blanques peó · c7 negres peó · c6 blanques peó · g6 negres peó · g4 negres peó · h4 negres alfil · e3 negres peó · g3 negres rei · h3 blanques alfil · e2 blanques peó · g2 negres peó · g1 blanques rei | 8 |
| 7 | a8 negres torre · b7 blanques peó · c7 negres peó · c6 blanques peó · g6 negres peó · g4 negres peó · h4 negres alfil · e3 negres peó · g3 negres rei · h3 blanques alfil · e2 blanques peó · g2 negres peó · g1 blanques rei | a8 negres torre · b7 blanques peó · c7 negres peó · c6 blanques peó · g6 negres peó · g4 negres peó · h4 negres alfil · e3 negres peó · g3 negres rei · h3 blanques alfil · e2 blanques peó · g2 negres peó · g1 blanques rei | a8 negres torre · b7 blanques peó · c7 negres peó · c6 blanques peó · g6 negres peó · g4 negres peó · h4 negres alfil · e3 negres peó · g3 negres rei · h3 blanques alfil · e2 blanques peó · g2 negres peó · g1 blanques rei | a8 negres torre · b7 blanques peó · c7 negres peó · c6 blanques peó · g6 negres peó · g4 negres peó · h4 negres alfil · e3 negres peó · g3 negres rei · h3 blanques alfil · e2 blanques peó · g2 negres peó · g1 blanques rei | a8 negres torre · b7 blanques peó · c7 negres peó · c6 blanques peó · g6 negres peó · g4 negres peó · h4 negres alfil · e3 negres peó · g3 negres rei · h3 blanques alfil · e2 blanques peó · g2 negres peó · g1 blanques rei | a8 negres torre · b7 blanques peó · c7 negres peó · c6 blanques peó · g6 negres peó · g4 negres peó · h4 negres alfil · e3 negres peó · g3 negres rei · h3 blanques alfil · e2 blanques peó · g2 negres peó · g1 blanques rei | a8 negres torre · b7 blanques peó · c7 negres peó · c6 blanques peó · g6 negres peó · g4 negres peó · h4 negres alfil · e3 negres peó · g3 negres rei · h3 blanques alfil · e2 blanques peó · g2 negres peó · g1 blanques rei | a8 negres torre · b7 blanques peó · c7 negres peó · c6 blanques peó · g6 negres peó · g4 negres peó · h4 negres alfil · e3 negres peó · g3 negres rei · h3 blanques alfil · e2 blanques peó · g2 negres peó · g1 blanques rei | 7 |
| 6 | a8 negres torre · b7 blanques peó · c7 negres peó · c6 blanques peó · g6 negres peó · g4 negres peó · h4 negres alfil · e3 negres peó · g3 negres rei · h3 blanques alfil · e2 blanques peó · g2 negres peó · g1 blanques rei | a8 negres torre · b7 blanques peó · c7 negres peó · c6 blanques peó · g6 negres peó · g4 negres peó · h4 negres alfil · e3 negres peó · g3 negres rei · h3 blanques alfil · e2 blanques peó · g2 negres peó · g1 blanques rei | a8 negres torre · b7 blanques peó · c7 negres peó · c6 blanques peó · g6 negres peó · g4 negres peó · h4 negres alfil · e3 negres peó · g3 negres rei · h3 blanques alfil · e2 blanques peó · g2 negres peó · g1 blanques rei | a8 negres torre · b7 blanques peó · c7 negres peó · c6 blanques peó · g6 negres peó · g4 negres peó · h4 negres alfil · e3 negres peó · g3 negres rei · h3 blanques alfil · e2 blanques peó · g2 negres peó · g1 blanques rei | a8 negres torre · b7 blanques peó · c7 negres peó · c6 blanques peó · g6 negres peó · g4 negres peó · h4 negres alfil · e3 negres peó · g3 negres rei · h3 blanques alfil · e2 blanques peó · g2 negres peó · g1 blanques rei | a8 negres torre · b7 blanques peó · c7 negres peó · c6 blanques peó · g6 negres peó · g4 negres peó · h4 negres alfil · e3 negres peó · g3 negres rei · h3 blanques alfil · e2 blanques peó · g2 negres peó · g1 blanques rei | a8 negres torre · b7 blanques peó · c7 negres peó · c6 blanques peó · g6 negres peó · g4 negres peó · h4 negres alfil · e3 negres peó · g3 negres rei · h3 blanques alfil · e2 blanques peó · g2 negres peó · g1 blanques rei | a8 negres torre · b7 blanques peó · c7 negres peó · c6 blanques peó · g6 negres peó · g4 negres peó · h4 negres alfil · e3 negres peó · g3 negres rei · h3 blanques alfil · e2 blanques peó · g2 negres peó · g1 blanques rei | 6 |
| 5 | a8 negres torre · b7 blanques peó · c7 negres peó · c6 blanques peó · g6 negres peó · g4 negres peó · h4 negres alfil · e3 negres peó · g3 negres rei · h3 blanques alfil · e2 blanques peó · g2 negres peó · g1 blanques rei | a8 negres torre · b7 blanques peó · c7 negres peó · c6 blanques peó · g6 negres peó · g4 negres peó · h4 negres alfil · e3 negres peó · g3 negres rei · h3 blanques alfil · e2 blanques peó · g2 negres peó · g1 blanques rei | a8 negres torre · b7 blanques peó · c7 negres peó · c6 blanques peó · g6 negres peó · g4 negres peó · h4 negres alfil · e3 negres peó · g3 negres rei · h3 blanques alfil · e2 blanques peó · g2 negres peó · g1 blanques rei | a8 negres torre · b7 blanques peó · c7 negres peó · c6 blanques peó · g6 negres peó · g4 negres peó · h4 negres alfil · e3 negres peó · g3 negres rei · h3 blanques alfil · e2 blanques peó · g2 negres peó · g1 blanques rei | a8 negres torre · b7 blanques peó · c7 negres peó · c6 blanques peó · g6 negres peó · g4 negres peó · h4 negres alfil · e3 negres peó · g3 negres rei · h3 blanques alfil · e2 blanques peó · g2 negres peó · g1 blanques rei | a8 negres torre · b7 blanques peó · c7 negres peó · c6 blanques peó · g6 negres peó · g4 negres peó · h4 negres alfil · e3 negres peó · g3 negres rei · h3 blanques alfil · e2 blanques peó · g2 negres peó · g1 blanques rei | a8 negres torre · b7 blanques peó · c7 negres peó · c6 blanques peó · g6 negres peó · g4 negres peó · h4 negres alfil · e3 negres peó · g3 negres rei · h3 blanques alfil · e2 blanques peó · g2 negres peó · g1 blanques rei | a8 negres torre · b7 blanques peó · c7 negres peó · c6 blanques peó · g6 negres peó · g4 negres peó · h4 negres alfil · e3 negres peó · g3 negres rei · h3 blanques alfil · e2 blanques peó · g2 negres peó · g1 blanques rei | 5 |
| 4 | a8 negres torre · b7 blanques peó · c7 negres peó · c6 blanques peó · g6 negres peó · g4 negres peó · h4 negres alfil · e3 negres peó · g3 negres rei · h3 blanques alfil · e2 blanques peó · g2 negres peó · g1 blanques rei | a8 negres torre · b7 blanques peó · c7 negres peó · c6 blanques peó · g6 negres peó · g4 negres peó · h4 negres alfil · e3 negres peó · g3 negres rei · h3 blanques alfil · e2 blanques peó · g2 negres peó · g1 blanques rei | a8 negres torre · b7 blanques peó · c7 negres peó · c6 blanques peó · g6 negres peó · g4 negres peó · h4 negres alfil · e3 negres peó · g3 negres rei · h3 blanques alfil · e2 blanques peó · g2 negres peó · g1 blanques rei | a8 negres torre · b7 blanques peó · c7 negres peó · c6 blanques peó · g6 negres peó · g4 negres peó · h4 negres alfil · e3 negres peó · g3 negres rei · h3 blanques alfil · e2 blanques peó · g2 negres peó · g1 blanques rei | a8 negres torre · b7 blanques peó · c7 negres peó · c6 blanques peó · g6 negres peó · g4 negres peó · h4 negres alfil · e3 negres peó · g3 negres rei · h3 blanques alfil · e2 blanques peó · g2 negres peó · g1 blanques rei | a8 negres torre · b7 blanques peó · c7 negres peó · c6 blanques peó · g6 negres peó · g4 negres peó · h4 negres alfil · e3 negres peó · g3 negres rei · h3 blanques alfil · e2 blanques peó · g2 negres peó · g1 blanques rei | a8 negres torre · b7 blanques peó · c7 negres peó · c6 blanques peó · g6 negres peó · g4 negres peó · h4 negres alfil · e3 negres peó · g3 negres rei · h3 blanques alfil · e2 blanques peó · g2 negres peó · g1 blanques rei | a8 negres torre · b7 blanques peó · c7 negres peó · c6 blanques peó · g6 negres peó · g4 negres peó · h4 negres alfil · e3 negres peó · g3 negres rei · h3 blanques alfil · e2 blanques peó · g2 negres peó · g1 blanques rei | 4 |
| 3 | a8 negres torre · b7 blanques peó · c7 negres peó · c6 blanques peó · g6 negres peó · g4 negres peó · h4 negres alfil · e3 negres peó · g3 negres rei · h3 blanques alfil · e2 blanques peó · g2 negres peó · g1 blanques rei | a8 negres torre · b7 blanques peó · c7 negres peó · c6 blanques peó · g6 negres peó · g4 negres peó · h4 negres alfil · e3 negres peó · g3 negres rei · h3 blanques alfil · e2 blanques peó · g2 negres peó · g1 blanques rei | a8 negres torre · b7 blanques peó · c7 negres peó · c6 blanques peó · g6 negres peó · g4 negres peó · h4 negres alfil · e3 negres peó · g3 negres rei · h3 blanques alfil · e2 blanques peó · g2 negres peó · g1 blanques rei | a8 negres torre · b7 blanques peó · c7 negres peó · c6 blanques peó · g6 negres peó · g4 negres peó · h4 negres alfil · e3 negres peó · g3 negres rei · h3 blanques alfil · e2 blanques peó · g2 negres peó · g1 blanques rei | a8 negres torre · b7 blanques peó · c7 negres peó · c6 blanques peó · g6 negres peó · g4 negres peó · h4 negres alfil · e3 negres peó · g3 negres rei · h3 blanques alfil · e2 blanques peó · g2 negres peó · g1 blanques rei | a8 negres torre · b7 blanques peó · c7 negres peó · c6 blanques peó · g6 negres peó · g4 negres peó · h4 negres alfil · e3 negres peó · g3 negres rei · h3 blanques alfil · e2 blanques peó · g2 negres peó · g1 blanques rei | a8 negres torre · b7 blanques peó · c7 negres peó · c6 blanques peó · g6 negres peó · g4 negres peó · h4 negres alfil · e3 negres peó · g3 negres rei · h3 blanques alfil · e2 blanques peó · g2 negres peó · g1 blanques rei | a8 negres torre · b7 blanques peó · c7 negres peó · c6 blanques peó · g6 negres peó · g4 negres peó · h4 negres alfil · e3 negres peó · g3 negres rei · h3 blanques alfil · e2 blanques peó · g2 negres peó · g1 blanques rei | 3 |
| 2 | a8 negres torre · b7 blanques peó · c7 negres peó · c6 blanques peó · g6 negres peó · g4 negres peó · h4 negres alfil · e3 negres peó · g3 negres rei · h3 blanques alfil · e2 blanques peó · g2 negres peó · g1 blanques rei | a8 negres torre · b7 blanques peó · c7 negres peó · c6 blanques peó · g6 negres peó · g4 negres peó · h4 negres alfil · e3 negres peó · g3 negres rei · h3 blanques alfil · e2 blanques peó · g2 negres peó · g1 blanques rei | a8 negres torre · b7 blanques peó · c7 negres peó · c6 blanques peó · g6 negres peó · g4 negres peó · h4 negres alfil · e3 negres peó · g3 negres rei · h3 blanques alfil · e2 blanques peó · g2 negres peó · g1 blanques rei | a8 negres torre · b7 blanques peó · c7 negres peó · c6 blanques peó · g6 negres peó · g4 negres peó · h4 negres alfil · e3 negres peó · g3 negres rei · h3 blanques alfil · e2 blanques peó · g2 negres peó · g1 blanques rei | a8 negres torre · b7 blanques peó · c7 negres peó · c6 blanques peó · g6 negres peó · g4 negres peó · h4 negres alfil · e3 negres peó · g3 negres rei · h3 blanques alfil · e2 blanques peó · g2 negres peó · g1 blanques rei | a8 negres torre · b7 blanques peó · c7 negres peó · c6 blanques peó · g6 negres peó · g4 negres peó · h4 negres alfil · e3 negres peó · g3 negres rei · h3 blanques alfil · e2 blanques peó · g2 negres peó · g1 blanques rei | a8 negres torre · b7 blanques peó · c7 negres peó · c6 blanques peó · g6 negres peó · g4 negres peó · h4 negres alfil · e3 negres peó · g3 negres rei · h3 blanques alfil · e2 blanques peó · g2 negres peó · g1 blanques rei | a8 negres torre · b7 blanques peó · c7 negres peó · c6 blanques peó · g6 negres peó · g4 negres peó · h4 negres alfil · e3 negres peó · g3 negres rei · h3 blanques alfil · e2 blanques peó · g2 negres peó · g1 blanques rei | 2 |
| 1 | a8 negres torre · b7 blanques peó · c7 negres peó · c6 blanques peó · g6 negres peó · g4 negres peó · h4 negres alfil · e3 negres peó · g3 negres rei · h3 blanques alfil · e2 blanques peó · g2 negres peó · g1 blanques rei | a8 negres torre · b7 blanques peó · c7 negres peó · c6 blanques peó · g6 negres peó · g4 negres peó · h4 negres alfil · e3 negres peó · g3 negres rei · h3 blanques alfil · e2 blanques peó · g2 negres peó · g1 blanques rei | a8 negres torre · b7 blanques peó · c7 negres peó · c6 blanques peó · g6 negres peó · g4 negres peó · h4 negres alfil · e3 negres peó · g3 negres rei · h3 blanques alfil · e2 blanques peó · g2 negres peó · g1 blanques rei | a8 negres torre · b7 blanques peó · c7 negres peó · c6 blanques peó · g6 negres peó · g4 negres peó · h4 negres alfil · e3 negres peó · g3 negres rei · h3 blanques alfil · e2 blanques peó · g2 negres peó · g1 blanques rei | a8 negres torre · b7 blanques peó · c7 negres peó · c6 blanques peó · g6 negres peó · g4 negres peó · h4 negres alfil · e3 negres peó · g3 negres rei · h3 blanques alfil · e2 blanques peó · g2 negres peó · g1 blanques rei | a8 negres torre · b7 blanques peó · c7 negres peó · c6 blanques peó · g6 negres peó · g4 negres peó · h4 negres alfil · e3 negres peó · g3 negres rei · h3 blanques alfil · e2 blanques peó · g2 negres peó · g1 blanques rei | a8 negres torre · b7 blanques peó · c7 negres peó · c6 blanques peó · g6 negres peó · g4 negres peó · h4 negres alfil · e3 negres peó · g3 negres rei · h3 blanques alfil · e2 blanques peó · g2 negres peó · g1 blanques rei | a8 negres torre · b7 blanques peó · c7 negres peó · c6 blanques peó · g6 negres peó · g4 negres peó · h4 negres alfil · e3 negres peó · g3 negres rei · h3 blanques alfil · e2 blanques peó · g2 negres peó · g1 blanques rei | 1 |
|   | a | b | c | d | e | f | g | h |   |

|   | a                                                                                          | b                                                                                          | c                                                                                          | d                                                                                          | e                                                                                          | f                                                                                          | g                                                                                          | h                                                                                          |   |
| 8 | f7 blanques torre · g7 blanques peó · h7 negres rei · g6 blanques cavall · h5 blanques rei | f7 blanques torre · g7 blanques peó · h7 negres rei · g6 blanques cavall · h5 blanques rei | f7 blanques torre · g7 blanques peó · h7 negres rei · g6 blanques cavall · h5 blanques rei | f7 blanques torre · g7 blanques peó · h7 negres rei · g6 blanques cavall · h5 blanques rei | f7 blanques torre · g7 blanques peó · h7 negres rei · g6 blanques cavall · h5 blanques rei | f7 blanques torre · g7 blanques peó · h7 negres rei · g6 blanques cavall · h5 blanques rei | f7 blanques torre · g7 blanques peó · h7 negres rei · g6 blanques cavall · h5 blanques rei | f7 blanques torre · g7 blanques peó · h7 negres rei · g6 blanques cavall · h5 blanques rei | 8 |
| 7 | f7 blanques torre · g7 blanques peó · h7 negres rei · g6 blanques cavall · h5 blanques rei | f7 blanques torre · g7 blanques peó · h7 negres rei · g6 blanques cavall · h5 blanques rei | f7 blanques torre · g7 blanques peó · h7 negres rei · g6 blanques cavall · h5 blanques rei | f7 blanques torre · g7 blanques peó · h7 negres rei · g6 blanques cavall · h5 blanques rei | f7 blanques torre · g7 blanques peó · h7 negres rei · g6 blanques cavall · h5 blanques rei | f7 blanques torre · g7 blanques peó · h7 negres rei · g6 blanques cavall · h5 blanques rei | f7 blanques torre · g7 blanques peó · h7 negres rei · g6 blanques cavall · h5 blanques rei | f7 blanques torre · g7 blanques peó · h7 negres rei · g6 blanques cavall · h5 blanques rei | 7 |
| 6 | f7 blanques torre · g7 blanques peó · h7 negres rei · g6 blanques cavall · h5 blanques rei | f7 blanques torre · g7 blanques peó · h7 negres rei · g6 blanques cavall · h5 blanques rei | f7 blanques torre · g7 blanques peó · h7 negres rei · g6 blanques cavall · h5 blanques rei | f7 blanques torre · g7 blanques peó · h7 negres rei · g6 blanques cavall · h5 blanques rei | f7 blanques torre · g7 blanques peó · h7 negres rei · g6 blanques cavall · h5 blanques rei | f7 blanques torre · g7 blanques peó · h7 negres rei · g6 blanques cavall · h5 blanques rei | f7 blanques torre · g7 blanques peó · h7 negres rei · g6 blanques cavall · h5 blanques rei | f7 blanques torre · g7 blanques peó · h7 negres rei · g6 blanques cavall · h5 blanques rei | 6 |
| 5 | f7 blanques torre · g7 blanques peó · h7 negres rei · g6 blanques cavall · h5 blanques rei | f7 blanques torre · g7 blanques peó · h7 negres rei · g6 blanques cavall · h5 blanques rei | f7 blanques torre · g7 blanques peó · h7 negres rei · g6 blanques cavall · h5 blanques rei | f7 blanques torre · g7 blanques peó · h7 negres rei · g6 blanques cavall · h5 blanques rei | f7 blanques torre · g7 blanques peó · h7 negres rei · g6 blanques cavall · h5 blanques rei | f7 blanques torre · g7 blanques peó · h7 negres rei · g6 blanques cavall · h5 blanques rei | f7 blanques torre · g7 blanques peó · h7 negres rei · g6 blanques cavall · h5 blanques rei | f7 blanques torre · g7 blanques peó · h7 negres rei · g6 blanques cavall · h5 blanques rei | 5 |
| 4 | f7 blanques torre · g7 blanques peó · h7 negres rei · g6 blanques cavall · h5 blanques rei | f7 blanques torre · g7 blanques peó · h7 negres rei · g6 blanques cavall · h5 blanques rei | f7 blanques torre · g7 blanques peó · h7 negres rei · g6 blanques cavall · h5 blanques rei | f7 blanques torre · g7 blanques peó · h7 negres rei · g6 blanques cavall · h5 blanques rei | f7 blanques torre · g7 blanques peó · h7 negres rei · g6 blanques cavall · h5 blanques rei | f7 blanques torre · g7 blanques peó · h7 negres rei · g6 blanques cavall · h5 blanques rei | f7 blanques torre · g7 blanques peó · h7 negres rei · g6 blanques cavall · h5 blanques rei | f7 blanques torre · g7 blanques peó · h7 negres rei · g6 blanques cavall · h5 blanques rei | 4 |
| 3 | f7 blanques torre · g7 blanques peó · h7 negres rei · g6 blanques cavall · h5 blanques rei | f7 blanques torre · g7 blanques peó · h7 negres rei · g6 blanques cavall · h5 blanques rei | f7 blanques torre · g7 blanques peó · h7 negres rei · g6 blanques cavall · h5 blanques rei | f7 blanques torre · g7 blanques peó · h7 negres rei · g6 blanques cavall · h5 blanques rei | f7 blanques torre · g7 blanques peó · h7 negres rei · g6 blanques cavall · h5 blanques rei | f7 blanques torre · g7 blanques peó · h7 negres rei · g6 blanques cavall · h5 blanques rei | f7 blanques torre · g7 blanques peó · h7 negres rei · g6 blanques cavall · h5 blanques rei | f7 blanques torre · g7 blanques peó · h7 negres rei · g6 blanques cavall · h5 blanques rei | 3 |
| 2 | f7 blanques torre · g7 blanques peó · h7 negres rei · g6 blanques cavall · h5 blanques rei | f7 blanques torre · g7 blanques peó · h7 negres rei · g6 blanques cavall · h5 blanques rei | f7 blanques torre · g7 blanques peó · h7 negres rei · g6 blanques cavall · h5 blanques rei | f7 blanques torre · g7 blanques peó · h7 negres rei · g6 blanques cavall · h5 blanques rei | f7 blanques torre · g7 blanques peó · h7 negres rei · g6 blanques cavall · h5 blanques rei | f7 blanques torre · g7 blanques peó · h7 negres rei · g6 blanques cavall · h5 blanques rei | f7 blanques torre · g7 blanques peó · h7 negres rei · g6 blanques cavall · h5 blanques rei | f7 blanques torre · g7 blanques peó · h7 negres rei · g6 blanques cavall · h5 blanques rei | 2 |
| 1 | f7 blanques torre · g7 blanques peó · h7 negres rei · g6 blanques cavall · h5 blanques rei | f7 blanques torre · g7 blanques peó · h7 negres rei · g6 blanques cavall · h5 blanques rei | f7 blanques torre · g7 blanques peó · h7 negres rei · g6 blanques cavall · h5 blanques rei | f7 blanques torre · g7 blanques peó · h7 negres rei · g6 blanques cavall · h5 blanques rei | f7 blanques torre · g7 blanques peó · h7 negres rei · g6 blanques cavall · h5 blanques rei | f7 blanques torre · g7 blanques peó · h7 negres rei · g6 blanques cavall · h5 blanques rei | f7 blanques torre · g7 blanques peó · h7 negres rei · g6 blanques cavall · h5 blanques rei | f7 blanques torre · g7 blanques peó · h7 negres rei · g6 blanques cavall · h5 blanques rei | 1 |
|   | a                                                                                          | b                                                                                          | c                                                                                          | d                                                                                          | e                                                                                          | f                                                                                          | g                                                                                          | h                                                                                          |   |

Si les blanques fan 1.bxa8(D)?? (o qualsevol altra promoció), les negres guanyarien amb 1...gxh3, ja que les blanques no podrien evitar que les negres els fessin mat a la següent amb 2...h2#. En canvi, les blanques aconsegueixen taules amb 1.bxa8(P)!, quan 1...gxh3 o bé 1...Rxh3 és ofegat, i d'altres jugades permeten 2.Axg2, amb un final de taules. Steinitz va escriure, "Aprovem la decisió del London Chess Congress de 1862, tot i que la 'tonta' regla del peó va ser denunciada per algun." La mateixa regla i explicació consten al The Chess-Player's Manual de George H. D. Gossip (Gossip & Lipschütz 1902:17–18, 33). 
|   | a | b | c | d | e | f | g | h |   |
| 8 | a8 blanques peó · c7 negres peó · c6 blanques peó · g6 negres peó · g4 negres peó · h4 negres alfil · e3 negres peó · h3 negres rei · e2 blanques peó · g2 negres peó · g1 blanques rei | a8 blanques peó · c7 negres peó · c6 blanques peó · g6 negres peó · g4 negres peó · h4 negres alfil · e3 negres peó · h3 negres rei · e2 blanques peó · g2 negres peó · g1 blanques rei | a8 blanques peó · c7 negres peó · c6 blanques peó · g6 negres peó · g4 negres peó · h4 negres alfil · e3 negres peó · h3 negres rei · e2 blanques peó · g2 negres peó · g1 blanques rei | a8 blanques peó · c7 negres peó · c6 blanques peó · g6 negres peó · g4 negres peó · h4 negres alfil · e3 negres peó · h3 negres rei · e2 blanques peó · g2 negres peó · g1 blanques rei | a8 blanques peó · c7 negres peó · c6 blanques peó · g6 negres peó · g4 negres peó · h4 negres alfil · e3 negres peó · h3 negres rei · e2 blanques peó · g2 negres peó · g1 blanques rei | a8 blanques peó · c7 negres peó · c6 blanques peó · g6 negres peó · g4 negres peó · h4 negres alfil · e3 negres peó · h3 negres rei · e2 blanques peó · g2 negres peó · g1 blanques rei | a8 blanques peó · c7 negres peó · c6 blanques peó · g6 negres peó · g4 negres peó · h4 negres alfil · e3 negres peó · h3 negres rei · e2 blanques peó · g2 negres peó · g1 blanques rei | a8 blanques peó · c7 negres peó · c6 blanques peó · g6 negres peó · g4 negres peó · h4 negres alfil · e3 negres peó · h3 negres rei · e2 blanques peó · g2 negres peó · g1 blanques rei | 8 |
| 7 | a8 blanques peó · c7 negres peó · c6 blanques peó · g6 negres peó · g4 negres peó · h4 negres alfil · e3 negres peó · h3 negres rei · e2 blanques peó · g2 negres peó · g1 blanques rei | a8 blanques peó · c7 negres peó · c6 blanques peó · g6 negres peó · g4 negres peó · h4 negres alfil · e3 negres peó · h3 negres rei · e2 blanques peó · g2 negres peó · g1 blanques rei | a8 blanques peó · c7 negres peó · c6 blanques peó · g6 negres peó · g4 negres peó · h4 negres alfil · e3 negres peó · h3 negres rei · e2 blanques peó · g2 negres peó · g1 blanques rei | a8 blanques peó · c7 negres peó · c6 blanques peó · g6 negres peó · g4 negres peó · h4 negres alfil · e3 negres peó · h3 negres rei · e2 blanques peó · g2 negres peó · g1 blanques rei | a8 blanques peó · c7 negres peó · c6 blanques peó · g6 negres peó · g4 negres peó · h4 negres alfil · e3 negres peó · h3 negres rei · e2 blanques peó · g2 negres peó · g1 blanques rei | a8 blanques peó · c7 negres peó · c6 blanques peó · g6 negres peó · g4 negres peó · h4 negres alfil · e3 negres peó · h3 negres rei · e2 blanques peó · g2 negres peó · g1 blanques rei | a8 blanques peó · c7 negres peó · c6 blanques peó · g6 negres peó · g4 negres peó · h4 negres alfil · e3 negres peó · h3 negres rei · e2 blanques peó · g2 negres peó · g1 blanques rei | a8 blanques peó · c7 negres peó · c6 blanques peó · g6 negres peó · g4 negres peó · h4 negres alfil · e3 negres peó · h3 negres rei · e2 blanques peó · g2 negres peó · g1 blanques rei | 7 |
| 6 | a8 blanques peó · c7 negres peó · c6 blanques peó · g6 negres peó · g4 negres peó · h4 negres alfil · e3 negres peó · h3 negres rei · e2 blanques peó · g2 negres peó · g1 blanques rei | a8 blanques peó · c7 negres peó · c6 blanques peó · g6 negres peó · g4 negres peó · h4 negres alfil · e3 negres peó · h3 negres rei · e2 blanques peó · g2 negres peó · g1 blanques rei | a8 blanques peó · c7 negres peó · c6 blanques peó · g6 negres peó · g4 negres peó · h4 negres alfil · e3 negres peó · h3 negres rei · e2 blanques peó · g2 negres peó · g1 blanques rei | a8 blanques peó · c7 negres peó · c6 blanques peó · g6 negres peó · g4 negres peó · h4 negres alfil · e3 negres peó · h3 negres rei · e2 blanques peó · g2 negres peó · g1 blanques rei | a8 blanques peó · c7 negres peó · c6 blanques peó · g6 negres peó · g4 negres peó · h4 negres alfil · e3 negres peó · h3 negres rei · e2 blanques peó · g2 negres peó · g1 blanques rei | a8 blanques peó · c7 negres peó · c6 blanques peó · g6 negres peó · g4 negres peó · h4 negres alfil · e3 negres peó · h3 negres rei · e2 blanques peó · g2 negres peó · g1 blanques rei | a8 blanques peó · c7 negres peó · c6 blanques peó · g6 negres peó · g4 negres peó · h4 negres alfil · e3 negres peó · h3 negres rei · e2 blanques peó · g2 negres peó · g1 blanques rei | a8 blanques peó · c7 negres peó · c6 blanques peó · g6 negres peó · g4 negres peó · h4 negres alfil · e3 negres peó · h3 negres rei · e2 blanques peó · g2 negres peó · g1 blanques rei | 6 |
| 5 | a8 blanques peó · c7 negres peó · c6 blanques peó · g6 negres peó · g4 negres peó · h4 negres alfil · e3 negres peó · h3 negres rei · e2 blanques peó · g2 negres peó · g1 blanques rei | a8 blanques peó · c7 negres peó · c6 blanques peó · g6 negres peó · g4 negres peó · h4 negres alfil · e3 negres peó · h3 negres rei · e2 blanques peó · g2 negres peó · g1 blanques rei | a8 blanques peó · c7 negres peó · c6 blanques peó · g6 negres peó · g4 negres peó · h4 negres alfil · e3 negres peó · h3 negres rei · e2 blanques peó · g2 negres peó · g1 blanques rei | a8 blanques peó · c7 negres peó · c6 blanques peó · g6 negres peó · g4 negres peó · h4 negres alfil · e3 negres peó · h3 negres rei · e2 blanques peó · g2 negres peó · g1 blanques rei | a8 blanques peó · c7 negres peó · c6 blanques peó · g6 negres peó · g4 negres peó · h4 negres alfil · e3 negres peó · h3 negres rei · e2 blanques peó · g2 negres peó · g1 blanques rei | a8 blanques peó · c7 negres peó · c6 blanques peó · g6 negres peó · g4 negres peó · h4 negres alfil · e3 negres peó · h3 negres rei · e2 blanques peó · g2 negres peó · g1 blanques rei | a8 blanques peó · c7 negres peó · c6 blanques peó · g6 negres peó · g4 negres peó · h4 negres alfil · e3 negres peó · h3 negres rei · e2 blanques peó · g2 negres peó · g1 blanques rei | a8 blanques peó · c7 negres peó · c6 blanques peó · g6 negres peó · g4 negres peó · h4 negres alfil · e3 negres peó · h3 negres rei · e2 blanques peó · g2 negres peó · g1 blanques rei | 5 |
| 4 | a8 blanques peó · c7 negres peó · c6 blanques peó · g6 negres peó · g4 negres peó · h4 negres alfil · e3 negres peó · h3 negres rei · e2 blanques peó · g2 negres peó · g1 blanques rei | a8 blanques peó · c7 negres peó · c6 blanques peó · g6 negres peó · g4 negres peó · h4 negres alfil · e3 negres peó · h3 negres rei · e2 blanques peó · g2 negres peó · g1 blanques rei | a8 blanques peó · c7 negres peó · c6 blanques peó · g6 negres peó · g4 negres peó · h4 negres alfil · e3 negres peó · h3 negres rei · e2 blanques peó · g2 negres peó · g1 blanques rei | a8 blanques peó · c7 negres peó · c6 blanques peó · g6 negres peó · g4 negres peó · h4 negres alfil · e3 negres peó · h3 negres rei · e2 blanques peó · g2 negres peó · g1 blanques rei | a8 blanques peó · c7 negres peó · c6 blanques peó · g6 negres peó · g4 negres peó · h4 negres alfil · e3 negres peó · h3 negres rei · e2 blanques peó · g2 negres peó · g1 blanques rei | a8 blanques peó · c7 negres peó · c6 blanques peó · g6 negres peó · g4 negres peó · h4 negres alfil · e3 negres peó · h3 negres rei · e2 blanques peó · g2 negres peó · g1 blanques rei | a8 blanques peó · c7 negres peó · c6 blanques peó · g6 negres peó · g4 negres peó · h4 negres alfil · e3 negres peó · h3 negres rei · e2 blanques peó · g2 negres peó · g1 blanques rei | a8 blanques peó · c7 negres peó · c6 blanques peó · g6 negres peó · g4 negres peó · h4 negres alfil · e3 negres peó · h3 negres rei · e2 blanques peó · g2 negres peó · g1 blanques rei | 4 |
| 3 | a8 blanques peó · c7 negres peó · c6 blanques peó · g6 negres peó · g4 negres peó · h4 negres alfil · e3 negres peó · h3 negres rei · e2 blanques peó · g2 negres peó · g1 blanques rei | a8 blanques peó · c7 negres peó · c6 blanques peó · g6 negres peó · g4 negres peó · h4 negres alfil · e3 negres peó · h3 negres rei · e2 blanques peó · g2 negres peó · g1 blanques rei | a8 blanques peó · c7 negres peó · c6 blanques peó · g6 negres peó · g4 negres peó · h4 negres alfil · e3 negres peó · h3 negres rei · e2 blanques peó · g2 negres peó · g1 blanques rei | a8 blanques peó · c7 negres peó · c6 blanques peó · g6 negres peó · g4 negres peó · h4 negres alfil · e3 negres peó · h3 negres rei · e2 blanques peó · g2 negres peó · g1 blanques rei | a8 blanques peó · c7 negres peó · c6 blanques peó · g6 negres peó · g4 negres peó · h4 negres alfil · e3 negres peó · h3 negres rei · e2 blanques peó · g2 negres peó · g1 blanques rei | a8 blanques peó · c7 negres peó · c6 blanques peó · g6 negres peó · g4 negres peó · h4 negres alfil · e3 negres peó · h3 negres rei · e2 blanques peó · g2 negres peó · g1 blanques rei | a8 blanques peó · c7 negres peó · c6 blanques peó · g6 negres peó · g4 negres peó · h4 negres alfil · e3 negres peó · h3 negres rei · e2 blanques peó · g2 negres peó · g1 blanques rei | a8 blanques peó · c7 negres peó · c6 blanques peó · g6 negres peó · g4 negres peó · h4 negres alfil · e3 negres peó · h3 negres rei · e2 blanques peó · g2 negres peó · g1 blanques rei | 3 |
| 2 | a8 blanques peó · c7 negres peó · c6 blanques peó · g6 negres peó · g4 negres peó · h4 negres alfil · e3 negres peó · h3 negres rei · e2 blanques peó · g2 negres peó · g1 blanques rei | a8 blanques peó · c7 negres peó · c6 blanques peó · g6 negres peó · g4 negres peó · h4 negres alfil · e3 negres peó · h3 negres rei · e2 blanques peó · g2 negres peó · g1 blanques rei | a8 blanques peó · c7 negres peó · c6 blanques peó · g6 negres peó · g4 negres peó · h4 negres alfil · e3 negres peó · h3 negres rei · e2 blanques peó · g2 negres peó · g1 blanques rei | a8 blanques peó · c7 negres peó · c6 blanques peó · g6 negres peó · g4 negres peó · h4 negres alfil · e3 negres peó · h3 negres rei · e2 blanques peó · g2 negres peó · g1 blanques rei | a8 blanques peó · c7 negres peó · c6 blanques peó · g6 negres peó · g4 negres peó · h4 negres alfil · e3 negres peó · h3 negres rei · e2 blanques peó · g2 negres peó · g1 blanques rei | a8 blanques peó · c7 negres peó · c6 blanques peó · g6 negres peó · g4 negres peó · h4 negres alfil · e3 negres peó · h3 negres rei · e2 blanques peó · g2 negres peó · g1 blanques rei | a8 blanques peó · c7 negres peó · c6 blanques peó · g6 negres peó · g4 negres peó · h4 negres alfil · e3 negres peó · h3 negres rei · e2 blanques peó · g2 negres peó · g1 blanques rei | a8 blanques peó · c7 negres peó · c6 blanques peó · g6 negres peó · g4 negres peó · h4 negres alfil · e3 negres peó · h3 negres rei · e2 blanques peó · g2 negres peó · g1 blanques rei | 2 |
| 1 | a8 blanques peó · c7 negres peó · c6 blanques peó · g6 negres peó · g4 negres peó · h4 negres alfil · e3 negres peó · h3 negres rei · e2 blanques peó · g2 negres peó · g1 blanques rei | a8 blanques peó · c7 negres peó · c6 blanques peó · g6 negres peó · g4 negres peó · h4 negres alfil · e3 negres peó · h3 negres rei · e2 blanques peó · g2 negres peó · g1 blanques rei | a8 blanques peó · c7 negres peó · c6 blanques peó · g6 negres peó · g4 negres peó · h4 negres alfil · e3 negres peó · h3 negres rei · e2 blanques peó · g2 negres peó · g1 blanques rei | a8 blanques peó · c7 negres peó · c6 blanques peó · g6 negres peó · g4 negres peó · h4 negres alfil · e3 negres peó · h3 negres rei · e2 blanques peó · g2 negres peó · g1 blanques rei | a8 blanques peó · c7 negres peó · c6 blanques peó · g6 negres peó · g4 negres peó · h4 negres alfil · e3 negres peó · h3 negres rei · e2 blanques peó · g2 negres peó · g1 blanques rei | a8 blanques peó · c7 negres peó · c6 blanques peó · g6 negres peó · g4 negres peó · h4 negres alfil · e3 negres peó · h3 negres rei · e2 blanques peó · g2 negres peó · g1 blanques rei | a8 blanques peó · c7 negres peó · c6 blanques peó · g6 negres peó · g4 negres peó · h4 negres alfil · e3 negres peó · h3 negres rei · e2 blanques peó · g2 negres peó · g1 blanques rei | a8 blanques peó · c7 negres peó · c6 blanques peó · g6 negres peó · g4 negres peó · h4 negres alfil · e3 negres peó · h3 negres rei · e2 blanques peó · g2 negres peó · g1 blanques rei | 1 |
|   | a | b | c | d | e | f | g | h |   |

Howard Staunton es va oposar fermament a la regla de 1862 quan es va proposar, però el comitè del torneig la va aprovar per ampla majoria (Sergeant 1934:117). No obstant això, no va tenir èxit. Philip Sergeant va escriure (Sergeant 1934:138): 
Un corresponsal al Chess World de maig (de 1865)... no exagerava quan va escriure que el Codi de la B.C.A. havia estat refusat ampliamant pels aficionats britànics, i emfàticament condemnat pels líders escaquístics d'Amèrica, Alemanya, i França. En particular, l'absturda "regla del peó mort", contra la qual Staunton havia protestat el 1862, no havia aconseguit cap acceptació.
El llibre del torneig internacional de Londres de 1883 (publicat originalment el 1883) conté un "Reglament internacional dels escacs revisat", que fou "publicat a la consideració dels jugadors d'escacs, i sobretot dels gestors dels futurs torneigs internacionals". A diferència de la norma de 1862, que permetia que el peó seguís essent un peó, cal que, "Un peó que arribi a la vuitena fila ha de ser canviat per una dama o una peça ... ." (Minchin 1973:iii-iv)

## Promoció menor
Una promoció a cavall, alfil, o torre, es coneix com a "promoció menor". Tot i que aquestes peces són menys poderoses que la dama, hi ha algunes situacions en què la promoció menor pot resultat avantatjosa.

### Promoció a cavall
|   | a | b | c | d | e | f | g | h |   |
| 8 | d8 negres cavall · g8 negres cavall · h8 negres torre · e7 blanques peó · f7 negres dama · g7 negres peó · h7 negres peó · c6 negres rei · c2 blanques alfil · g2 blanques peó · h2 blanques peó · g1 blanques rei | d8 negres cavall · g8 negres cavall · h8 negres torre · e7 blanques peó · f7 negres dama · g7 negres peó · h7 negres peó · c6 negres rei · c2 blanques alfil · g2 blanques peó · h2 blanques peó · g1 blanques rei | d8 negres cavall · g8 negres cavall · h8 negres torre · e7 blanques peó · f7 negres dama · g7 negres peó · h7 negres peó · c6 negres rei · c2 blanques alfil · g2 blanques peó · h2 blanques peó · g1 blanques rei | d8 negres cavall · g8 negres cavall · h8 negres torre · e7 blanques peó · f7 negres dama · g7 negres peó · h7 negres peó · c6 negres rei · c2 blanques alfil · g2 blanques peó · h2 blanques peó · g1 blanques rei | d8 negres cavall · g8 negres cavall · h8 negres torre · e7 blanques peó · f7 negres dama · g7 negres peó · h7 negres peó · c6 negres rei · c2 blanques alfil · g2 blanques peó · h2 blanques peó · g1 blanques rei | d8 negres cavall · g8 negres cavall · h8 negres torre · e7 blanques peó · f7 negres dama · g7 negres peó · h7 negres peó · c6 negres rei · c2 blanques alfil · g2 blanques peó · h2 blanques peó · g1 blanques rei | d8 negres cavall · g8 negres cavall · h8 negres torre · e7 blanques peó · f7 negres dama · g7 negres peó · h7 negres peó · c6 negres rei · c2 blanques alfil · g2 blanques peó · h2 blanques peó · g1 blanques rei | d8 negres cavall · g8 negres cavall · h8 negres torre · e7 blanques peó · f7 negres dama · g7 negres peó · h7 negres peó · c6 negres rei · c2 blanques alfil · g2 blanques peó · h2 blanques peó · g1 blanques rei | 8 |
| 7 | d8 negres cavall · g8 negres cavall · h8 negres torre · e7 blanques peó · f7 negres dama · g7 negres peó · h7 negres peó · c6 negres rei · c2 blanques alfil · g2 blanques peó · h2 blanques peó · g1 blanques rei | d8 negres cavall · g8 negres cavall · h8 negres torre · e7 blanques peó · f7 negres dama · g7 negres peó · h7 negres peó · c6 negres rei · c2 blanques alfil · g2 blanques peó · h2 blanques peó · g1 blanques rei | d8 negres cavall · g8 negres cavall · h8 negres torre · e7 blanques peó · f7 negres dama · g7 negres peó · h7 negres peó · c6 negres rei · c2 blanques alfil · g2 blanques peó · h2 blanques peó · g1 blanques rei | d8 negres cavall · g8 negres cavall · h8 negres torre · e7 blanques peó · f7 negres dama · g7 negres peó · h7 negres peó · c6 negres rei · c2 blanques alfil · g2 blanques peó · h2 blanques peó · g1 blanques rei | d8 negres cavall · g8 negres cavall · h8 negres torre · e7 blanques peó · f7 negres dama · g7 negres peó · h7 negres peó · c6 negres rei · c2 blanques alfil · g2 blanques peó · h2 blanques peó · g1 blanques rei | d8 negres cavall · g8 negres cavall · h8 negres torre · e7 blanques peó · f7 negres dama · g7 negres peó · h7 negres peó · c6 negres rei · c2 blanques alfil · g2 blanques peó · h2 blanques peó · g1 blanques rei | d8 negres cavall · g8 negres cavall · h8 negres torre · e7 blanques peó · f7 negres dama · g7 negres peó · h7 negres peó · c6 negres rei · c2 blanques alfil · g2 blanques peó · h2 blanques peó · g1 blanques rei | d8 negres cavall · g8 negres cavall · h8 negres torre · e7 blanques peó · f7 negres dama · g7 negres peó · h7 negres peó · c6 negres rei · c2 blanques alfil · g2 blanques peó · h2 blanques peó · g1 blanques rei | 7 |
| 6 | d8 negres cavall · g8 negres cavall · h8 negres torre · e7 blanques peó · f7 negres dama · g7 negres peó · h7 negres peó · c6 negres rei · c2 blanques alfil · g2 blanques peó · h2 blanques peó · g1 blanques rei | d8 negres cavall · g8 negres cavall · h8 negres torre · e7 blanques peó · f7 negres dama · g7 negres peó · h7 negres peó · c6 negres rei · c2 blanques alfil · g2 blanques peó · h2 blanques peó · g1 blanques rei | d8 negres cavall · g8 negres cavall · h8 negres torre · e7 blanques peó · f7 negres dama · g7 negres peó · h7 negres peó · c6 negres rei · c2 blanques alfil · g2 blanques peó · h2 blanques peó · g1 blanques rei | d8 negres cavall · g8 negres cavall · h8 negres torre · e7 blanques peó · f7 negres dama · g7 negres peó · h7 negres peó · c6 negres rei · c2 blanques alfil · g2 blanques peó · h2 blanques peó · g1 blanques rei | d8 negres cavall · g8 negres cavall · h8 negres torre · e7 blanques peó · f7 negres dama · g7 negres peó · h7 negres peó · c6 negres rei · c2 blanques alfil · g2 blanques peó · h2 blanques peó · g1 blanques rei | d8 negres cavall · g8 negres cavall · h8 negres torre · e7 blanques peó · f7 negres dama · g7 negres peó · h7 negres peó · c6 negres rei · c2 blanques alfil · g2 blanques peó · h2 blanques peó · g1 blanques rei | d8 negres cavall · g8 negres cavall · h8 negres torre · e7 blanques peó · f7 negres dama · g7 negres peó · h7 negres peó · c6 negres rei · c2 blanques alfil · g2 blanques peó · h2 blanques peó · g1 blanques rei | d8 negres cavall · g8 negres cavall · h8 negres torre · e7 blanques peó · f7 negres dama · g7 negres peó · h7 negres peó · c6 negres rei · c2 blanques alfil · g2 blanques peó · h2 blanques peó · g1 blanques rei | 6 |
| 5 | d8 negres cavall · g8 negres cavall · h8 negres torre · e7 blanques peó · f7 negres dama · g7 negres peó · h7 negres peó · c6 negres rei · c2 blanques alfil · g2 blanques peó · h2 blanques peó · g1 blanques rei | d8 negres cavall · g8 negres cavall · h8 negres torre · e7 blanques peó · f7 negres dama · g7 negres peó · h7 negres peó · c6 negres rei · c2 blanques alfil · g2 blanques peó · h2 blanques peó · g1 blanques rei | d8 negres cavall · g8 negres cavall · h8 negres torre · e7 blanques peó · f7 negres dama · g7 negres peó · h7 negres peó · c6 negres rei · c2 blanques alfil · g2 blanques peó · h2 blanques peó · g1 blanques rei | d8 negres cavall · g8 negres cavall · h8 negres torre · e7 blanques peó · f7 negres dama · g7 negres peó · h7 negres peó · c6 negres rei · c2 blanques alfil · g2 blanques peó · h2 blanques peó · g1 blanques rei | d8 negres cavall · g8 negres cavall · h8 negres torre · e7 blanques peó · f7 negres dama · g7 negres peó · h7 negres peó · c6 negres rei · c2 blanques alfil · g2 blanques peó · h2 blanques peó · g1 blanques rei | d8 negres cavall · g8 negres cavall · h8 negres torre · e7 blanques peó · f7 negres dama · g7 negres peó · h7 negres peó · c6 negres rei · c2 blanques alfil · g2 blanques peó · h2 blanques peó · g1 blanques rei | d8 negres cavall · g8 negres cavall · h8 negres torre · e7 blanques peó · f7 negres dama · g7 negres peó · h7 negres peó · c6 negres rei · c2 blanques alfil · g2 blanques peó · h2 blanques peó · g1 blanques rei | d8 negres cavall · g8 negres cavall · h8 negres torre · e7 blanques peó · f7 negres dama · g7 negres peó · h7 negres peó · c6 negres rei · c2 blanques alfil · g2 blanques peó · h2 blanques peó · g1 blanques rei | 5 |
| 4 | d8 negres cavall · g8 negres cavall · h8 negres torre · e7 blanques peó · f7 negres dama · g7 negres peó · h7 negres peó · c6 negres rei · c2 blanques alfil · g2 blanques peó · h2 blanques peó · g1 blanques rei | d8 negres cavall · g8 negres cavall · h8 negres torre · e7 blanques peó · f7 negres dama · g7 negres peó · h7 negres peó · c6 negres rei · c2 blanques alfil · g2 blanques peó · h2 blanques peó · g1 blanques rei | d8 negres cavall · g8 negres cavall · h8 negres torre · e7 blanques peó · f7 negres dama · g7 negres peó · h7 negres peó · c6 negres rei · c2 blanques alfil · g2 blanques peó · h2 blanques peó · g1 blanques rei | d8 negres cavall · g8 negres cavall · h8 negres torre · e7 blanques peó · f7 negres dama · g7 negres peó · h7 negres peó · c6 negres rei · c2 blanques alfil · g2 blanques peó · h2 blanques peó · g1 blanques rei | d8 negres cavall · g8 negres cavall · h8 negres torre · e7 blanques peó · f7 negres dama · g7 negres peó · h7 negres peó · c6 negres rei · c2 blanques alfil · g2 blanques peó · h2 blanques peó · g1 blanques rei | d8 negres cavall · g8 negres cavall · h8 negres torre · e7 blanques peó · f7 negres dama · g7 negres peó · h7 negres peó · c6 negres rei · c2 blanques alfil · g2 blanques peó · h2 blanques peó · g1 blanques rei | d8 negres cavall · g8 negres cavall · h8 negres torre · e7 blanques peó · f7 negres dama · g7 negres peó · h7 negres peó · c6 negres rei · c2 blanques alfil · g2 blanques peó · h2 blanques peó · g1 blanques rei | d8 negres cavall · g8 negres cavall · h8 negres torre · e7 blanques peó · f7 negres dama · g7 negres peó · h7 negres peó · c6 negres rei · c2 blanques alfil · g2 blanques peó · h2 blanques peó · g1 blanques rei | 4 |
| 3 | d8 negres cavall · g8 negres cavall · h8 negres torre · e7 blanques peó · f7 negres dama · g7 negres peó · h7 negres peó · c6 negres rei · c2 blanques alfil · g2 blanques peó · h2 blanques peó · g1 blanques rei | d8 negres cavall · g8 negres cavall · h8 negres torre · e7 blanques peó · f7 negres dama · g7 negres peó · h7 negres peó · c6 negres rei · c2 blanques alfil · g2 blanques peó · h2 blanques peó · g1 blanques rei | d8 negres cavall · g8 negres cavall · h8 negres torre · e7 blanques peó · f7 negres dama · g7 negres peó · h7 negres peó · c6 negres rei · c2 blanques alfil · g2 blanques peó · h2 blanques peó · g1 blanques rei | d8 negres cavall · g8 negres cavall · h8 negres torre · e7 blanques peó · f7 negres dama · g7 negres peó · h7 negres peó · c6 negres rei · c2 blanques alfil · g2 blanques peó · h2 blanques peó · g1 blanques rei | d8 negres cavall · g8 negres cavall · h8 negres torre · e7 blanques peó · f7 negres dama · g7 negres peó · h7 negres peó · c6 negres rei · c2 blanques alfil · g2 blanques peó · h2 blanques peó · g1 blanques rei | d8 negres cavall · g8 negres cavall · h8 negres torre · e7 blanques peó · f7 negres dama · g7 negres peó · h7 negres peó · c6 negres rei · c2 blanques alfil · g2 blanques peó · h2 blanques peó · g1 blanques rei | d8 negres cavall · g8 negres cavall · h8 negres torre · e7 blanques peó · f7 negres dama · g7 negres peó · h7 negres peó · c6 negres rei · c2 blanques alfil · g2 blanques peó · h2 blanques peó · g1 blanques rei | d8 negres cavall · g8 negres cavall · h8 negres torre · e7 blanques peó · f7 negres dama · g7 negres peó · h7 negres peó · c6 negres rei · c2 blanques alfil · g2 blanques peó · h2 blanques peó · g1 blanques rei | 3 |
| 2 | d8 negres cavall · g8 negres cavall · h8 negres torre · e7 blanques peó · f7 negres dama · g7 negres peó · h7 negres peó · c6 negres rei · c2 blanques alfil · g2 blanques peó · h2 blanques peó · g1 blanques rei | d8 negres cavall · g8 negres cavall · h8 negres torre · e7 blanques peó · f7 negres dama · g7 negres peó · h7 negres peó · c6 negres rei · c2 blanques alfil · g2 blanques peó · h2 blanques peó · g1 blanques rei | d8 negres cavall · g8 negres cavall · h8 negres torre · e7 blanques peó · f7 negres dama · g7 negres peó · h7 negres peó · c6 negres rei · c2 blanques alfil · g2 blanques peó · h2 blanques peó · g1 blanques rei | d8 negres cavall · g8 negres cavall · h8 negres torre · e7 blanques peó · f7 negres dama · g7 negres peó · h7 negres peó · c6 negres rei · c2 blanques alfil · g2 blanques peó · h2 blanques peó · g1 blanques rei | d8 negres cavall · g8 negres cavall · h8 negres torre · e7 blanques peó · f7 negres dama · g7 negres peó · h7 negres peó · c6 negres rei · c2 blanques alfil · g2 blanques peó · h2 blanques peó · g1 blanques rei | d8 negres cavall · g8 negres cavall · h8 negres torre · e7 blanques peó · f7 negres dama · g7 negres peó · h7 negres peó · c6 negres rei · c2 blanques alfil · g2 blanques peó · h2 blanques peó · g1 blanques rei | d8 negres cavall · g8 negres cavall · h8 negres torre · e7 blanques peó · f7 negres dama · g7 negres peó · h7 negres peó · c6 negres rei · c2 blanques alfil · g2 blanques peó · h2 blanques peó · g1 blanques rei | d8 negres cavall · g8 negres cavall · h8 negres torre · e7 blanques peó · f7 negres dama · g7 negres peó · h7 negres peó · c6 negres rei · c2 blanques alfil · g2 blanques peó · h2 blanques peó · g1 blanques rei | 2 |
| 1 | d8 negres cavall · g8 negres cavall · h8 negres torre · e7 blanques peó · f7 negres dama · g7 negres peó · h7 negres peó · c6 negres rei · c2 blanques alfil · g2 blanques peó · h2 blanques peó · g1 blanques rei | d8 negres cavall · g8 negres cavall · h8 negres torre · e7 blanques peó · f7 negres dama · g7 negres peó · h7 negres peó · c6 negres rei · c2 blanques alfil · g2 blanques peó · h2 blanques peó · g1 blanques rei | d8 negres cavall · g8 negres cavall · h8 negres torre · e7 blanques peó · f7 negres dama · g7 negres peó · h7 negres peó · c6 negres rei · c2 blanques alfil · g2 blanques peó · h2 blanques peó · g1 blanques rei | d8 negres cavall · g8 negres cavall · h8 negres torre · e7 blanques peó · f7 negres dama · g7 negres peó · h7 negres peó · c6 negres rei · c2 blanques alfil · g2 blanques peó · h2 blanques peó · g1 blanques rei | d8 negres cavall · g8 negres cavall · h8 negres torre · e7 blanques peó · f7 negres dama · g7 negres peó · h7 negres peó · c6 negres rei · c2 blanques alfil · g2 blanques peó · h2 blanques peó · g1 blanques rei | d8 negres cavall · g8 negres cavall · h8 negres torre · e7 blanques peó · f7 negres dama · g7 negres peó · h7 negres peó · c6 negres rei · c2 blanques alfil · g2 blanques peó · h2 blanques peó · g1 blanques rei | d8 negres cavall · g8 negres cavall · h8 negres torre · e7 blanques peó · f7 negres dama · g7 negres peó · h7 negres peó · c6 negres rei · c2 blanques alfil · g2 blanques peó · h2 blanques peó · g1 blanques rei | d8 negres cavall · g8 negres cavall · h8 negres torre · e7 blanques peó · f7 negres dama · g7 negres peó · h7 negres peó · c6 negres rei · c2 blanques alfil · g2 blanques peó · h2 blanques peó · g1 blanques rei | 1 |
|   | a | b | c | d | e | f | g | h |   |

Atès que el cavall es mou d'una manera que la dama no pot seguir, la promoció a cavall pot ser molt útil, i per això és el tipus més comú de promoció menor.
Al diagrama de la dreta, proposat pel Campió del món Emanuel Lasker, les blanques tenen un gran desavantatge material. La promoció a dama (amb 1.exd8(D)?) deixaria les negres encara amb avantatge. En canvi, la promoció a cavall amb 1.exd8(C)+! guanya a causa de la forquilla: 1....R qualsevol 2.Cxf7 seguit per 3.Cxh8 deixa les blanques amb una peça d'avantatge, i amb un final guanyador.

|   | a                                                                   | b                                                                   | c                                                                   | d                                                                   | e                                                                   | f                                                                   | g                                                                   | h                                                                   |   |
| 8 | f3 blanques rei · e2 negres peó · h2 blanques torre · f1 negres rei | f3 blanques rei · e2 negres peó · h2 blanques torre · f1 negres rei | f3 blanques rei · e2 negres peó · h2 blanques torre · f1 negres rei | f3 blanques rei · e2 negres peó · h2 blanques torre · f1 negres rei | f3 blanques rei · e2 negres peó · h2 blanques torre · f1 negres rei | f3 blanques rei · e2 negres peó · h2 blanques torre · f1 negres rei | f3 blanques rei · e2 negres peó · h2 blanques torre · f1 negres rei | f3 blanques rei · e2 negres peó · h2 blanques torre · f1 negres rei | 8 |
| 7 | f3 blanques rei · e2 negres peó · h2 blanques torre · f1 negres rei | f3 blanques rei · e2 negres peó · h2 blanques torre · f1 negres rei | f3 blanques rei · e2 negres peó · h2 blanques torre · f1 negres rei | f3 blanques rei · e2 negres peó · h2 blanques torre · f1 negres rei | f3 blanques rei · e2 negres peó · h2 blanques torre · f1 negres rei | f3 blanques rei · e2 negres peó · h2 blanques torre · f1 negres rei | f3 blanques rei · e2 negres peó · h2 blanques torre · f1 negres rei | f3 blanques rei · e2 negres peó · h2 blanques torre · f1 negres rei | 7 |
| 6 | f3 blanques rei · e2 negres peó · h2 blanques torre · f1 negres rei | f3 blanques rei · e2 negres peó · h2 blanques torre · f1 negres rei | f3 blanques rei · e2 negres peó · h2 blanques torre · f1 negres rei | f3 blanques rei · e2 negres peó · h2 blanques torre · f1 negres rei | f3 blanques rei · e2 negres peó · h2 blanques torre · f1 negres rei | f3 blanques rei · e2 negres peó · h2 blanques torre · f1 negres rei | f3 blanques rei · e2 negres peó · h2 blanques torre · f1 negres rei | f3 blanques rei · e2 negres peó · h2 blanques torre · f1 negres rei | 6 |
| 5 | f3 blanques rei · e2 negres peó · h2 blanques torre · f1 negres rei | f3 blanques rei · e2 negres peó · h2 blanques torre · f1 negres rei | f3 blanques rei · e2 negres peó · h2 blanques torre · f1 negres rei | f3 blanques rei · e2 negres peó · h2 blanques torre · f1 negres rei | f3 blanques rei · e2 negres peó · h2 blanques torre · f1 negres rei | f3 blanques rei · e2 negres peó · h2 blanques torre · f1 negres rei | f3 blanques rei · e2 negres peó · h2 blanques torre · f1 negres rei | f3 blanques rei · e2 negres peó · h2 blanques torre · f1 negres rei | 5 |
| 4 | f3 blanques rei · e2 negres peó · h2 blanques torre · f1 negres rei | f3 blanques rei · e2 negres peó · h2 blanques torre · f1 negres rei | f3 blanques rei · e2 negres peó · h2 blanques torre · f1 negres rei | f3 blanques rei · e2 negres peó · h2 blanques torre · f1 negres rei | f3 blanques rei · e2 negres peó · h2 blanques torre · f1 negres rei | f3 blanques rei · e2 negres peó · h2 blanques torre · f1 negres rei | f3 blanques rei · e2 negres peó · h2 blanques torre · f1 negres rei | f3 blanques rei · e2 negres peó · h2 blanques torre · f1 negres rei | 4 |
| 3 | f3 blanques rei · e2 negres peó · h2 blanques torre · f1 negres rei | f3 blanques rei · e2 negres peó · h2 blanques torre · f1 negres rei | f3 blanques rei · e2 negres peó · h2 blanques torre · f1 negres rei | f3 blanques rei · e2 negres peó · h2 blanques torre · f1 negres rei | f3 blanques rei · e2 negres peó · h2 blanques torre · f1 negres rei | f3 blanques rei · e2 negres peó · h2 blanques torre · f1 negres rei | f3 blanques rei · e2 negres peó · h2 blanques torre · f1 negres rei | f3 blanques rei · e2 negres peó · h2 blanques torre · f1 negres rei | 3 |
| 2 | f3 blanques rei · e2 negres peó · h2 blanques torre · f1 negres rei | f3 blanques rei · e2 negres peó · h2 blanques torre · f1 negres rei | f3 blanques rei · e2 negres peó · h2 blanques torre · f1 negres rei | f3 blanques rei · e2 negres peó · h2 blanques torre · f1 negres rei | f3 blanques rei · e2 negres peó · h2 blanques torre · f1 negres rei | f3 blanques rei · e2 negres peó · h2 blanques torre · f1 negres rei | f3 blanques rei · e2 negres peó · h2 blanques torre · f1 negres rei | f3 blanques rei · e2 negres peó · h2 blanques torre · f1 negres rei | 2 |
| 1 | f3 blanques rei · e2 negres peó · h2 blanques torre · f1 negres rei | f3 blanques rei · e2 negres peó · h2 blanques torre · f1 negres rei | f3 blanques rei · e2 negres peó · h2 blanques torre · f1 negres rei | f3 blanques rei · e2 negres peó · h2 blanques torre · f1 negres rei | f3 blanques rei · e2 negres peó · h2 blanques torre · f1 negres rei | f3 blanques rei · e2 negres peó · h2 blanques torre · f1 negres rei | f3 blanques rei · e2 negres peó · h2 blanques torre · f1 negres rei | f3 blanques rei · e2 negres peó · h2 blanques torre · f1 negres rei | 1 |
|   | a                                                                   | b                                                                   | c                                                                   | d                                                                   | e                                                                   | f                                                                   | g                                                                   | h                                                                   |   |

La promoció a cavall pot també ser necessària per raons defensives. El diagrama de la dreta en mostra un exemple, d'una partida de 2006 entre Gata Kamsky i Étienne Bacrot. Les blanques volen capturar el peó si no promociona, o fer mat a h1 si promociona a dama, torre, o alfil. L'única jugada que no perd per les negres és 74...e1C+!. El final de torre contra cavall resultant és de taules teòriques (vegeu final sense peons). En aquesta partida en concret, malgrat tot, les negres varen cometre alguns errors a partir d'aqui, i les blanques varen guanyar a la jugada 103 (de la Villa 2008:43–44). Aquesta promoció és, en qualsevol cas, una tècnica defensiva estàndard en els finals de torre contra peó. (de la Villa 2008:71–72).

|   | a | b | c | d | e | f | g | h |   |
| 8 | c7 negres rei · g7 blanques peó · d5 blanques rei · f5 negres cavall · a4 blanques peó · c3 blanques peó | c7 negres rei · g7 blanques peó · d5 blanques rei · f5 negres cavall · a4 blanques peó · c3 blanques peó | c7 negres rei · g7 blanques peó · d5 blanques rei · f5 negres cavall · a4 blanques peó · c3 blanques peó | c7 negres rei · g7 blanques peó · d5 blanques rei · f5 negres cavall · a4 blanques peó · c3 blanques peó | c7 negres rei · g7 blanques peó · d5 blanques rei · f5 negres cavall · a4 blanques peó · c3 blanques peó | c7 negres rei · g7 blanques peó · d5 blanques rei · f5 negres cavall · a4 blanques peó · c3 blanques peó | c7 negres rei · g7 blanques peó · d5 blanques rei · f5 negres cavall · a4 blanques peó · c3 blanques peó | c7 negres rei · g7 blanques peó · d5 blanques rei · f5 negres cavall · a4 blanques peó · c3 blanques peó | 8 |
| 7 | c7 negres rei · g7 blanques peó · d5 blanques rei · f5 negres cavall · a4 blanques peó · c3 blanques peó | c7 negres rei · g7 blanques peó · d5 blanques rei · f5 negres cavall · a4 blanques peó · c3 blanques peó | c7 negres rei · g7 blanques peó · d5 blanques rei · f5 negres cavall · a4 blanques peó · c3 blanques peó | c7 negres rei · g7 blanques peó · d5 blanques rei · f5 negres cavall · a4 blanques peó · c3 blanques peó | c7 negres rei · g7 blanques peó · d5 blanques rei · f5 negres cavall · a4 blanques peó · c3 blanques peó | c7 negres rei · g7 blanques peó · d5 blanques rei · f5 negres cavall · a4 blanques peó · c3 blanques peó | c7 negres rei · g7 blanques peó · d5 blanques rei · f5 negres cavall · a4 blanques peó · c3 blanques peó | c7 negres rei · g7 blanques peó · d5 blanques rei · f5 negres cavall · a4 blanques peó · c3 blanques peó | 7 |
| 6 | c7 negres rei · g7 blanques peó · d5 blanques rei · f5 negres cavall · a4 blanques peó · c3 blanques peó | c7 negres rei · g7 blanques peó · d5 blanques rei · f5 negres cavall · a4 blanques peó · c3 blanques peó | c7 negres rei · g7 blanques peó · d5 blanques rei · f5 negres cavall · a4 blanques peó · c3 blanques peó | c7 negres rei · g7 blanques peó · d5 blanques rei · f5 negres cavall · a4 blanques peó · c3 blanques peó | c7 negres rei · g7 blanques peó · d5 blanques rei · f5 negres cavall · a4 blanques peó · c3 blanques peó | c7 negres rei · g7 blanques peó · d5 blanques rei · f5 negres cavall · a4 blanques peó · c3 blanques peó | c7 negres rei · g7 blanques peó · d5 blanques rei · f5 negres cavall · a4 blanques peó · c3 blanques peó | c7 negres rei · g7 blanques peó · d5 blanques rei · f5 negres cavall · a4 blanques peó · c3 blanques peó | 6 |
| 5 | c7 negres rei · g7 blanques peó · d5 blanques rei · f5 negres cavall · a4 blanques peó · c3 blanques peó | c7 negres rei · g7 blanques peó · d5 blanques rei · f5 negres cavall · a4 blanques peó · c3 blanques peó | c7 negres rei · g7 blanques peó · d5 blanques rei · f5 negres cavall · a4 blanques peó · c3 blanques peó | c7 negres rei · g7 blanques peó · d5 blanques rei · f5 negres cavall · a4 blanques peó · c3 blanques peó | c7 negres rei · g7 blanques peó · d5 blanques rei · f5 negres cavall · a4 blanques peó · c3 blanques peó | c7 negres rei · g7 blanques peó · d5 blanques rei · f5 negres cavall · a4 blanques peó · c3 blanques peó | c7 negres rei · g7 blanques peó · d5 blanques rei · f5 negres cavall · a4 blanques peó · c3 blanques peó | c7 negres rei · g7 blanques peó · d5 blanques rei · f5 negres cavall · a4 blanques peó · c3 blanques peó | 5 |
| 4 | c7 negres rei · g7 blanques peó · d5 blanques rei · f5 negres cavall · a4 blanques peó · c3 blanques peó | c7 negres rei · g7 blanques peó · d5 blanques rei · f5 negres cavall · a4 blanques peó · c3 blanques peó | c7 negres rei · g7 blanques peó · d5 blanques rei · f5 negres cavall · a4 blanques peó · c3 blanques peó | c7 negres rei · g7 blanques peó · d5 blanques rei · f5 negres cavall · a4 blanques peó · c3 blanques peó | c7 negres rei · g7 blanques peó · d5 blanques rei · f5 negres cavall · a4 blanques peó · c3 blanques peó | c7 negres rei · g7 blanques peó · d5 blanques rei · f5 negres cavall · a4 blanques peó · c3 blanques peó | c7 negres rei · g7 blanques peó · d5 blanques rei · f5 negres cavall · a4 blanques peó · c3 blanques peó | c7 negres rei · g7 blanques peó · d5 blanques rei · f5 negres cavall · a4 blanques peó · c3 blanques peó | 4 |
| 3 | c7 negres rei · g7 blanques peó · d5 blanques rei · f5 negres cavall · a4 blanques peó · c3 blanques peó | c7 negres rei · g7 blanques peó · d5 blanques rei · f5 negres cavall · a4 blanques peó · c3 blanques peó | c7 negres rei · g7 blanques peó · d5 blanques rei · f5 negres cavall · a4 blanques peó · c3 blanques peó | c7 negres rei · g7 blanques peó · d5 blanques rei · f5 negres cavall · a4 blanques peó · c3 blanques peó | c7 negres rei · g7 blanques peó · d5 blanques rei · f5 negres cavall · a4 blanques peó · c3 blanques peó | c7 negres rei · g7 blanques peó · d5 blanques rei · f5 negres cavall · a4 blanques peó · c3 blanques peó | c7 negres rei · g7 blanques peó · d5 blanques rei · f5 negres cavall · a4 blanques peó · c3 blanques peó | c7 negres rei · g7 blanques peó · d5 blanques rei · f5 negres cavall · a4 blanques peó · c3 blanques peó | 3 |
| 2 | c7 negres rei · g7 blanques peó · d5 blanques rei · f5 negres cavall · a4 blanques peó · c3 blanques peó | c7 negres rei · g7 blanques peó · d5 blanques rei · f5 negres cavall · a4 blanques peó · c3 blanques peó | c7 negres rei · g7 blanques peó · d5 blanques rei · f5 negres cavall · a4 blanques peó · c3 blanques peó | c7 negres rei · g7 blanques peó · d5 blanques rei · f5 negres cavall · a4 blanques peó · c3 blanques peó | c7 negres rei · g7 blanques peó · d5 blanques rei · f5 negres cavall · a4 blanques peó · c3 blanques peó | c7 negres rei · g7 blanques peó · d5 blanques rei · f5 negres cavall · a4 blanques peó · c3 blanques peó | c7 negres rei · g7 blanques peó · d5 blanques rei · f5 negres cavall · a4 blanques peó · c3 blanques peó | c7 negres rei · g7 blanques peó · d5 blanques rei · f5 negres cavall · a4 blanques peó · c3 blanques peó | 2 |
| 1 | c7 negres rei · g7 blanques peó · d5 blanques rei · f5 negres cavall · a4 blanques peó · c3 blanques peó | c7 negres rei · g7 blanques peó · d5 blanques rei · f5 negres cavall · a4 blanques peó · c3 blanques peó | c7 negres rei · g7 blanques peó · d5 blanques rei · f5 negres cavall · a4 blanques peó · c3 blanques peó | c7 negres rei · g7 blanques peó · d5 blanques rei · f5 negres cavall · a4 blanques peó · c3 blanques peó | c7 negres rei · g7 blanques peó · d5 blanques rei · f5 negres cavall · a4 blanques peó · c3 blanques peó | c7 negres rei · g7 blanques peó · d5 blanques rei · f5 negres cavall · a4 blanques peó · c3 blanques peó | c7 negres rei · g7 blanques peó · d5 blanques rei · f5 negres cavall · a4 blanques peó · c3 blanques peó | c7 negres rei · g7 blanques peó · d5 blanques rei · f5 negres cavall · a4 blanques peó · c3 blanques peó | 1 |
|   | a | b | c | d | e | f | g | h |   |

|   | a | b | c | d | e | f | g | h |   |
| 8 | a7 negres rei · c7 blanques peó · a6 blanques peó · b5 blanques rei · d5 blanques cavall · f5 negres cavall | a7 negres rei · c7 blanques peó · a6 blanques peó · b5 blanques rei · d5 blanques cavall · f5 negres cavall | a7 negres rei · c7 blanques peó · a6 blanques peó · b5 blanques rei · d5 blanques cavall · f5 negres cavall | a7 negres rei · c7 blanques peó · a6 blanques peó · b5 blanques rei · d5 blanques cavall · f5 negres cavall | a7 negres rei · c7 blanques peó · a6 blanques peó · b5 blanques rei · d5 blanques cavall · f5 negres cavall | a7 negres rei · c7 blanques peó · a6 blanques peó · b5 blanques rei · d5 blanques cavall · f5 negres cavall | a7 negres rei · c7 blanques peó · a6 blanques peó · b5 blanques rei · d5 blanques cavall · f5 negres cavall | a7 negres rei · c7 blanques peó · a6 blanques peó · b5 blanques rei · d5 blanques cavall · f5 negres cavall | 8 |
| 7 | a7 negres rei · c7 blanques peó · a6 blanques peó · b5 blanques rei · d5 blanques cavall · f5 negres cavall | a7 negres rei · c7 blanques peó · a6 blanques peó · b5 blanques rei · d5 blanques cavall · f5 negres cavall | a7 negres rei · c7 blanques peó · a6 blanques peó · b5 blanques rei · d5 blanques cavall · f5 negres cavall | a7 negres rei · c7 blanques peó · a6 blanques peó · b5 blanques rei · d5 blanques cavall · f5 negres cavall | a7 negres rei · c7 blanques peó · a6 blanques peó · b5 blanques rei · d5 blanques cavall · f5 negres cavall | a7 negres rei · c7 blanques peó · a6 blanques peó · b5 blanques rei · d5 blanques cavall · f5 negres cavall | a7 negres rei · c7 blanques peó · a6 blanques peó · b5 blanques rei · d5 blanques cavall · f5 negres cavall | a7 negres rei · c7 blanques peó · a6 blanques peó · b5 blanques rei · d5 blanques cavall · f5 negres cavall | 7 |
| 6 | a7 negres rei · c7 blanques peó · a6 blanques peó · b5 blanques rei · d5 blanques cavall · f5 negres cavall | a7 negres rei · c7 blanques peó · a6 blanques peó · b5 blanques rei · d5 blanques cavall · f5 negres cavall | a7 negres rei · c7 blanques peó · a6 blanques peó · b5 blanques rei · d5 blanques cavall · f5 negres cavall | a7 negres rei · c7 blanques peó · a6 blanques peó · b5 blanques rei · d5 blanques cavall · f5 negres cavall | a7 negres rei · c7 blanques peó · a6 blanques peó · b5 blanques rei · d5 blanques cavall · f5 negres cavall | a7 negres rei · c7 blanques peó · a6 blanques peó · b5 blanques rei · d5 blanques cavall · f5 negres cavall | a7 negres rei · c7 blanques peó · a6 blanques peó · b5 blanques rei · d5 blanques cavall · f5 negres cavall | a7 negres rei · c7 blanques peó · a6 blanques peó · b5 blanques rei · d5 blanques cavall · f5 negres cavall | 6 |
| 5 | a7 negres rei · c7 blanques peó · a6 blanques peó · b5 blanques rei · d5 blanques cavall · f5 negres cavall | a7 negres rei · c7 blanques peó · a6 blanques peó · b5 blanques rei · d5 blanques cavall · f5 negres cavall | a7 negres rei · c7 blanques peó · a6 blanques peó · b5 blanques rei · d5 blanques cavall · f5 negres cavall | a7 negres rei · c7 blanques peó · a6 blanques peó · b5 blanques rei · d5 blanques cavall · f5 negres cavall | a7 negres rei · c7 blanques peó · a6 blanques peó · b5 blanques rei · d5 blanques cavall · f5 negres cavall | a7 negres rei · c7 blanques peó · a6 blanques peó · b5 blanques rei · d5 blanques cavall · f5 negres cavall | a7 negres rei · c7 blanques peó · a6 blanques peó · b5 blanques rei · d5 blanques cavall · f5 negres cavall | a7 negres rei · c7 blanques peó · a6 blanques peó · b5 blanques rei · d5 blanques cavall · f5 negres cavall | 5 |
| 4 | a7 negres rei · c7 blanques peó · a6 blanques peó · b5 blanques rei · d5 blanques cavall · f5 negres cavall | a7 negres rei · c7 blanques peó · a6 blanques peó · b5 blanques rei · d5 blanques cavall · f5 negres cavall | a7 negres rei · c7 blanques peó · a6 blanques peó · b5 blanques rei · d5 blanques cavall · f5 negres cavall | a7 negres rei · c7 blanques peó · a6 blanques peó · b5 blanques rei · d5 blanques cavall · f5 negres cavall | a7 negres rei · c7 blanques peó · a6 blanques peó · b5 blanques rei · d5 blanques cavall · f5 negres cavall | a7 negres rei · c7 blanques peó · a6 blanques peó · b5 blanques rei · d5 blanques cavall · f5 negres cavall | a7 negres rei · c7 blanques peó · a6 blanques peó · b5 blanques rei · d5 blanques cavall · f5 negres cavall | a7 negres rei · c7 blanques peó · a6 blanques peó · b5 blanques rei · d5 blanques cavall · f5 negres cavall | 4 |
| 3 | a7 negres rei · c7 blanques peó · a6 blanques peó · b5 blanques rei · d5 blanques cavall · f5 negres cavall | a7 negres rei · c7 blanques peó · a6 blanques peó · b5 blanques rei · d5 blanques cavall · f5 negres cavall | a7 negres rei · c7 blanques peó · a6 blanques peó · b5 blanques rei · d5 blanques cavall · f5 negres cavall | a7 negres rei · c7 blanques peó · a6 blanques peó · b5 blanques rei · d5 blanques cavall · f5 negres cavall | a7 negres rei · c7 blanques peó · a6 blanques peó · b5 blanques rei · d5 blanques cavall · f5 negres cavall | a7 negres rei · c7 blanques peó · a6 blanques peó · b5 blanques rei · d5 blanques cavall · f5 negres cavall | a7 negres rei · c7 blanques peó · a6 blanques peó · b5 blanques rei · d5 blanques cavall · f5 negres cavall | a7 negres rei · c7 blanques peó · a6 blanques peó · b5 blanques rei · d5 blanques cavall · f5 negres cavall | 3 |
| 2 | a7 negres rei · c7 blanques peó · a6 blanques peó · b5 blanques rei · d5 blanques cavall · f5 negres cavall | a7 negres rei · c7 blanques peó · a6 blanques peó · b5 blanques rei · d5 blanques cavall · f5 negres cavall | a7 negres rei · c7 blanques peó · a6 blanques peó · b5 blanques rei · d5 blanques cavall · f5 negres cavall | a7 negres rei · c7 blanques peó · a6 blanques peó · b5 blanques rei · d5 blanques cavall · f5 negres cavall | a7 negres rei · c7 blanques peó · a6 blanques peó · b5 blanques rei · d5 blanques cavall · f5 negres cavall | a7 negres rei · c7 blanques peó · a6 blanques peó · b5 blanques rei · d5 blanques cavall · f5 negres cavall | a7 negres rei · c7 blanques peó · a6 blanques peó · b5 blanques rei · d5 blanques cavall · f5 negres cavall | a7 negres rei · c7 blanques peó · a6 blanques peó · b5 blanques rei · d5 blanques cavall · f5 negres cavall | 2 |
| 1 | a7 negres rei · c7 blanques peó · a6 blanques peó · b5 blanques rei · d5 blanques cavall · f5 negres cavall | a7 negres rei · c7 blanques peó · a6 blanques peó · b5 blanques rei · d5 blanques cavall · f5 negres cavall | a7 negres rei · c7 blanques peó · a6 blanques peó · b5 blanques rei · d5 blanques cavall · f5 negres cavall | a7 negres rei · c7 blanques peó · a6 blanques peó · b5 blanques rei · d5 blanques cavall · f5 negres cavall | a7 negres rei · c7 blanques peó · a6 blanques peó · b5 blanques rei · d5 blanques cavall · f5 negres cavall | a7 negres rei · c7 blanques peó · a6 blanques peó · b5 blanques rei · d5 blanques cavall · f5 negres cavall | a7 negres rei · c7 blanques peó · a6 blanques peó · b5 blanques rei · d5 blanques cavall · f5 negres cavall | a7 negres rei · c7 blanques peó · a6 blanques peó · b5 blanques rei · d5 blanques cavall · f5 negres cavall | 1 |
|   | a | b | c | d | e | f | g | h |   |

Tim Krabbé diu que  Zurakhov-Koblentz (representada als diagrames a dreta i esquerra) és un dels pocs exemples d'una partida que conté dues promocions menors a cavall "serioses". A la posició de l'esquerra, les negres intenten 57...Cxg7, i si les blanques ho eviten promocionant a dama, torre, o alfil, les negres assolirien una posició de taules amb 57...Ce7+! i 58...Cxg8. L'única jugada guanyadora és 57.g8C! Krabbé diu que és un rar exemple de promoció menor a cavall que no sigui escac.
Vint-i-un moviments més tard, es va arribar a la posició de la dreta. Una altra vegada, la promoció a qualsevol altra peça que no sigui un cavall seria una greu errada, i permetria una forquilla de cavall, per exemple: 79.c8D?? Cd6+ i 80...Cxc8, amb un final de taules. En canvi, les blanques van jugar 79.c8C+! (Aquí, hi ha d'altres jugades guanyadores, com ara 79.Rc5.) Rb8 80.Rb6 i les negres es van rendir, ja que les blanques no poden evitar la promoció d'un tercer peó, aquest cop a dama.
|   | a | b | c | d | e | f | g | h |   |
| 8 | b8 blanques dama · a7 blanques peó · b7 blanques rei · d7 negres rei · e7 negres peó · d6 negres peó · d5 blanques peó · f5 blanques peó · g4 negres peó · b2 blanques peó · c1 negres dama | b8 blanques dama · a7 blanques peó · b7 blanques rei · d7 negres rei · e7 negres peó · d6 negres peó · d5 blanques peó · f5 blanques peó · g4 negres peó · b2 blanques peó · c1 negres dama | b8 blanques dama · a7 blanques peó · b7 blanques rei · d7 negres rei · e7 negres peó · d6 negres peó · d5 blanques peó · f5 blanques peó · g4 negres peó · b2 blanques peó · c1 negres dama | b8 blanques dama · a7 blanques peó · b7 blanques rei · d7 negres rei · e7 negres peó · d6 negres peó · d5 blanques peó · f5 blanques peó · g4 negres peó · b2 blanques peó · c1 negres dama | b8 blanques dama · a7 blanques peó · b7 blanques rei · d7 negres rei · e7 negres peó · d6 negres peó · d5 blanques peó · f5 blanques peó · g4 negres peó · b2 blanques peó · c1 negres dama | b8 blanques dama · a7 blanques peó · b7 blanques rei · d7 negres rei · e7 negres peó · d6 negres peó · d5 blanques peó · f5 blanques peó · g4 negres peó · b2 blanques peó · c1 negres dama | b8 blanques dama · a7 blanques peó · b7 blanques rei · d7 negres rei · e7 negres peó · d6 negres peó · d5 blanques peó · f5 blanques peó · g4 negres peó · b2 blanques peó · c1 negres dama | b8 blanques dama · a7 blanques peó · b7 blanques rei · d7 negres rei · e7 negres peó · d6 negres peó · d5 blanques peó · f5 blanques peó · g4 negres peó · b2 blanques peó · c1 negres dama | 8 |
| 7 | b8 blanques dama · a7 blanques peó · b7 blanques rei · d7 negres rei · e7 negres peó · d6 negres peó · d5 blanques peó · f5 blanques peó · g4 negres peó · b2 blanques peó · c1 negres dama | b8 blanques dama · a7 blanques peó · b7 blanques rei · d7 negres rei · e7 negres peó · d6 negres peó · d5 blanques peó · f5 blanques peó · g4 negres peó · b2 blanques peó · c1 negres dama | b8 blanques dama · a7 blanques peó · b7 blanques rei · d7 negres rei · e7 negres peó · d6 negres peó · d5 blanques peó · f5 blanques peó · g4 negres peó · b2 blanques peó · c1 negres dama | b8 blanques dama · a7 blanques peó · b7 blanques rei · d7 negres rei · e7 negres peó · d6 negres peó · d5 blanques peó · f5 blanques peó · g4 negres peó · b2 blanques peó · c1 negres dama | b8 blanques dama · a7 blanques peó · b7 blanques rei · d7 negres rei · e7 negres peó · d6 negres peó · d5 blanques peó · f5 blanques peó · g4 negres peó · b2 blanques peó · c1 negres dama | b8 blanques dama · a7 blanques peó · b7 blanques rei · d7 negres rei · e7 negres peó · d6 negres peó · d5 blanques peó · f5 blanques peó · g4 negres peó · b2 blanques peó · c1 negres dama | b8 blanques dama · a7 blanques peó · b7 blanques rei · d7 negres rei · e7 negres peó · d6 negres peó · d5 blanques peó · f5 blanques peó · g4 negres peó · b2 blanques peó · c1 negres dama | b8 blanques dama · a7 blanques peó · b7 blanques rei · d7 negres rei · e7 negres peó · d6 negres peó · d5 blanques peó · f5 blanques peó · g4 negres peó · b2 blanques peó · c1 negres dama | 7 |
| 6 | b8 blanques dama · a7 blanques peó · b7 blanques rei · d7 negres rei · e7 negres peó · d6 negres peó · d5 blanques peó · f5 blanques peó · g4 negres peó · b2 blanques peó · c1 negres dama | b8 blanques dama · a7 blanques peó · b7 blanques rei · d7 negres rei · e7 negres peó · d6 negres peó · d5 blanques peó · f5 blanques peó · g4 negres peó · b2 blanques peó · c1 negres dama | b8 blanques dama · a7 blanques peó · b7 blanques rei · d7 negres rei · e7 negres peó · d6 negres peó · d5 blanques peó · f5 blanques peó · g4 negres peó · b2 blanques peó · c1 negres dama | b8 blanques dama · a7 blanques peó · b7 blanques rei · d7 negres rei · e7 negres peó · d6 negres peó · d5 blanques peó · f5 blanques peó · g4 negres peó · b2 blanques peó · c1 negres dama | b8 blanques dama · a7 blanques peó · b7 blanques rei · d7 negres rei · e7 negres peó · d6 negres peó · d5 blanques peó · f5 blanques peó · g4 negres peó · b2 blanques peó · c1 negres dama | b8 blanques dama · a7 blanques peó · b7 blanques rei · d7 negres rei · e7 negres peó · d6 negres peó · d5 blanques peó · f5 blanques peó · g4 negres peó · b2 blanques peó · c1 negres dama | b8 blanques dama · a7 blanques peó · b7 blanques rei · d7 negres rei · e7 negres peó · d6 negres peó · d5 blanques peó · f5 blanques peó · g4 negres peó · b2 blanques peó · c1 negres dama | b8 blanques dama · a7 blanques peó · b7 blanques rei · d7 negres rei · e7 negres peó · d6 negres peó · d5 blanques peó · f5 blanques peó · g4 negres peó · b2 blanques peó · c1 negres dama | 6 |
| 5 | b8 blanques dama · a7 blanques peó · b7 blanques rei · d7 negres rei · e7 negres peó · d6 negres peó · d5 blanques peó · f5 blanques peó · g4 negres peó · b2 blanques peó · c1 negres dama | b8 blanques dama · a7 blanques peó · b7 blanques rei · d7 negres rei · e7 negres peó · d6 negres peó · d5 blanques peó · f5 blanques peó · g4 negres peó · b2 blanques peó · c1 negres dama | b8 blanques dama · a7 blanques peó · b7 blanques rei · d7 negres rei · e7 negres peó · d6 negres peó · d5 blanques peó · f5 blanques peó · g4 negres peó · b2 blanques peó · c1 negres dama | b8 blanques dama · a7 blanques peó · b7 blanques rei · d7 negres rei · e7 negres peó · d6 negres peó · d5 blanques peó · f5 blanques peó · g4 negres peó · b2 blanques peó · c1 negres dama | b8 blanques dama · a7 blanques peó · b7 blanques rei · d7 negres rei · e7 negres peó · d6 negres peó · d5 blanques peó · f5 blanques peó · g4 negres peó · b2 blanques peó · c1 negres dama | b8 blanques dama · a7 blanques peó · b7 blanques rei · d7 negres rei · e7 negres peó · d6 negres peó · d5 blanques peó · f5 blanques peó · g4 negres peó · b2 blanques peó · c1 negres dama | b8 blanques dama · a7 blanques peó · b7 blanques rei · d7 negres rei · e7 negres peó · d6 negres peó · d5 blanques peó · f5 blanques peó · g4 negres peó · b2 blanques peó · c1 negres dama | b8 blanques dama · a7 blanques peó · b7 blanques rei · d7 negres rei · e7 negres peó · d6 negres peó · d5 blanques peó · f5 blanques peó · g4 negres peó · b2 blanques peó · c1 negres dama | 5 |
| 4 | b8 blanques dama · a7 blanques peó · b7 blanques rei · d7 negres rei · e7 negres peó · d6 negres peó · d5 blanques peó · f5 blanques peó · g4 negres peó · b2 blanques peó · c1 negres dama | b8 blanques dama · a7 blanques peó · b7 blanques rei · d7 negres rei · e7 negres peó · d6 negres peó · d5 blanques peó · f5 blanques peó · g4 negres peó · b2 blanques peó · c1 negres dama | b8 blanques dama · a7 blanques peó · b7 blanques rei · d7 negres rei · e7 negres peó · d6 negres peó · d5 blanques peó · f5 blanques peó · g4 negres peó · b2 blanques peó · c1 negres dama | b8 blanques dama · a7 blanques peó · b7 blanques rei · d7 negres rei · e7 negres peó · d6 negres peó · d5 blanques peó · f5 blanques peó · g4 negres peó · b2 blanques peó · c1 negres dama | b8 blanques dama · a7 blanques peó · b7 blanques rei · d7 negres rei · e7 negres peó · d6 negres peó · d5 blanques peó · f5 blanques peó · g4 negres peó · b2 blanques peó · c1 negres dama | b8 blanques dama · a7 blanques peó · b7 blanques rei · d7 negres rei · e7 negres peó · d6 negres peó · d5 blanques peó · f5 blanques peó · g4 negres peó · b2 blanques peó · c1 negres dama | b8 blanques dama · a7 blanques peó · b7 blanques rei · d7 negres rei · e7 negres peó · d6 negres peó · d5 blanques peó · f5 blanques peó · g4 negres peó · b2 blanques peó · c1 negres dama | b8 blanques dama · a7 blanques peó · b7 blanques rei · d7 negres rei · e7 negres peó · d6 negres peó · d5 blanques peó · f5 blanques peó · g4 negres peó · b2 blanques peó · c1 negres dama | 4 |
| 3 | b8 blanques dama · a7 blanques peó · b7 blanques rei · d7 negres rei · e7 negres peó · d6 negres peó · d5 blanques peó · f5 blanques peó · g4 negres peó · b2 blanques peó · c1 negres dama | b8 blanques dama · a7 blanques peó · b7 blanques rei · d7 negres rei · e7 negres peó · d6 negres peó · d5 blanques peó · f5 blanques peó · g4 negres peó · b2 blanques peó · c1 negres dama | b8 blanques dama · a7 blanques peó · b7 blanques rei · d7 negres rei · e7 negres peó · d6 negres peó · d5 blanques peó · f5 blanques peó · g4 negres peó · b2 blanques peó · c1 negres dama | b8 blanques dama · a7 blanques peó · b7 blanques rei · d7 negres rei · e7 negres peó · d6 negres peó · d5 blanques peó · f5 blanques peó · g4 negres peó · b2 blanques peó · c1 negres dama | b8 blanques dama · a7 blanques peó · b7 blanques rei · d7 negres rei · e7 negres peó · d6 negres peó · d5 blanques peó · f5 blanques peó · g4 negres peó · b2 blanques peó · c1 negres dama | b8 blanques dama · a7 blanques peó · b7 blanques rei · d7 negres rei · e7 negres peó · d6 negres peó · d5 blanques peó · f5 blanques peó · g4 negres peó · b2 blanques peó · c1 negres dama | b8 blanques dama · a7 blanques peó · b7 blanques rei · d7 negres rei · e7 negres peó · d6 negres peó · d5 blanques peó · f5 blanques peó · g4 negres peó · b2 blanques peó · c1 negres dama | b8 blanques dama · a7 blanques peó · b7 blanques rei · d7 negres rei · e7 negres peó · d6 negres peó · d5 blanques peó · f5 blanques peó · g4 negres peó · b2 blanques peó · c1 negres dama | 3 |
| 2 | b8 blanques dama · a7 blanques peó · b7 blanques rei · d7 negres rei · e7 negres peó · d6 negres peó · d5 blanques peó · f5 blanques peó · g4 negres peó · b2 blanques peó · c1 negres dama | b8 blanques dama · a7 blanques peó · b7 blanques rei · d7 negres rei · e7 negres peó · d6 negres peó · d5 blanques peó · f5 blanques peó · g4 negres peó · b2 blanques peó · c1 negres dama | b8 blanques dama · a7 blanques peó · b7 blanques rei · d7 negres rei · e7 negres peó · d6 negres peó · d5 blanques peó · f5 blanques peó · g4 negres peó · b2 blanques peó · c1 negres dama | b8 blanques dama · a7 blanques peó · b7 blanques rei · d7 negres rei · e7 negres peó · d6 negres peó · d5 blanques peó · f5 blanques peó · g4 negres peó · b2 blanques peó · c1 negres dama | b8 blanques dama · a7 blanques peó · b7 blanques rei · d7 negres rei · e7 negres peó · d6 negres peó · d5 blanques peó · f5 blanques peó · g4 negres peó · b2 blanques peó · c1 negres dama | b8 blanques dama · a7 blanques peó · b7 blanques rei · d7 negres rei · e7 negres peó · d6 negres peó · d5 blanques peó · f5 blanques peó · g4 negres peó · b2 blanques peó · c1 negres dama | b8 blanques dama · a7 blanques peó · b7 blanques rei · d7 negres rei · e7 negres peó · d6 negres peó · d5 blanques peó · f5 blanques peó · g4 negres peó · b2 blanques peó · c1 negres dama | b8 blanques dama · a7 blanques peó · b7 blanques rei · d7 negres rei · e7 negres peó · d6 negres peó · d5 blanques peó · f5 blanques peó · g4 negres peó · b2 blanques peó · c1 negres dama | 2 |
| 1 | b8 blanques dama · a7 blanques peó · b7 blanques rei · d7 negres rei · e7 negres peó · d6 negres peó · d5 blanques peó · f5 blanques peó · g4 negres peó · b2 blanques peó · c1 negres dama | b8 blanques dama · a7 blanques peó · b7 blanques rei · d7 negres rei · e7 negres peó · d6 negres peó · d5 blanques peó · f5 blanques peó · g4 negres peó · b2 blanques peó · c1 negres dama | b8 blanques dama · a7 blanques peó · b7 blanques rei · d7 negres rei · e7 negres peó · d6 negres peó · d5 blanques peó · f5 blanques peó · g4 negres peó · b2 blanques peó · c1 negres dama | b8 blanques dama · a7 blanques peó · b7 blanques rei · d7 negres rei · e7 negres peó · d6 negres peó · d5 blanques peó · f5 blanques peó · g4 negres peó · b2 blanques peó · c1 negres dama | b8 blanques dama · a7 blanques peó · b7 blanques rei · d7 negres rei · e7 negres peó · d6 negres peó · d5 blanques peó · f5 blanques peó · g4 negres peó · b2 blanques peó · c1 negres dama | b8 blanques dama · a7 blanques peó · b7 blanques rei · d7 negres rei · e7 negres peó · d6 negres peó · d5 blanques peó · f5 blanques peó · g4 negres peó · b2 blanques peó · c1 negres dama | b8 blanques dama · a7 blanques peó · b7 blanques rei · d7 negres rei · e7 negres peó · d6 negres peó · d5 blanques peó · f5 blanques peó · g4 negres peó · b2 blanques peó · c1 negres dama | b8 blanques dama · a7 blanques peó · b7 blanques rei · d7 negres rei · e7 negres peó · d6 negres peó · d5 blanques peó · f5 blanques peó · g4 negres peó · b2 blanques peó · c1 negres dama | 1 |
|   | a | b | c | d | e | f | g | h |   |

Aquesta posició representa el 71è moviment de la partida entre Vladímir Akopian i Serguei Kariakin a Nàltxik, 2009. Després de 71.a8(D)??, 71...Dxb2+, seguirien d'una sèrie d'escacs a les columnes a i b, que donarien a les negres taules per escac continu, de manera que n'Akopian va jugar 71.a8(C)!, i Karjakin es va rendir, ja que 71...Dxb2+ 72.Cb6+ cobreix l'escac i força 72...Dxb6+ 73.Rxb6, amb una fàcil victòria per les blanques.
|   | a | b | c | d | e | f | g | h |   |
| 8 | a8 negres torre · b8 negres cavall · f8 negres torre · g8 negres rei · f7 negres peó · c6 negres peó · a5 negres peó · g5 negres peó · h5 blanques dama · a4 blanques peó · b4 negres peó · d4 negres dama · e4 negres cavall · g4 blanques peó · h3 blanques peó · a2 blanques alfil · b2 blanques peó · d2 negres peó · g2 blanques rei · c1 blanques cavall · e1 blanques torre · f1 blanques torre | a8 negres torre · b8 negres cavall · f8 negres torre · g8 negres rei · f7 negres peó · c6 negres peó · a5 negres peó · g5 negres peó · h5 blanques dama · a4 blanques peó · b4 negres peó · d4 negres dama · e4 negres cavall · g4 blanques peó · h3 blanques peó · a2 blanques alfil · b2 blanques peó · d2 negres peó · g2 blanques rei · c1 blanques cavall · e1 blanques torre · f1 blanques torre | a8 negres torre · b8 negres cavall · f8 negres torre · g8 negres rei · f7 negres peó · c6 negres peó · a5 negres peó · g5 negres peó · h5 blanques dama · a4 blanques peó · b4 negres peó · d4 negres dama · e4 negres cavall · g4 blanques peó · h3 blanques peó · a2 blanques alfil · b2 blanques peó · d2 negres peó · g2 blanques rei · c1 blanques cavall · e1 blanques torre · f1 blanques torre | a8 negres torre · b8 negres cavall · f8 negres torre · g8 negres rei · f7 negres peó · c6 negres peó · a5 negres peó · g5 negres peó · h5 blanques dama · a4 blanques peó · b4 negres peó · d4 negres dama · e4 negres cavall · g4 blanques peó · h3 blanques peó · a2 blanques alfil · b2 blanques peó · d2 negres peó · g2 blanques rei · c1 blanques cavall · e1 blanques torre · f1 blanques torre | a8 negres torre · b8 negres cavall · f8 negres torre · g8 negres rei · f7 negres peó · c6 negres peó · a5 negres peó · g5 negres peó · h5 blanques dama · a4 blanques peó · b4 negres peó · d4 negres dama · e4 negres cavall · g4 blanques peó · h3 blanques peó · a2 blanques alfil · b2 blanques peó · d2 negres peó · g2 blanques rei · c1 blanques cavall · e1 blanques torre · f1 blanques torre | a8 negres torre · b8 negres cavall · f8 negres torre · g8 negres rei · f7 negres peó · c6 negres peó · a5 negres peó · g5 negres peó · h5 blanques dama · a4 blanques peó · b4 negres peó · d4 negres dama · e4 negres cavall · g4 blanques peó · h3 blanques peó · a2 blanques alfil · b2 blanques peó · d2 negres peó · g2 blanques rei · c1 blanques cavall · e1 blanques torre · f1 blanques torre | a8 negres torre · b8 negres cavall · f8 negres torre · g8 negres rei · f7 negres peó · c6 negres peó · a5 negres peó · g5 negres peó · h5 blanques dama · a4 blanques peó · b4 negres peó · d4 negres dama · e4 negres cavall · g4 blanques peó · h3 blanques peó · a2 blanques alfil · b2 blanques peó · d2 negres peó · g2 blanques rei · c1 blanques cavall · e1 blanques torre · f1 blanques torre | a8 negres torre · b8 negres cavall · f8 negres torre · g8 negres rei · f7 negres peó · c6 negres peó · a5 negres peó · g5 negres peó · h5 blanques dama · a4 blanques peó · b4 negres peó · d4 negres dama · e4 negres cavall · g4 blanques peó · h3 blanques peó · a2 blanques alfil · b2 blanques peó · d2 negres peó · g2 blanques rei · c1 blanques cavall · e1 blanques torre · f1 blanques torre | 8 |
| 7 | a8 negres torre · b8 negres cavall · f8 negres torre · g8 negres rei · f7 negres peó · c6 negres peó · a5 negres peó · g5 negres peó · h5 blanques dama · a4 blanques peó · b4 negres peó · d4 negres dama · e4 negres cavall · g4 blanques peó · h3 blanques peó · a2 blanques alfil · b2 blanques peó · d2 negres peó · g2 blanques rei · c1 blanques cavall · e1 blanques torre · f1 blanques torre | a8 negres torre · b8 negres cavall · f8 negres torre · g8 negres rei · f7 negres peó · c6 negres peó · a5 negres peó · g5 negres peó · h5 blanques dama · a4 blanques peó · b4 negres peó · d4 negres dama · e4 negres cavall · g4 blanques peó · h3 blanques peó · a2 blanques alfil · b2 blanques peó · d2 negres peó · g2 blanques rei · c1 blanques cavall · e1 blanques torre · f1 blanques torre | a8 negres torre · b8 negres cavall · f8 negres torre · g8 negres rei · f7 negres peó · c6 negres peó · a5 negres peó · g5 negres peó · h5 blanques dama · a4 blanques peó · b4 negres peó · d4 negres dama · e4 negres cavall · g4 blanques peó · h3 blanques peó · a2 blanques alfil · b2 blanques peó · d2 negres peó · g2 blanques rei · c1 blanques cavall · e1 blanques torre · f1 blanques torre | a8 negres torre · b8 negres cavall · f8 negres torre · g8 negres rei · f7 negres peó · c6 negres peó · a5 negres peó · g5 negres peó · h5 blanques dama · a4 blanques peó · b4 negres peó · d4 negres dama · e4 negres cavall · g4 blanques peó · h3 blanques peó · a2 blanques alfil · b2 blanques peó · d2 negres peó · g2 blanques rei · c1 blanques cavall · e1 blanques torre · f1 blanques torre | a8 negres torre · b8 negres cavall · f8 negres torre · g8 negres rei · f7 negres peó · c6 negres peó · a5 negres peó · g5 negres peó · h5 blanques dama · a4 blanques peó · b4 negres peó · d4 negres dama · e4 negres cavall · g4 blanques peó · h3 blanques peó · a2 blanques alfil · b2 blanques peó · d2 negres peó · g2 blanques rei · c1 blanques cavall · e1 blanques torre · f1 blanques torre | a8 negres torre · b8 negres cavall · f8 negres torre · g8 negres rei · f7 negres peó · c6 negres peó · a5 negres peó · g5 negres peó · h5 blanques dama · a4 blanques peó · b4 negres peó · d4 negres dama · e4 negres cavall · g4 blanques peó · h3 blanques peó · a2 blanques alfil · b2 blanques peó · d2 negres peó · g2 blanques rei · c1 blanques cavall · e1 blanques torre · f1 blanques torre | a8 negres torre · b8 negres cavall · f8 negres torre · g8 negres rei · f7 negres peó · c6 negres peó · a5 negres peó · g5 negres peó · h5 blanques dama · a4 blanques peó · b4 negres peó · d4 negres dama · e4 negres cavall · g4 blanques peó · h3 blanques peó · a2 blanques alfil · b2 blanques peó · d2 negres peó · g2 blanques rei · c1 blanques cavall · e1 blanques torre · f1 blanques torre | a8 negres torre · b8 negres cavall · f8 negres torre · g8 negres rei · f7 negres peó · c6 negres peó · a5 negres peó · g5 negres peó · h5 blanques dama · a4 blanques peó · b4 negres peó · d4 negres dama · e4 negres cavall · g4 blanques peó · h3 blanques peó · a2 blanques alfil · b2 blanques peó · d2 negres peó · g2 blanques rei · c1 blanques cavall · e1 blanques torre · f1 blanques torre | 7 |
| 6 | a8 negres torre · b8 negres cavall · f8 negres torre · g8 negres rei · f7 negres peó · c6 negres peó · a5 negres peó · g5 negres peó · h5 blanques dama · a4 blanques peó · b4 negres peó · d4 negres dama · e4 negres cavall · g4 blanques peó · h3 blanques peó · a2 blanques alfil · b2 blanques peó · d2 negres peó · g2 blanques rei · c1 blanques cavall · e1 blanques torre · f1 blanques torre | a8 negres torre · b8 negres cavall · f8 negres torre · g8 negres rei · f7 negres peó · c6 negres peó · a5 negres peó · g5 negres peó · h5 blanques dama · a4 blanques peó · b4 negres peó · d4 negres dama · e4 negres cavall · g4 blanques peó · h3 blanques peó · a2 blanques alfil · b2 blanques peó · d2 negres peó · g2 blanques rei · c1 blanques cavall · e1 blanques torre · f1 blanques torre | a8 negres torre · b8 negres cavall · f8 negres torre · g8 negres rei · f7 negres peó · c6 negres peó · a5 negres peó · g5 negres peó · h5 blanques dama · a4 blanques peó · b4 negres peó · d4 negres dama · e4 negres cavall · g4 blanques peó · h3 blanques peó · a2 blanques alfil · b2 blanques peó · d2 negres peó · g2 blanques rei · c1 blanques cavall · e1 blanques torre · f1 blanques torre | a8 negres torre · b8 negres cavall · f8 negres torre · g8 negres rei · f7 negres peó · c6 negres peó · a5 negres peó · g5 negres peó · h5 blanques dama · a4 blanques peó · b4 negres peó · d4 negres dama · e4 negres cavall · g4 blanques peó · h3 blanques peó · a2 blanques alfil · b2 blanques peó · d2 negres peó · g2 blanques rei · c1 blanques cavall · e1 blanques torre · f1 blanques torre | a8 negres torre · b8 negres cavall · f8 negres torre · g8 negres rei · f7 negres peó · c6 negres peó · a5 negres peó · g5 negres peó · h5 blanques dama · a4 blanques peó · b4 negres peó · d4 negres dama · e4 negres cavall · g4 blanques peó · h3 blanques peó · a2 blanques alfil · b2 blanques peó · d2 negres peó · g2 blanques rei · c1 blanques cavall · e1 blanques torre · f1 blanques torre | a8 negres torre · b8 negres cavall · f8 negres torre · g8 negres rei · f7 negres peó · c6 negres peó · a5 negres peó · g5 negres peó · h5 blanques dama · a4 blanques peó · b4 negres peó · d4 negres dama · e4 negres cavall · g4 blanques peó · h3 blanques peó · a2 blanques alfil · b2 blanques peó · d2 negres peó · g2 blanques rei · c1 blanques cavall · e1 blanques torre · f1 blanques torre | a8 negres torre · b8 negres cavall · f8 negres torre · g8 negres rei · f7 negres peó · c6 negres peó · a5 negres peó · g5 negres peó · h5 blanques dama · a4 blanques peó · b4 negres peó · d4 negres dama · e4 negres cavall · g4 blanques peó · h3 blanques peó · a2 blanques alfil · b2 blanques peó · d2 negres peó · g2 blanques rei · c1 blanques cavall · e1 blanques torre · f1 blanques torre | a8 negres torre · b8 negres cavall · f8 negres torre · g8 negres rei · f7 negres peó · c6 negres peó · a5 negres peó · g5 negres peó · h5 blanques dama · a4 blanques peó · b4 negres peó · d4 negres dama · e4 negres cavall · g4 blanques peó · h3 blanques peó · a2 blanques alfil · b2 blanques peó · d2 negres peó · g2 blanques rei · c1 blanques cavall · e1 blanques torre · f1 blanques torre | 6 |
| 5 | a8 negres torre · b8 negres cavall · f8 negres torre · g8 negres rei · f7 negres peó · c6 negres peó · a5 negres peó · g5 negres peó · h5 blanques dama · a4 blanques peó · b4 negres peó · d4 negres dama · e4 negres cavall · g4 blanques peó · h3 blanques peó · a2 blanques alfil · b2 blanques peó · d2 negres peó · g2 blanques rei · c1 blanques cavall · e1 blanques torre · f1 blanques torre | a8 negres torre · b8 negres cavall · f8 negres torre · g8 negres rei · f7 negres peó · c6 negres peó · a5 negres peó · g5 negres peó · h5 blanques dama · a4 blanques peó · b4 negres peó · d4 negres dama · e4 negres cavall · g4 blanques peó · h3 blanques peó · a2 blanques alfil · b2 blanques peó · d2 negres peó · g2 blanques rei · c1 blanques cavall · e1 blanques torre · f1 blanques torre | a8 negres torre · b8 negres cavall · f8 negres torre · g8 negres rei · f7 negres peó · c6 negres peó · a5 negres peó · g5 negres peó · h5 blanques dama · a4 blanques peó · b4 negres peó · d4 negres dama · e4 negres cavall · g4 blanques peó · h3 blanques peó · a2 blanques alfil · b2 blanques peó · d2 negres peó · g2 blanques rei · c1 blanques cavall · e1 blanques torre · f1 blanques torre | a8 negres torre · b8 negres cavall · f8 negres torre · g8 negres rei · f7 negres peó · c6 negres peó · a5 negres peó · g5 negres peó · h5 blanques dama · a4 blanques peó · b4 negres peó · d4 negres dama · e4 negres cavall · g4 blanques peó · h3 blanques peó · a2 blanques alfil · b2 blanques peó · d2 negres peó · g2 blanques rei · c1 blanques cavall · e1 blanques torre · f1 blanques torre | a8 negres torre · b8 negres cavall · f8 negres torre · g8 negres rei · f7 negres peó · c6 negres peó · a5 negres peó · g5 negres peó · h5 blanques dama · a4 blanques peó · b4 negres peó · d4 negres dama · e4 negres cavall · g4 blanques peó · h3 blanques peó · a2 blanques alfil · b2 blanques peó · d2 negres peó · g2 blanques rei · c1 blanques cavall · e1 blanques torre · f1 blanques torre | a8 negres torre · b8 negres cavall · f8 negres torre · g8 negres rei · f7 negres peó · c6 negres peó · a5 negres peó · g5 negres peó · h5 blanques dama · a4 blanques peó · b4 negres peó · d4 negres dama · e4 negres cavall · g4 blanques peó · h3 blanques peó · a2 blanques alfil · b2 blanques peó · d2 negres peó · g2 blanques rei · c1 blanques cavall · e1 blanques torre · f1 blanques torre | a8 negres torre · b8 negres cavall · f8 negres torre · g8 negres rei · f7 negres peó · c6 negres peó · a5 negres peó · g5 negres peó · h5 blanques dama · a4 blanques peó · b4 negres peó · d4 negres dama · e4 negres cavall · g4 blanques peó · h3 blanques peó · a2 blanques alfil · b2 blanques peó · d2 negres peó · g2 blanques rei · c1 blanques cavall · e1 blanques torre · f1 blanques torre | a8 negres torre · b8 negres cavall · f8 negres torre · g8 negres rei · f7 negres peó · c6 negres peó · a5 negres peó · g5 negres peó · h5 blanques dama · a4 blanques peó · b4 negres peó · d4 negres dama · e4 negres cavall · g4 blanques peó · h3 blanques peó · a2 blanques alfil · b2 blanques peó · d2 negres peó · g2 blanques rei · c1 blanques cavall · e1 blanques torre · f1 blanques torre | 5 |
| 4 | a8 negres torre · b8 negres cavall · f8 negres torre · g8 negres rei · f7 negres peó · c6 negres peó · a5 negres peó · g5 negres peó · h5 blanques dama · a4 blanques peó · b4 negres peó · d4 negres dama · e4 negres cavall · g4 blanques peó · h3 blanques peó · a2 blanques alfil · b2 blanques peó · d2 negres peó · g2 blanques rei · c1 blanques cavall · e1 blanques torre · f1 blanques torre | a8 negres torre · b8 negres cavall · f8 negres torre · g8 negres rei · f7 negres peó · c6 negres peó · a5 negres peó · g5 negres peó · h5 blanques dama · a4 blanques peó · b4 negres peó · d4 negres dama · e4 negres cavall · g4 blanques peó · h3 blanques peó · a2 blanques alfil · b2 blanques peó · d2 negres peó · g2 blanques rei · c1 blanques cavall · e1 blanques torre · f1 blanques torre | a8 negres torre · b8 negres cavall · f8 negres torre · g8 negres rei · f7 negres peó · c6 negres peó · a5 negres peó · g5 negres peó · h5 blanques dama · a4 blanques peó · b4 negres peó · d4 negres dama · e4 negres cavall · g4 blanques peó · h3 blanques peó · a2 blanques alfil · b2 blanques peó · d2 negres peó · g2 blanques rei · c1 blanques cavall · e1 blanques torre · f1 blanques torre | a8 negres torre · b8 negres cavall · f8 negres torre · g8 negres rei · f7 negres peó · c6 negres peó · a5 negres peó · g5 negres peó · h5 blanques dama · a4 blanques peó · b4 negres peó · d4 negres dama · e4 negres cavall · g4 blanques peó · h3 blanques peó · a2 blanques alfil · b2 blanques peó · d2 negres peó · g2 blanques rei · c1 blanques cavall · e1 blanques torre · f1 blanques torre | a8 negres torre · b8 negres cavall · f8 negres torre · g8 negres rei · f7 negres peó · c6 negres peó · a5 negres peó · g5 negres peó · h5 blanques dama · a4 blanques peó · b4 negres peó · d4 negres dama · e4 negres cavall · g4 blanques peó · h3 blanques peó · a2 blanques alfil · b2 blanques peó · d2 negres peó · g2 blanques rei · c1 blanques cavall · e1 blanques torre · f1 blanques torre | a8 negres torre · b8 negres cavall · f8 negres torre · g8 negres rei · f7 negres peó · c6 negres peó · a5 negres peó · g5 negres peó · h5 blanques dama · a4 blanques peó · b4 negres peó · d4 negres dama · e4 negres cavall · g4 blanques peó · h3 blanques peó · a2 blanques alfil · b2 blanques peó · d2 negres peó · g2 blanques rei · c1 blanques cavall · e1 blanques torre · f1 blanques torre | a8 negres torre · b8 negres cavall · f8 negres torre · g8 negres rei · f7 negres peó · c6 negres peó · a5 negres peó · g5 negres peó · h5 blanques dama · a4 blanques peó · b4 negres peó · d4 negres dama · e4 negres cavall · g4 blanques peó · h3 blanques peó · a2 blanques alfil · b2 blanques peó · d2 negres peó · g2 blanques rei · c1 blanques cavall · e1 blanques torre · f1 blanques torre | a8 negres torre · b8 negres cavall · f8 negres torre · g8 negres rei · f7 negres peó · c6 negres peó · a5 negres peó · g5 negres peó · h5 blanques dama · a4 blanques peó · b4 negres peó · d4 negres dama · e4 negres cavall · g4 blanques peó · h3 blanques peó · a2 blanques alfil · b2 blanques peó · d2 negres peó · g2 blanques rei · c1 blanques cavall · e1 blanques torre · f1 blanques torre | 4 |
| 3 | a8 negres torre · b8 negres cavall · f8 negres torre · g8 negres rei · f7 negres peó · c6 negres peó · a5 negres peó · g5 negres peó · h5 blanques dama · a4 blanques peó · b4 negres peó · d4 negres dama · e4 negres cavall · g4 blanques peó · h3 blanques peó · a2 blanques alfil · b2 blanques peó · d2 negres peó · g2 blanques rei · c1 blanques cavall · e1 blanques torre · f1 blanques torre | a8 negres torre · b8 negres cavall · f8 negres torre · g8 negres rei · f7 negres peó · c6 negres peó · a5 negres peó · g5 negres peó · h5 blanques dama · a4 blanques peó · b4 negres peó · d4 negres dama · e4 negres cavall · g4 blanques peó · h3 blanques peó · a2 blanques alfil · b2 blanques peó · d2 negres peó · g2 blanques rei · c1 blanques cavall · e1 blanques torre · f1 blanques torre | a8 negres torre · b8 negres cavall · f8 negres torre · g8 negres rei · f7 negres peó · c6 negres peó · a5 negres peó · g5 negres peó · h5 blanques dama · a4 blanques peó · b4 negres peó · d4 negres dama · e4 negres cavall · g4 blanques peó · h3 blanques peó · a2 blanques alfil · b2 blanques peó · d2 negres peó · g2 blanques rei · c1 blanques cavall · e1 blanques torre · f1 blanques torre | a8 negres torre · b8 negres cavall · f8 negres torre · g8 negres rei · f7 negres peó · c6 negres peó · a5 negres peó · g5 negres peó · h5 blanques dama · a4 blanques peó · b4 negres peó · d4 negres dama · e4 negres cavall · g4 blanques peó · h3 blanques peó · a2 blanques alfil · b2 blanques peó · d2 negres peó · g2 blanques rei · c1 blanques cavall · e1 blanques torre · f1 blanques torre | a8 negres torre · b8 negres cavall · f8 negres torre · g8 negres rei · f7 negres peó · c6 negres peó · a5 negres peó · g5 negres peó · h5 blanques dama · a4 blanques peó · b4 negres peó · d4 negres dama · e4 negres cavall · g4 blanques peó · h3 blanques peó · a2 blanques alfil · b2 blanques peó · d2 negres peó · g2 blanques rei · c1 blanques cavall · e1 blanques torre · f1 blanques torre | a8 negres torre · b8 negres cavall · f8 negres torre · g8 negres rei · f7 negres peó · c6 negres peó · a5 negres peó · g5 negres peó · h5 blanques dama · a4 blanques peó · b4 negres peó · d4 negres dama · e4 negres cavall · g4 blanques peó · h3 blanques peó · a2 blanques alfil · b2 blanques peó · d2 negres peó · g2 blanques rei · c1 blanques cavall · e1 blanques torre · f1 blanques torre | a8 negres torre · b8 negres cavall · f8 negres torre · g8 negres rei · f7 negres peó · c6 negres peó · a5 negres peó · g5 negres peó · h5 blanques dama · a4 blanques peó · b4 negres peó · d4 negres dama · e4 negres cavall · g4 blanques peó · h3 blanques peó · a2 blanques alfil · b2 blanques peó · d2 negres peó · g2 blanques rei · c1 blanques cavall · e1 blanques torre · f1 blanques torre | a8 negres torre · b8 negres cavall · f8 negres torre · g8 negres rei · f7 negres peó · c6 negres peó · a5 negres peó · g5 negres peó · h5 blanques dama · a4 blanques peó · b4 negres peó · d4 negres dama · e4 negres cavall · g4 blanques peó · h3 blanques peó · a2 blanques alfil · b2 blanques peó · d2 negres peó · g2 blanques rei · c1 blanques cavall · e1 blanques torre · f1 blanques torre | 3 |
| 2 | a8 negres torre · b8 negres cavall · f8 negres torre · g8 negres rei · f7 negres peó · c6 negres peó · a5 negres peó · g5 negres peó · h5 blanques dama · a4 blanques peó · b4 negres peó · d4 negres dama · e4 negres cavall · g4 blanques peó · h3 blanques peó · a2 blanques alfil · b2 blanques peó · d2 negres peó · g2 blanques rei · c1 blanques cavall · e1 blanques torre · f1 blanques torre | a8 negres torre · b8 negres cavall · f8 negres torre · g8 negres rei · f7 negres peó · c6 negres peó · a5 negres peó · g5 negres peó · h5 blanques dama · a4 blanques peó · b4 negres peó · d4 negres dama · e4 negres cavall · g4 blanques peó · h3 blanques peó · a2 blanques alfil · b2 blanques peó · d2 negres peó · g2 blanques rei · c1 blanques cavall · e1 blanques torre · f1 blanques torre | a8 negres torre · b8 negres cavall · f8 negres torre · g8 negres rei · f7 negres peó · c6 negres peó · a5 negres peó · g5 negres peó · h5 blanques dama · a4 blanques peó · b4 negres peó · d4 negres dama · e4 negres cavall · g4 blanques peó · h3 blanques peó · a2 blanques alfil · b2 blanques peó · d2 negres peó · g2 blanques rei · c1 blanques cavall · e1 blanques torre · f1 blanques torre | a8 negres torre · b8 negres cavall · f8 negres torre · g8 negres rei · f7 negres peó · c6 negres peó · a5 negres peó · g5 negres peó · h5 blanques dama · a4 blanques peó · b4 negres peó · d4 negres dama · e4 negres cavall · g4 blanques peó · h3 blanques peó · a2 blanques alfil · b2 blanques peó · d2 negres peó · g2 blanques rei · c1 blanques cavall · e1 blanques torre · f1 blanques torre | a8 negres torre · b8 negres cavall · f8 negres torre · g8 negres rei · f7 negres peó · c6 negres peó · a5 negres peó · g5 negres peó · h5 blanques dama · a4 blanques peó · b4 negres peó · d4 negres dama · e4 negres cavall · g4 blanques peó · h3 blanques peó · a2 blanques alfil · b2 blanques peó · d2 negres peó · g2 blanques rei · c1 blanques cavall · e1 blanques torre · f1 blanques torre | a8 negres torre · b8 negres cavall · f8 negres torre · g8 negres rei · f7 negres peó · c6 negres peó · a5 negres peó · g5 negres peó · h5 blanques dama · a4 blanques peó · b4 negres peó · d4 negres dama · e4 negres cavall · g4 blanques peó · h3 blanques peó · a2 blanques alfil · b2 blanques peó · d2 negres peó · g2 blanques rei · c1 blanques cavall · e1 blanques torre · f1 blanques torre | a8 negres torre · b8 negres cavall · f8 negres torre · g8 negres rei · f7 negres peó · c6 negres peó · a5 negres peó · g5 negres peó · h5 blanques dama · a4 blanques peó · b4 negres peó · d4 negres dama · e4 negres cavall · g4 blanques peó · h3 blanques peó · a2 blanques alfil · b2 blanques peó · d2 negres peó · g2 blanques rei · c1 blanques cavall · e1 blanques torre · f1 blanques torre | a8 negres torre · b8 negres cavall · f8 negres torre · g8 negres rei · f7 negres peó · c6 negres peó · a5 negres peó · g5 negres peó · h5 blanques dama · a4 blanques peó · b4 negres peó · d4 negres dama · e4 negres cavall · g4 blanques peó · h3 blanques peó · a2 blanques alfil · b2 blanques peó · d2 negres peó · g2 blanques rei · c1 blanques cavall · e1 blanques torre · f1 blanques torre | 2 |
| 1 | a8 negres torre · b8 negres cavall · f8 negres torre · g8 negres rei · f7 negres peó · c6 negres peó · a5 negres peó · g5 negres peó · h5 blanques dama · a4 blanques peó · b4 negres peó · d4 negres dama · e4 negres cavall · g4 blanques peó · h3 blanques peó · a2 blanques alfil · b2 blanques peó · d2 negres peó · g2 blanques rei · c1 blanques cavall · e1 blanques torre · f1 blanques torre | a8 negres torre · b8 negres cavall · f8 negres torre · g8 negres rei · f7 negres peó · c6 negres peó · a5 negres peó · g5 negres peó · h5 blanques dama · a4 blanques peó · b4 negres peó · d4 negres dama · e4 negres cavall · g4 blanques peó · h3 blanques peó · a2 blanques alfil · b2 blanques peó · d2 negres peó · g2 blanques rei · c1 blanques cavall · e1 blanques torre · f1 blanques torre | a8 negres torre · b8 negres cavall · f8 negres torre · g8 negres rei · f7 negres peó · c6 negres peó · a5 negres peó · g5 negres peó · h5 blanques dama · a4 blanques peó · b4 negres peó · d4 negres dama · e4 negres cavall · g4 blanques peó · h3 blanques peó · a2 blanques alfil · b2 blanques peó · d2 negres peó · g2 blanques rei · c1 blanques cavall · e1 blanques torre · f1 blanques torre | a8 negres torre · b8 negres cavall · f8 negres torre · g8 negres rei · f7 negres peó · c6 negres peó · a5 negres peó · g5 negres peó · h5 blanques dama · a4 blanques peó · b4 negres peó · d4 negres dama · e4 negres cavall · g4 blanques peó · h3 blanques peó · a2 blanques alfil · b2 blanques peó · d2 negres peó · g2 blanques rei · c1 blanques cavall · e1 blanques torre · f1 blanques torre | a8 negres torre · b8 negres cavall · f8 negres torre · g8 negres rei · f7 negres peó · c6 negres peó · a5 negres peó · g5 negres peó · h5 blanques dama · a4 blanques peó · b4 negres peó · d4 negres dama · e4 negres cavall · g4 blanques peó · h3 blanques peó · a2 blanques alfil · b2 blanques peó · d2 negres peó · g2 blanques rei · c1 blanques cavall · e1 blanques torre · f1 blanques torre | a8 negres torre · b8 negres cavall · f8 negres torre · g8 negres rei · f7 negres peó · c6 negres peó · a5 negres peó · g5 negres peó · h5 blanques dama · a4 blanques peó · b4 negres peó · d4 negres dama · e4 negres cavall · g4 blanques peó · h3 blanques peó · a2 blanques alfil · b2 blanques peó · d2 negres peó · g2 blanques rei · c1 blanques cavall · e1 blanques torre · f1 blanques torre | a8 negres torre · b8 negres cavall · f8 negres torre · g8 negres rei · f7 negres peó · c6 negres peó · a5 negres peó · g5 negres peó · h5 blanques dama · a4 blanques peó · b4 negres peó · d4 negres dama · e4 negres cavall · g4 blanques peó · h3 blanques peó · a2 blanques alfil · b2 blanques peó · d2 negres peó · g2 blanques rei · c1 blanques cavall · e1 blanques torre · f1 blanques torre | a8 negres torre · b8 negres cavall · f8 negres torre · g8 negres rei · f7 negres peó · c6 negres peó · a5 negres peó · g5 negres peó · h5 blanques dama · a4 blanques peó · b4 negres peó · d4 negres dama · e4 negres cavall · g4 blanques peó · h3 blanques peó · a2 blanques alfil · b2 blanques peó · d2 negres peó · g2 blanques rei · c1 blanques cavall · e1 blanques torre · f1 blanques torre | 1 |
|   | a | b | c | d | e | f | g | h |   |

Un altre exemple de promoció menor a cavall és aquesta partida: Piotr Svídler v. Vladímir Malakhov, jugada a la FIDE World Cup el desembre de 2009 a Khanti-Mansisk, a la Sibèria: (defensa eslava amb a6): 1. d4 d5; 2. c4 c6; 3. Cc3 Cf6; 4. Cf3 a6; 5. e3 b5; 6. c5 g6; 7. Ad3 Ag4; 8. h3 Axf3; 9. Dxf3 Ag7; 10. g4 e5! 11. Dg3 Cfd7; 12. Ce2 De7; 13. 0-0 h5; 14. f3 Cf8; 15. a4 b4; 16. Ad2 a5; 17 e4 dxe4; 18. Axe4 Ce6; 19. Tae1 h4; 20. Df2 0-0; 21. f4 exd4; 22 f5!? Cxc5; 23. Ab1 d3; 24. Cc1 Dd6; 25. Aa2?? Ad4; 26. Ae3 Ce4; 27. Dxh4 g5; 28. Dh5 d2; 29. f6 Dxf6; 30. Axd4 Dxd4+; 31. Rg2 dxe1C+! i les blanques abandonen en vista de la variant 32. Txe1 Df2+ 33. Rh1 Cg3# o bé 32. Rh2 Dxb2+ 33. Ce2 Dxe2+ 34. Tf2 Dxf2+ 35. Rh1 Cg3#
Si 31. ... dxe1D??, les blanques fan mat amb 32. Axf7+ Txf7; 33. Dxf7+ Rh8; 34. Df8+ Rh7; 35. Tf7+ Rg6; 36. Dg8+ Rh6; 37. Th7#

### Promoció a torre o alfil
Degut al fet que la dama combina els moviments de la torre i de l'alfil, és molt estrany que hi hagi una raó per fer una promoció menor a alguna d'aquestes peces. De tota manera, de vegades és avantatjós fer-ho, principalment, per evitar un ofegat:
|   | a                                                 | b                                                 | c                                                 | d                                                 | e                                                 | f                                                 | g                                                 | h                                                 |   |
| 8 | g7 blanques peó · h6 negres rei · g4 blanques rei | g7 blanques peó · h6 negres rei · g4 blanques rei | g7 blanques peó · h6 negres rei · g4 blanques rei | g7 blanques peó · h6 negres rei · g4 blanques rei | g7 blanques peó · h6 negres rei · g4 blanques rei | g7 blanques peó · h6 negres rei · g4 blanques rei | g7 blanques peó · h6 negres rei · g4 blanques rei | g7 blanques peó · h6 negres rei · g4 blanques rei | 8 |
| 7 | g7 blanques peó · h6 negres rei · g4 blanques rei | g7 blanques peó · h6 negres rei · g4 blanques rei | g7 blanques peó · h6 negres rei · g4 blanques rei | g7 blanques peó · h6 negres rei · g4 blanques rei | g7 blanques peó · h6 negres rei · g4 blanques rei | g7 blanques peó · h6 negres rei · g4 blanques rei | g7 blanques peó · h6 negres rei · g4 blanques rei | g7 blanques peó · h6 negres rei · g4 blanques rei | 7 |
| 6 | g7 blanques peó · h6 negres rei · g4 blanques rei | g7 blanques peó · h6 negres rei · g4 blanques rei | g7 blanques peó · h6 negres rei · g4 blanques rei | g7 blanques peó · h6 negres rei · g4 blanques rei | g7 blanques peó · h6 negres rei · g4 blanques rei | g7 blanques peó · h6 negres rei · g4 blanques rei | g7 blanques peó · h6 negres rei · g4 blanques rei | g7 blanques peó · h6 negres rei · g4 blanques rei | 6 |
| 5 | g7 blanques peó · h6 negres rei · g4 blanques rei | g7 blanques peó · h6 negres rei · g4 blanques rei | g7 blanques peó · h6 negres rei · g4 blanques rei | g7 blanques peó · h6 negres rei · g4 blanques rei | g7 blanques peó · h6 negres rei · g4 blanques rei | g7 blanques peó · h6 negres rei · g4 blanques rei | g7 blanques peó · h6 negres rei · g4 blanques rei | g7 blanques peó · h6 negres rei · g4 blanques rei | 5 |
| 4 | g7 blanques peó · h6 negres rei · g4 blanques rei | g7 blanques peó · h6 negres rei · g4 blanques rei | g7 blanques peó · h6 negres rei · g4 blanques rei | g7 blanques peó · h6 negres rei · g4 blanques rei | g7 blanques peó · h6 negres rei · g4 blanques rei | g7 blanques peó · h6 negres rei · g4 blanques rei | g7 blanques peó · h6 negres rei · g4 blanques rei | g7 blanques peó · h6 negres rei · g4 blanques rei | 4 |
| 3 | g7 blanques peó · h6 negres rei · g4 blanques rei | g7 blanques peó · h6 negres rei · g4 blanques rei | g7 blanques peó · h6 negres rei · g4 blanques rei | g7 blanques peó · h6 negres rei · g4 blanques rei | g7 blanques peó · h6 negres rei · g4 blanques rei | g7 blanques peó · h6 negres rei · g4 blanques rei | g7 blanques peó · h6 negres rei · g4 blanques rei | g7 blanques peó · h6 negres rei · g4 blanques rei | 3 |
| 2 | g7 blanques peó · h6 negres rei · g4 blanques rei | g7 blanques peó · h6 negres rei · g4 blanques rei | g7 blanques peó · h6 negres rei · g4 blanques rei | g7 blanques peó · h6 negres rei · g4 blanques rei | g7 blanques peó · h6 negres rei · g4 blanques rei | g7 blanques peó · h6 negres rei · g4 blanques rei | g7 blanques peó · h6 negres rei · g4 blanques rei | g7 blanques peó · h6 negres rei · g4 blanques rei | 2 |
| 1 | g7 blanques peó · h6 negres rei · g4 blanques rei | g7 blanques peó · h6 negres rei · g4 blanques rei | g7 blanques peó · h6 negres rei · g4 blanques rei | g7 blanques peó · h6 negres rei · g4 blanques rei | g7 blanques peó · h6 negres rei · g4 blanques rei | g7 blanques peó · h6 negres rei · g4 blanques rei | g7 blanques peó · h6 negres rei · g4 blanques rei | g7 blanques peó · h6 negres rei · g4 blanques rei | 1 |
|   | a                                                 | b                                                 | c                                                 | d                                                 | e                                                 | f                                                 | g                                                 | h                                                 |   |

|   | a                                                                                   | b                                                                                   | c                                                                                   | d                                                                                   | e                                                                                   | f                                                                                   | g                                                                                   | h                                                                                   |   |
| 8 | e6 blanques dama · f4 negres dama · b2 negres peó · e2 blanques rei · h2 negres rei | e6 blanques dama · f4 negres dama · b2 negres peó · e2 blanques rei · h2 negres rei | e6 blanques dama · f4 negres dama · b2 negres peó · e2 blanques rei · h2 negres rei | e6 blanques dama · f4 negres dama · b2 negres peó · e2 blanques rei · h2 negres rei | e6 blanques dama · f4 negres dama · b2 negres peó · e2 blanques rei · h2 negres rei | e6 blanques dama · f4 negres dama · b2 negres peó · e2 blanques rei · h2 negres rei | e6 blanques dama · f4 negres dama · b2 negres peó · e2 blanques rei · h2 negres rei | e6 blanques dama · f4 negres dama · b2 negres peó · e2 blanques rei · h2 negres rei | 8 |
| 7 | e6 blanques dama · f4 negres dama · b2 negres peó · e2 blanques rei · h2 negres rei | e6 blanques dama · f4 negres dama · b2 negres peó · e2 blanques rei · h2 negres rei | e6 blanques dama · f4 negres dama · b2 negres peó · e2 blanques rei · h2 negres rei | e6 blanques dama · f4 negres dama · b2 negres peó · e2 blanques rei · h2 negres rei | e6 blanques dama · f4 negres dama · b2 negres peó · e2 blanques rei · h2 negres rei | e6 blanques dama · f4 negres dama · b2 negres peó · e2 blanques rei · h2 negres rei | e6 blanques dama · f4 negres dama · b2 negres peó · e2 blanques rei · h2 negres rei | e6 blanques dama · f4 negres dama · b2 negres peó · e2 blanques rei · h2 negres rei | 7 |
| 6 | e6 blanques dama · f4 negres dama · b2 negres peó · e2 blanques rei · h2 negres rei | e6 blanques dama · f4 negres dama · b2 negres peó · e2 blanques rei · h2 negres rei | e6 blanques dama · f4 negres dama · b2 negres peó · e2 blanques rei · h2 negres rei | e6 blanques dama · f4 negres dama · b2 negres peó · e2 blanques rei · h2 negres rei | e6 blanques dama · f4 negres dama · b2 negres peó · e2 blanques rei · h2 negres rei | e6 blanques dama · f4 negres dama · b2 negres peó · e2 blanques rei · h2 negres rei | e6 blanques dama · f4 negres dama · b2 negres peó · e2 blanques rei · h2 negres rei | e6 blanques dama · f4 negres dama · b2 negres peó · e2 blanques rei · h2 negres rei | 6 |
| 5 | e6 blanques dama · f4 negres dama · b2 negres peó · e2 blanques rei · h2 negres rei | e6 blanques dama · f4 negres dama · b2 negres peó · e2 blanques rei · h2 negres rei | e6 blanques dama · f4 negres dama · b2 negres peó · e2 blanques rei · h2 negres rei | e6 blanques dama · f4 negres dama · b2 negres peó · e2 blanques rei · h2 negres rei | e6 blanques dama · f4 negres dama · b2 negres peó · e2 blanques rei · h2 negres rei | e6 blanques dama · f4 negres dama · b2 negres peó · e2 blanques rei · h2 negres rei | e6 blanques dama · f4 negres dama · b2 negres peó · e2 blanques rei · h2 negres rei | e6 blanques dama · f4 negres dama · b2 negres peó · e2 blanques rei · h2 negres rei | 5 |
| 4 | e6 blanques dama · f4 negres dama · b2 negres peó · e2 blanques rei · h2 negres rei | e6 blanques dama · f4 negres dama · b2 negres peó · e2 blanques rei · h2 negres rei | e6 blanques dama · f4 negres dama · b2 negres peó · e2 blanques rei · h2 negres rei | e6 blanques dama · f4 negres dama · b2 negres peó · e2 blanques rei · h2 negres rei | e6 blanques dama · f4 negres dama · b2 negres peó · e2 blanques rei · h2 negres rei | e6 blanques dama · f4 negres dama · b2 negres peó · e2 blanques rei · h2 negres rei | e6 blanques dama · f4 negres dama · b2 negres peó · e2 blanques rei · h2 negres rei | e6 blanques dama · f4 negres dama · b2 negres peó · e2 blanques rei · h2 negres rei | 4 |
| 3 | e6 blanques dama · f4 negres dama · b2 negres peó · e2 blanques rei · h2 negres rei | e6 blanques dama · f4 negres dama · b2 negres peó · e2 blanques rei · h2 negres rei | e6 blanques dama · f4 negres dama · b2 negres peó · e2 blanques rei · h2 negres rei | e6 blanques dama · f4 negres dama · b2 negres peó · e2 blanques rei · h2 negres rei | e6 blanques dama · f4 negres dama · b2 negres peó · e2 blanques rei · h2 negres rei | e6 blanques dama · f4 negres dama · b2 negres peó · e2 blanques rei · h2 negres rei | e6 blanques dama · f4 negres dama · b2 negres peó · e2 blanques rei · h2 negres rei | e6 blanques dama · f4 negres dama · b2 negres peó · e2 blanques rei · h2 negres rei | 3 |
| 2 | e6 blanques dama · f4 negres dama · b2 negres peó · e2 blanques rei · h2 negres rei | e6 blanques dama · f4 negres dama · b2 negres peó · e2 blanques rei · h2 negres rei | e6 blanques dama · f4 negres dama · b2 negres peó · e2 blanques rei · h2 negres rei | e6 blanques dama · f4 negres dama · b2 negres peó · e2 blanques rei · h2 negres rei | e6 blanques dama · f4 negres dama · b2 negres peó · e2 blanques rei · h2 negres rei | e6 blanques dama · f4 negres dama · b2 negres peó · e2 blanques rei · h2 negres rei | e6 blanques dama · f4 negres dama · b2 negres peó · e2 blanques rei · h2 negres rei | e6 blanques dama · f4 negres dama · b2 negres peó · e2 blanques rei · h2 negres rei | 2 |
| 1 | e6 blanques dama · f4 negres dama · b2 negres peó · e2 blanques rei · h2 negres rei | e6 blanques dama · f4 negres dama · b2 negres peó · e2 blanques rei · h2 negres rei | e6 blanques dama · f4 negres dama · b2 negres peó · e2 blanques rei · h2 negres rei | e6 blanques dama · f4 negres dama · b2 negres peó · e2 blanques rei · h2 negres rei | e6 blanques dama · f4 negres dama · b2 negres peó · e2 blanques rei · h2 negres rei | e6 blanques dama · f4 negres dama · b2 negres peó · e2 blanques rei · h2 negres rei | e6 blanques dama · f4 negres dama · b2 negres peó · e2 blanques rei · h2 negres rei | e6 blanques dama · f4 negres dama · b2 negres peó · e2 blanques rei · h2 negres rei | 1 |
|   | a                                                                                   | b                                                                                   | c                                                                                   | d                                                                                   | e                                                                                   | f                                                                                   | g                                                                                   | h                                                                                   |   |

A la posició de l'esquerra (essent el torn de les blanques), les negres amenacen de capturar el peó blanc, i promocionar a dama provocaria un ofegat. Només 1.g8(T)! guanya.
La posició de la dreta es va produir el 2006 en una partida del Campionat d'escacs d'Irlanda. També aquí, una promoció a dama permetria un ofegat: 70...b1(D)?? 71.Dh3+! Rxh3 ofegat i taules. En canvi, la partida va finalitzar 70...b1(T)! 0-1
|   | a                                                                                        | b                                                                                        | c                                                                                        | d                                                                                        | e                                                                                        | f                                                                                        | g                                                                                        | h                                                                                        |   |
| 8 | a8 negres rei · b8 negres alfil · c7 blanques peó · a6 blanques rei · c5 blanques cavall | a8 negres rei · b8 negres alfil · c7 blanques peó · a6 blanques rei · c5 blanques cavall | a8 negres rei · b8 negres alfil · c7 blanques peó · a6 blanques rei · c5 blanques cavall | a8 negres rei · b8 negres alfil · c7 blanques peó · a6 blanques rei · c5 blanques cavall | a8 negres rei · b8 negres alfil · c7 blanques peó · a6 blanques rei · c5 blanques cavall | a8 negres rei · b8 negres alfil · c7 blanques peó · a6 blanques rei · c5 blanques cavall | a8 negres rei · b8 negres alfil · c7 blanques peó · a6 blanques rei · c5 blanques cavall | a8 negres rei · b8 negres alfil · c7 blanques peó · a6 blanques rei · c5 blanques cavall | 8 |
| 7 | a8 negres rei · b8 negres alfil · c7 blanques peó · a6 blanques rei · c5 blanques cavall | a8 negres rei · b8 negres alfil · c7 blanques peó · a6 blanques rei · c5 blanques cavall | a8 negres rei · b8 negres alfil · c7 blanques peó · a6 blanques rei · c5 blanques cavall | a8 negres rei · b8 negres alfil · c7 blanques peó · a6 blanques rei · c5 blanques cavall | a8 negres rei · b8 negres alfil · c7 blanques peó · a6 blanques rei · c5 blanques cavall | a8 negres rei · b8 negres alfil · c7 blanques peó · a6 blanques rei · c5 blanques cavall | a8 negres rei · b8 negres alfil · c7 blanques peó · a6 blanques rei · c5 blanques cavall | a8 negres rei · b8 negres alfil · c7 blanques peó · a6 blanques rei · c5 blanques cavall | 7 |
| 6 | a8 negres rei · b8 negres alfil · c7 blanques peó · a6 blanques rei · c5 blanques cavall | a8 negres rei · b8 negres alfil · c7 blanques peó · a6 blanques rei · c5 blanques cavall | a8 negres rei · b8 negres alfil · c7 blanques peó · a6 blanques rei · c5 blanques cavall | a8 negres rei · b8 negres alfil · c7 blanques peó · a6 blanques rei · c5 blanques cavall | a8 negres rei · b8 negres alfil · c7 blanques peó · a6 blanques rei · c5 blanques cavall | a8 negres rei · b8 negres alfil · c7 blanques peó · a6 blanques rei · c5 blanques cavall | a8 negres rei · b8 negres alfil · c7 blanques peó · a6 blanques rei · c5 blanques cavall | a8 negres rei · b8 negres alfil · c7 blanques peó · a6 blanques rei · c5 blanques cavall | 6 |
| 5 | a8 negres rei · b8 negres alfil · c7 blanques peó · a6 blanques rei · c5 blanques cavall | a8 negres rei · b8 negres alfil · c7 blanques peó · a6 blanques rei · c5 blanques cavall | a8 negres rei · b8 negres alfil · c7 blanques peó · a6 blanques rei · c5 blanques cavall | a8 negres rei · b8 negres alfil · c7 blanques peó · a6 blanques rei · c5 blanques cavall | a8 negres rei · b8 negres alfil · c7 blanques peó · a6 blanques rei · c5 blanques cavall | a8 negres rei · b8 negres alfil · c7 blanques peó · a6 blanques rei · c5 blanques cavall | a8 negres rei · b8 negres alfil · c7 blanques peó · a6 blanques rei · c5 blanques cavall | a8 negres rei · b8 negres alfil · c7 blanques peó · a6 blanques rei · c5 blanques cavall | 5 |
| 4 | a8 negres rei · b8 negres alfil · c7 blanques peó · a6 blanques rei · c5 blanques cavall | a8 negres rei · b8 negres alfil · c7 blanques peó · a6 blanques rei · c5 blanques cavall | a8 negres rei · b8 negres alfil · c7 blanques peó · a6 blanques rei · c5 blanques cavall | a8 negres rei · b8 negres alfil · c7 blanques peó · a6 blanques rei · c5 blanques cavall | a8 negres rei · b8 negres alfil · c7 blanques peó · a6 blanques rei · c5 blanques cavall | a8 negres rei · b8 negres alfil · c7 blanques peó · a6 blanques rei · c5 blanques cavall | a8 negres rei · b8 negres alfil · c7 blanques peó · a6 blanques rei · c5 blanques cavall | a8 negres rei · b8 negres alfil · c7 blanques peó · a6 blanques rei · c5 blanques cavall | 4 |
| 3 | a8 negres rei · b8 negres alfil · c7 blanques peó · a6 blanques rei · c5 blanques cavall | a8 negres rei · b8 negres alfil · c7 blanques peó · a6 blanques rei · c5 blanques cavall | a8 negres rei · b8 negres alfil · c7 blanques peó · a6 blanques rei · c5 blanques cavall | a8 negres rei · b8 negres alfil · c7 blanques peó · a6 blanques rei · c5 blanques cavall | a8 negres rei · b8 negres alfil · c7 blanques peó · a6 blanques rei · c5 blanques cavall | a8 negres rei · b8 negres alfil · c7 blanques peó · a6 blanques rei · c5 blanques cavall | a8 negres rei · b8 negres alfil · c7 blanques peó · a6 blanques rei · c5 blanques cavall | a8 negres rei · b8 negres alfil · c7 blanques peó · a6 blanques rei · c5 blanques cavall | 3 |
| 2 | a8 negres rei · b8 negres alfil · c7 blanques peó · a6 blanques rei · c5 blanques cavall | a8 negres rei · b8 negres alfil · c7 blanques peó · a6 blanques rei · c5 blanques cavall | a8 negres rei · b8 negres alfil · c7 blanques peó · a6 blanques rei · c5 blanques cavall | a8 negres rei · b8 negres alfil · c7 blanques peó · a6 blanques rei · c5 blanques cavall | a8 negres rei · b8 negres alfil · c7 blanques peó · a6 blanques rei · c5 blanques cavall | a8 negres rei · b8 negres alfil · c7 blanques peó · a6 blanques rei · c5 blanques cavall | a8 negres rei · b8 negres alfil · c7 blanques peó · a6 blanques rei · c5 blanques cavall | a8 negres rei · b8 negres alfil · c7 blanques peó · a6 blanques rei · c5 blanques cavall | 2 |
| 1 | a8 negres rei · b8 negres alfil · c7 blanques peó · a6 blanques rei · c5 blanques cavall | a8 negres rei · b8 negres alfil · c7 blanques peó · a6 blanques rei · c5 blanques cavall | a8 negres rei · b8 negres alfil · c7 blanques peó · a6 blanques rei · c5 blanques cavall | a8 negres rei · b8 negres alfil · c7 blanques peó · a6 blanques rei · c5 blanques cavall | a8 negres rei · b8 negres alfil · c7 blanques peó · a6 blanques rei · c5 blanques cavall | a8 negres rei · b8 negres alfil · c7 blanques peó · a6 blanques rei · c5 blanques cavall | a8 negres rei · b8 negres alfil · c7 blanques peó · a6 blanques rei · c5 blanques cavall | a8 negres rei · b8 negres alfil · c7 blanques peó · a6 blanques rei · c5 blanques cavall | 1 |
|   | a                                                                                        | b                                                                                        | c                                                                                        | d                                                                                        | e                                                                                        | f                                                                                        | g                                                                                        | h                                                                                        |   |

A la posició de l'esquerra, la promoció a alfil és l'única jugada guanyadora: 1. c8(A)! A\qualsevol 2. Cd7 A\qualsevol 3. Ab7# 1-0
|   | a | b | c | d | e | f | g | h |   |
| 8 | a8 blanques rei · c8 blanques cavall · g8 negres torre · b7 blanques peó · c7 negres torre · e5 negres rei | a8 blanques rei · c8 blanques cavall · g8 negres torre · b7 blanques peó · c7 negres torre · e5 negres rei | a8 blanques rei · c8 blanques cavall · g8 negres torre · b7 blanques peó · c7 negres torre · e5 negres rei | a8 blanques rei · c8 blanques cavall · g8 negres torre · b7 blanques peó · c7 negres torre · e5 negres rei | a8 blanques rei · c8 blanques cavall · g8 negres torre · b7 blanques peó · c7 negres torre · e5 negres rei | a8 blanques rei · c8 blanques cavall · g8 negres torre · b7 blanques peó · c7 negres torre · e5 negres rei | a8 blanques rei · c8 blanques cavall · g8 negres torre · b7 blanques peó · c7 negres torre · e5 negres rei | a8 blanques rei · c8 blanques cavall · g8 negres torre · b7 blanques peó · c7 negres torre · e5 negres rei | 8 |
| 7 | a8 blanques rei · c8 blanques cavall · g8 negres torre · b7 blanques peó · c7 negres torre · e5 negres rei | a8 blanques rei · c8 blanques cavall · g8 negres torre · b7 blanques peó · c7 negres torre · e5 negres rei | a8 blanques rei · c8 blanques cavall · g8 negres torre · b7 blanques peó · c7 negres torre · e5 negres rei | a8 blanques rei · c8 blanques cavall · g8 negres torre · b7 blanques peó · c7 negres torre · e5 negres rei | a8 blanques rei · c8 blanques cavall · g8 negres torre · b7 blanques peó · c7 negres torre · e5 negres rei | a8 blanques rei · c8 blanques cavall · g8 negres torre · b7 blanques peó · c7 negres torre · e5 negres rei | a8 blanques rei · c8 blanques cavall · g8 negres torre · b7 blanques peó · c7 negres torre · e5 negres rei | a8 blanques rei · c8 blanques cavall · g8 negres torre · b7 blanques peó · c7 negres torre · e5 negres rei | 7 |
| 6 | a8 blanques rei · c8 blanques cavall · g8 negres torre · b7 blanques peó · c7 negres torre · e5 negres rei | a8 blanques rei · c8 blanques cavall · g8 negres torre · b7 blanques peó · c7 negres torre · e5 negres rei | a8 blanques rei · c8 blanques cavall · g8 negres torre · b7 blanques peó · c7 negres torre · e5 negres rei | a8 blanques rei · c8 blanques cavall · g8 negres torre · b7 blanques peó · c7 negres torre · e5 negres rei | a8 blanques rei · c8 blanques cavall · g8 negres torre · b7 blanques peó · c7 negres torre · e5 negres rei | a8 blanques rei · c8 blanques cavall · g8 negres torre · b7 blanques peó · c7 negres torre · e5 negres rei | a8 blanques rei · c8 blanques cavall · g8 negres torre · b7 blanques peó · c7 negres torre · e5 negres rei | a8 blanques rei · c8 blanques cavall · g8 negres torre · b7 blanques peó · c7 negres torre · e5 negres rei | 6 |
| 5 | a8 blanques rei · c8 blanques cavall · g8 negres torre · b7 blanques peó · c7 negres torre · e5 negres rei | a8 blanques rei · c8 blanques cavall · g8 negres torre · b7 blanques peó · c7 negres torre · e5 negres rei | a8 blanques rei · c8 blanques cavall · g8 negres torre · b7 blanques peó · c7 negres torre · e5 negres rei | a8 blanques rei · c8 blanques cavall · g8 negres torre · b7 blanques peó · c7 negres torre · e5 negres rei | a8 blanques rei · c8 blanques cavall · g8 negres torre · b7 blanques peó · c7 negres torre · e5 negres rei | a8 blanques rei · c8 blanques cavall · g8 negres torre · b7 blanques peó · c7 negres torre · e5 negres rei | a8 blanques rei · c8 blanques cavall · g8 negres torre · b7 blanques peó · c7 negres torre · e5 negres rei | a8 blanques rei · c8 blanques cavall · g8 negres torre · b7 blanques peó · c7 negres torre · e5 negres rei | 5 |
| 4 | a8 blanques rei · c8 blanques cavall · g8 negres torre · b7 blanques peó · c7 negres torre · e5 negres rei | a8 blanques rei · c8 blanques cavall · g8 negres torre · b7 blanques peó · c7 negres torre · e5 negres rei | a8 blanques rei · c8 blanques cavall · g8 negres torre · b7 blanques peó · c7 negres torre · e5 negres rei | a8 blanques rei · c8 blanques cavall · g8 negres torre · b7 blanques peó · c7 negres torre · e5 negres rei | a8 blanques rei · c8 blanques cavall · g8 negres torre · b7 blanques peó · c7 negres torre · e5 negres rei | a8 blanques rei · c8 blanques cavall · g8 negres torre · b7 blanques peó · c7 negres torre · e5 negres rei | a8 blanques rei · c8 blanques cavall · g8 negres torre · b7 blanques peó · c7 negres torre · e5 negres rei | a8 blanques rei · c8 blanques cavall · g8 negres torre · b7 blanques peó · c7 negres torre · e5 negres rei | 4 |
| 3 | a8 blanques rei · c8 blanques cavall · g8 negres torre · b7 blanques peó · c7 negres torre · e5 negres rei | a8 blanques rei · c8 blanques cavall · g8 negres torre · b7 blanques peó · c7 negres torre · e5 negres rei | a8 blanques rei · c8 blanques cavall · g8 negres torre · b7 blanques peó · c7 negres torre · e5 negres rei | a8 blanques rei · c8 blanques cavall · g8 negres torre · b7 blanques peó · c7 negres torre · e5 negres rei | a8 blanques rei · c8 blanques cavall · g8 negres torre · b7 blanques peó · c7 negres torre · e5 negres rei | a8 blanques rei · c8 blanques cavall · g8 negres torre · b7 blanques peó · c7 negres torre · e5 negres rei | a8 blanques rei · c8 blanques cavall · g8 negres torre · b7 blanques peó · c7 negres torre · e5 negres rei | a8 blanques rei · c8 blanques cavall · g8 negres torre · b7 blanques peó · c7 negres torre · e5 negres rei | 3 |
| 2 | a8 blanques rei · c8 blanques cavall · g8 negres torre · b7 blanques peó · c7 negres torre · e5 negres rei | a8 blanques rei · c8 blanques cavall · g8 negres torre · b7 blanques peó · c7 negres torre · e5 negres rei | a8 blanques rei · c8 blanques cavall · g8 negres torre · b7 blanques peó · c7 negres torre · e5 negres rei | a8 blanques rei · c8 blanques cavall · g8 negres torre · b7 blanques peó · c7 negres torre · e5 negres rei | a8 blanques rei · c8 blanques cavall · g8 negres torre · b7 blanques peó · c7 negres torre · e5 negres rei | a8 blanques rei · c8 blanques cavall · g8 negres torre · b7 blanques peó · c7 negres torre · e5 negres rei | a8 blanques rei · c8 blanques cavall · g8 negres torre · b7 blanques peó · c7 negres torre · e5 negres rei | a8 blanques rei · c8 blanques cavall · g8 negres torre · b7 blanques peó · c7 negres torre · e5 negres rei | 2 |
| 1 | a8 blanques rei · c8 blanques cavall · g8 negres torre · b7 blanques peó · c7 negres torre · e5 negres rei | a8 blanques rei · c8 blanques cavall · g8 negres torre · b7 blanques peó · c7 negres torre · e5 negres rei | a8 blanques rei · c8 blanques cavall · g8 negres torre · b7 blanques peó · c7 negres torre · e5 negres rei | a8 blanques rei · c8 blanques cavall · g8 negres torre · b7 blanques peó · c7 negres torre · e5 negres rei | a8 blanques rei · c8 blanques cavall · g8 negres torre · b7 blanques peó · c7 negres torre · e5 negres rei | a8 blanques rei · c8 blanques cavall · g8 negres torre · b7 blanques peó · c7 negres torre · e5 negres rei | a8 blanques rei · c8 blanques cavall · g8 negres torre · b7 blanques peó · c7 negres torre · e5 negres rei | a8 blanques rei · c8 blanques cavall · g8 negres torre · b7 blanques peó · c7 negres torre · e5 negres rei | 1 |
|   | a | b | c | d | e | f | g | h |   |

Menys sovint, la promoció menor a un alfil o torre és necessària no per evitar l'ofegat, sinó per induir-lo, i d'aquesta manera salvar unes taules en una posició que en principi és desesperada. A la dreta hi ha un exemple d'un estudi de final de Herman Mattison.
Ambdues jugades de rei perden ràpidament (es poden trobar amb ...Tgg7, per exemple), de manera que cal promocionar el peó. 6.b8D i 6.b8T perden, a causa de la captura a c8, i 6.b8C, que duria a un ofegat en cas de 6...Tgxc8??, perd ràpidament després de 6...Tcxc8. Això deixa només 6.b8D!: com que la torre de c7 està ara clavada, les negres han de perdre-la, cosa que deixaria una posició de taules teòriques, o bé jugar 6...Txc8, que amb un alfil a b8 en lloc d'una torre o una dama, és ofegat.
La promoció menor a cavall o a torre en partides reals és estranya, i a alfil encara més, però en problemes d'escacs compostos, com en el darrer exemple, ocorren més sovint. L'exemple que és potser més famós és la posició de Saavedra. Alguns casos poden ser certament espectaculars: un estudi de Jan Rusinek, per exemple, fa que les blanques promocionin a cavall, a alfil, i a torre, per induir un ofegat. Un Allumwandlung és un problema en què se succeexien les promocions a les queatre possibles peces. Un exemple límit d'això és la Babson task, en què les promocions menors de les negres es troben amb el mateix tipus de promoció de banda de les blanques, essent les promocions menors l'única via per fer mat a les negres en el nombre de jugades estipulat.
|   | a | b | c | d | e | f | g | h |   |
| 8 | e8 blanques dama · a7 blanques peó · b7 negres dama · g7 negres peó · h7 negres rei · f6 negres peó · h6 negres peó · f5 blanques peó · h5 blanques rei · g4 blanques peó · h4 blanques peó | e8 blanques dama · a7 blanques peó · b7 negres dama · g7 negres peó · h7 negres rei · f6 negres peó · h6 negres peó · f5 blanques peó · h5 blanques rei · g4 blanques peó · h4 blanques peó | e8 blanques dama · a7 blanques peó · b7 negres dama · g7 negres peó · h7 negres rei · f6 negres peó · h6 negres peó · f5 blanques peó · h5 blanques rei · g4 blanques peó · h4 blanques peó | e8 blanques dama · a7 blanques peó · b7 negres dama · g7 negres peó · h7 negres rei · f6 negres peó · h6 negres peó · f5 blanques peó · h5 blanques rei · g4 blanques peó · h4 blanques peó | e8 blanques dama · a7 blanques peó · b7 negres dama · g7 negres peó · h7 negres rei · f6 negres peó · h6 negres peó · f5 blanques peó · h5 blanques rei · g4 blanques peó · h4 blanques peó | e8 blanques dama · a7 blanques peó · b7 negres dama · g7 negres peó · h7 negres rei · f6 negres peó · h6 negres peó · f5 blanques peó · h5 blanques rei · g4 blanques peó · h4 blanques peó | e8 blanques dama · a7 blanques peó · b7 negres dama · g7 negres peó · h7 negres rei · f6 negres peó · h6 negres peó · f5 blanques peó · h5 blanques rei · g4 blanques peó · h4 blanques peó | e8 blanques dama · a7 blanques peó · b7 negres dama · g7 negres peó · h7 negres rei · f6 negres peó · h6 negres peó · f5 blanques peó · h5 blanques rei · g4 blanques peó · h4 blanques peó | 8 |
| 7 | e8 blanques dama · a7 blanques peó · b7 negres dama · g7 negres peó · h7 negres rei · f6 negres peó · h6 negres peó · f5 blanques peó · h5 blanques rei · g4 blanques peó · h4 blanques peó | e8 blanques dama · a7 blanques peó · b7 negres dama · g7 negres peó · h7 negres rei · f6 negres peó · h6 negres peó · f5 blanques peó · h5 blanques rei · g4 blanques peó · h4 blanques peó | e8 blanques dama · a7 blanques peó · b7 negres dama · g7 negres peó · h7 negres rei · f6 negres peó · h6 negres peó · f5 blanques peó · h5 blanques rei · g4 blanques peó · h4 blanques peó | e8 blanques dama · a7 blanques peó · b7 negres dama · g7 negres peó · h7 negres rei · f6 negres peó · h6 negres peó · f5 blanques peó · h5 blanques rei · g4 blanques peó · h4 blanques peó | e8 blanques dama · a7 blanques peó · b7 negres dama · g7 negres peó · h7 negres rei · f6 negres peó · h6 negres peó · f5 blanques peó · h5 blanques rei · g4 blanques peó · h4 blanques peó | e8 blanques dama · a7 blanques peó · b7 negres dama · g7 negres peó · h7 negres rei · f6 negres peó · h6 negres peó · f5 blanques peó · h5 blanques rei · g4 blanques peó · h4 blanques peó | e8 blanques dama · a7 blanques peó · b7 negres dama · g7 negres peó · h7 negres rei · f6 negres peó · h6 negres peó · f5 blanques peó · h5 blanques rei · g4 blanques peó · h4 blanques peó | e8 blanques dama · a7 blanques peó · b7 negres dama · g7 negres peó · h7 negres rei · f6 negres peó · h6 negres peó · f5 blanques peó · h5 blanques rei · g4 blanques peó · h4 blanques peó | 7 |
| 6 | e8 blanques dama · a7 blanques peó · b7 negres dama · g7 negres peó · h7 negres rei · f6 negres peó · h6 negres peó · f5 blanques peó · h5 blanques rei · g4 blanques peó · h4 blanques peó | e8 blanques dama · a7 blanques peó · b7 negres dama · g7 negres peó · h7 negres rei · f6 negres peó · h6 negres peó · f5 blanques peó · h5 blanques rei · g4 blanques peó · h4 blanques peó | e8 blanques dama · a7 blanques peó · b7 negres dama · g7 negres peó · h7 negres rei · f6 negres peó · h6 negres peó · f5 blanques peó · h5 blanques rei · g4 blanques peó · h4 blanques peó | e8 blanques dama · a7 blanques peó · b7 negres dama · g7 negres peó · h7 negres rei · f6 negres peó · h6 negres peó · f5 blanques peó · h5 blanques rei · g4 blanques peó · h4 blanques peó | e8 blanques dama · a7 blanques peó · b7 negres dama · g7 negres peó · h7 negres rei · f6 negres peó · h6 negres peó · f5 blanques peó · h5 blanques rei · g4 blanques peó · h4 blanques peó | e8 blanques dama · a7 blanques peó · b7 negres dama · g7 negres peó · h7 negres rei · f6 negres peó · h6 negres peó · f5 blanques peó · h5 blanques rei · g4 blanques peó · h4 blanques peó | e8 blanques dama · a7 blanques peó · b7 negres dama · g7 negres peó · h7 negres rei · f6 negres peó · h6 negres peó · f5 blanques peó · h5 blanques rei · g4 blanques peó · h4 blanques peó | e8 blanques dama · a7 blanques peó · b7 negres dama · g7 negres peó · h7 negres rei · f6 negres peó · h6 negres peó · f5 blanques peó · h5 blanques rei · g4 blanques peó · h4 blanques peó | 6 |
| 5 | e8 blanques dama · a7 blanques peó · b7 negres dama · g7 negres peó · h7 negres rei · f6 negres peó · h6 negres peó · f5 blanques peó · h5 blanques rei · g4 blanques peó · h4 blanques peó | e8 blanques dama · a7 blanques peó · b7 negres dama · g7 negres peó · h7 negres rei · f6 negres peó · h6 negres peó · f5 blanques peó · h5 blanques rei · g4 blanques peó · h4 blanques peó | e8 blanques dama · a7 blanques peó · b7 negres dama · g7 negres peó · h7 negres rei · f6 negres peó · h6 negres peó · f5 blanques peó · h5 blanques rei · g4 blanques peó · h4 blanques peó | e8 blanques dama · a7 blanques peó · b7 negres dama · g7 negres peó · h7 negres rei · f6 negres peó · h6 negres peó · f5 blanques peó · h5 blanques rei · g4 blanques peó · h4 blanques peó | e8 blanques dama · a7 blanques peó · b7 negres dama · g7 negres peó · h7 negres rei · f6 negres peó · h6 negres peó · f5 blanques peó · h5 blanques rei · g4 blanques peó · h4 blanques peó | e8 blanques dama · a7 blanques peó · b7 negres dama · g7 negres peó · h7 negres rei · f6 negres peó · h6 negres peó · f5 blanques peó · h5 blanques rei · g4 blanques peó · h4 blanques peó | e8 blanques dama · a7 blanques peó · b7 negres dama · g7 negres peó · h7 negres rei · f6 negres peó · h6 negres peó · f5 blanques peó · h5 blanques rei · g4 blanques peó · h4 blanques peó | e8 blanques dama · a7 blanques peó · b7 negres dama · g7 negres peó · h7 negres rei · f6 negres peó · h6 negres peó · f5 blanques peó · h5 blanques rei · g4 blanques peó · h4 blanques peó | 5 |
| 4 | e8 blanques dama · a7 blanques peó · b7 negres dama · g7 negres peó · h7 negres rei · f6 negres peó · h6 negres peó · f5 blanques peó · h5 blanques rei · g4 blanques peó · h4 blanques peó | e8 blanques dama · a7 blanques peó · b7 negres dama · g7 negres peó · h7 negres rei · f6 negres peó · h6 negres peó · f5 blanques peó · h5 blanques rei · g4 blanques peó · h4 blanques peó | e8 blanques dama · a7 blanques peó · b7 negres dama · g7 negres peó · h7 negres rei · f6 negres peó · h6 negres peó · f5 blanques peó · h5 blanques rei · g4 blanques peó · h4 blanques peó | e8 blanques dama · a7 blanques peó · b7 negres dama · g7 negres peó · h7 negres rei · f6 negres peó · h6 negres peó · f5 blanques peó · h5 blanques rei · g4 blanques peó · h4 blanques peó | e8 blanques dama · a7 blanques peó · b7 negres dama · g7 negres peó · h7 negres rei · f6 negres peó · h6 negres peó · f5 blanques peó · h5 blanques rei · g4 blanques peó · h4 blanques peó | e8 blanques dama · a7 blanques peó · b7 negres dama · g7 negres peó · h7 negres rei · f6 negres peó · h6 negres peó · f5 blanques peó · h5 blanques rei · g4 blanques peó · h4 blanques peó | e8 blanques dama · a7 blanques peó · b7 negres dama · g7 negres peó · h7 negres rei · f6 negres peó · h6 negres peó · f5 blanques peó · h5 blanques rei · g4 blanques peó · h4 blanques peó | e8 blanques dama · a7 blanques peó · b7 negres dama · g7 negres peó · h7 negres rei · f6 negres peó · h6 negres peó · f5 blanques peó · h5 blanques rei · g4 blanques peó · h4 blanques peó | 4 |
| 3 | e8 blanques dama · a7 blanques peó · b7 negres dama · g7 negres peó · h7 negres rei · f6 negres peó · h6 negres peó · f5 blanques peó · h5 blanques rei · g4 blanques peó · h4 blanques peó | e8 blanques dama · a7 blanques peó · b7 negres dama · g7 negres peó · h7 negres rei · f6 negres peó · h6 negres peó · f5 blanques peó · h5 blanques rei · g4 blanques peó · h4 blanques peó | e8 blanques dama · a7 blanques peó · b7 negres dama · g7 negres peó · h7 negres rei · f6 negres peó · h6 negres peó · f5 blanques peó · h5 blanques rei · g4 blanques peó · h4 blanques peó | e8 blanques dama · a7 blanques peó · b7 negres dama · g7 negres peó · h7 negres rei · f6 negres peó · h6 negres peó · f5 blanques peó · h5 blanques rei · g4 blanques peó · h4 blanques peó | e8 blanques dama · a7 blanques peó · b7 negres dama · g7 negres peó · h7 negres rei · f6 negres peó · h6 negres peó · f5 blanques peó · h5 blanques rei · g4 blanques peó · h4 blanques peó | e8 blanques dama · a7 blanques peó · b7 negres dama · g7 negres peó · h7 negres rei · f6 negres peó · h6 negres peó · f5 blanques peó · h5 blanques rei · g4 blanques peó · h4 blanques peó | e8 blanques dama · a7 blanques peó · b7 negres dama · g7 negres peó · h7 negres rei · f6 negres peó · h6 negres peó · f5 blanques peó · h5 blanques rei · g4 blanques peó · h4 blanques peó | e8 blanques dama · a7 blanques peó · b7 negres dama · g7 negres peó · h7 negres rei · f6 negres peó · h6 negres peó · f5 blanques peó · h5 blanques rei · g4 blanques peó · h4 blanques peó | 3 |
| 2 | e8 blanques dama · a7 blanques peó · b7 negres dama · g7 negres peó · h7 negres rei · f6 negres peó · h6 negres peó · f5 blanques peó · h5 blanques rei · g4 blanques peó · h4 blanques peó | e8 blanques dama · a7 blanques peó · b7 negres dama · g7 negres peó · h7 negres rei · f6 negres peó · h6 negres peó · f5 blanques peó · h5 blanques rei · g4 blanques peó · h4 blanques peó | e8 blanques dama · a7 blanques peó · b7 negres dama · g7 negres peó · h7 negres rei · f6 negres peó · h6 negres peó · f5 blanques peó · h5 blanques rei · g4 blanques peó · h4 blanques peó | e8 blanques dama · a7 blanques peó · b7 negres dama · g7 negres peó · h7 negres rei · f6 negres peó · h6 negres peó · f5 blanques peó · h5 blanques rei · g4 blanques peó · h4 blanques peó | e8 blanques dama · a7 blanques peó · b7 negres dama · g7 negres peó · h7 negres rei · f6 negres peó · h6 negres peó · f5 blanques peó · h5 blanques rei · g4 blanques peó · h4 blanques peó | e8 blanques dama · a7 blanques peó · b7 negres dama · g7 negres peó · h7 negres rei · f6 negres peó · h6 negres peó · f5 blanques peó · h5 blanques rei · g4 blanques peó · h4 blanques peó | e8 blanques dama · a7 blanques peó · b7 negres dama · g7 negres peó · h7 negres rei · f6 negres peó · h6 negres peó · f5 blanques peó · h5 blanques rei · g4 blanques peó · h4 blanques peó | e8 blanques dama · a7 blanques peó · b7 negres dama · g7 negres peó · h7 negres rei · f6 negres peó · h6 negres peó · f5 blanques peó · h5 blanques rei · g4 blanques peó · h4 blanques peó | 2 |
| 1 | e8 blanques dama · a7 blanques peó · b7 negres dama · g7 negres peó · h7 negres rei · f6 negres peó · h6 negres peó · f5 blanques peó · h5 blanques rei · g4 blanques peó · h4 blanques peó | e8 blanques dama · a7 blanques peó · b7 negres dama · g7 negres peó · h7 negres rei · f6 negres peó · h6 negres peó · f5 blanques peó · h5 blanques rei · g4 blanques peó · h4 blanques peó | e8 blanques dama · a7 blanques peó · b7 negres dama · g7 negres peó · h7 negres rei · f6 negres peó · h6 negres peó · f5 blanques peó · h5 blanques rei · g4 blanques peó · h4 blanques peó | e8 blanques dama · a7 blanques peó · b7 negres dama · g7 negres peó · h7 negres rei · f6 negres peó · h6 negres peó · f5 blanques peó · h5 blanques rei · g4 blanques peó · h4 blanques peó | e8 blanques dama · a7 blanques peó · b7 negres dama · g7 negres peó · h7 negres rei · f6 negres peó · h6 negres peó · f5 blanques peó · h5 blanques rei · g4 blanques peó · h4 blanques peó | e8 blanques dama · a7 blanques peó · b7 negres dama · g7 negres peó · h7 negres rei · f6 negres peó · h6 negres peó · f5 blanques peó · h5 blanques rei · g4 blanques peó · h4 blanques peó | e8 blanques dama · a7 blanques peó · b7 negres dama · g7 negres peó · h7 negres rei · f6 negres peó · h6 negres peó · f5 blanques peó · h5 blanques rei · g4 blanques peó · h4 blanques peó | e8 blanques dama · a7 blanques peó · b7 negres dama · g7 negres peó · h7 negres rei · f6 negres peó · h6 negres peó · f5 blanques peó · h5 blanques rei · g4 blanques peó · h4 blanques peó | 1 |
|   | a | b | c | d | e | f | g | h |   |

A la partida de 1972 entre Aron Reshko i Oleg Kaminsky, la promoció a dama o a torre permetria 1...Df7+!! 2.Dxf7 ofegat. Les blanques podrien promocionar a cavall, però això no seria suficient per guanyar (Soltis 1978:34–35). Les blanques guanyen després de:
1.a8(A)! Db3
2.Dd7 2.Ac6 Da2 3.Ad7 Dg8 4.Dxg8+ Rxg8 5.Rg6 també guanya (Müller & Pajeken 2008:219–20)
2...Dg8
3.Ad5 Df8
4.Af7 Rh8
5.De8 Dxe8
6.Axe8 Rh7
7.Af7 Rh8 les negres estan en zugzwang durant dues jugades.
8.Rg6 h5
9.Rxh5 1-0
A la partida real, les blanques varen promocionar a cavall, i varen guanyar a causa d'un error de les negres (Müller & Pajeken 2008:219–20).

### Promocions menors no significatives
|   | a | b | c | d | e | f | g | h |   |
| 8 | c8 negres rei · h8 negres torre · c7 negres peó · g7 negres peó · h7 negres peó · b6 negres peó · e5 negres peó · f5 negres peó · b4 blanques dama · f3 blanques peó · g3 blanques peó · a2 blanques peó · c2 blanques peó · e2 negres peó · f2 blanques rei · h2 blanques peó · b1 blanques torre · d1 negres torre | c8 negres rei · h8 negres torre · c7 negres peó · g7 negres peó · h7 negres peó · b6 negres peó · e5 negres peó · f5 negres peó · b4 blanques dama · f3 blanques peó · g3 blanques peó · a2 blanques peó · c2 blanques peó · e2 negres peó · f2 blanques rei · h2 blanques peó · b1 blanques torre · d1 negres torre | c8 negres rei · h8 negres torre · c7 negres peó · g7 negres peó · h7 negres peó · b6 negres peó · e5 negres peó · f5 negres peó · b4 blanques dama · f3 blanques peó · g3 blanques peó · a2 blanques peó · c2 blanques peó · e2 negres peó · f2 blanques rei · h2 blanques peó · b1 blanques torre · d1 negres torre | c8 negres rei · h8 negres torre · c7 negres peó · g7 negres peó · h7 negres peó · b6 negres peó · e5 negres peó · f5 negres peó · b4 blanques dama · f3 blanques peó · g3 blanques peó · a2 blanques peó · c2 blanques peó · e2 negres peó · f2 blanques rei · h2 blanques peó · b1 blanques torre · d1 negres torre | c8 negres rei · h8 negres torre · c7 negres peó · g7 negres peó · h7 negres peó · b6 negres peó · e5 negres peó · f5 negres peó · b4 blanques dama · f3 blanques peó · g3 blanques peó · a2 blanques peó · c2 blanques peó · e2 negres peó · f2 blanques rei · h2 blanques peó · b1 blanques torre · d1 negres torre | c8 negres rei · h8 negres torre · c7 negres peó · g7 negres peó · h7 negres peó · b6 negres peó · e5 negres peó · f5 negres peó · b4 blanques dama · f3 blanques peó · g3 blanques peó · a2 blanques peó · c2 blanques peó · e2 negres peó · f2 blanques rei · h2 blanques peó · b1 blanques torre · d1 negres torre | c8 negres rei · h8 negres torre · c7 negres peó · g7 negres peó · h7 negres peó · b6 negres peó · e5 negres peó · f5 negres peó · b4 blanques dama · f3 blanques peó · g3 blanques peó · a2 blanques peó · c2 blanques peó · e2 negres peó · f2 blanques rei · h2 blanques peó · b1 blanques torre · d1 negres torre | c8 negres rei · h8 negres torre · c7 negres peó · g7 negres peó · h7 negres peó · b6 negres peó · e5 negres peó · f5 negres peó · b4 blanques dama · f3 blanques peó · g3 blanques peó · a2 blanques peó · c2 blanques peó · e2 negres peó · f2 blanques rei · h2 blanques peó · b1 blanques torre · d1 negres torre | 8 |
| 7 | c8 negres rei · h8 negres torre · c7 negres peó · g7 negres peó · h7 negres peó · b6 negres peó · e5 negres peó · f5 negres peó · b4 blanques dama · f3 blanques peó · g3 blanques peó · a2 blanques peó · c2 blanques peó · e2 negres peó · f2 blanques rei · h2 blanques peó · b1 blanques torre · d1 negres torre | c8 negres rei · h8 negres torre · c7 negres peó · g7 negres peó · h7 negres peó · b6 negres peó · e5 negres peó · f5 negres peó · b4 blanques dama · f3 blanques peó · g3 blanques peó · a2 blanques peó · c2 blanques peó · e2 negres peó · f2 blanques rei · h2 blanques peó · b1 blanques torre · d1 negres torre | c8 negres rei · h8 negres torre · c7 negres peó · g7 negres peó · h7 negres peó · b6 negres peó · e5 negres peó · f5 negres peó · b4 blanques dama · f3 blanques peó · g3 blanques peó · a2 blanques peó · c2 blanques peó · e2 negres peó · f2 blanques rei · h2 blanques peó · b1 blanques torre · d1 negres torre | c8 negres rei · h8 negres torre · c7 negres peó · g7 negres peó · h7 negres peó · b6 negres peó · e5 negres peó · f5 negres peó · b4 blanques dama · f3 blanques peó · g3 blanques peó · a2 blanques peó · c2 blanques peó · e2 negres peó · f2 blanques rei · h2 blanques peó · b1 blanques torre · d1 negres torre | c8 negres rei · h8 negres torre · c7 negres peó · g7 negres peó · h7 negres peó · b6 negres peó · e5 negres peó · f5 negres peó · b4 blanques dama · f3 blanques peó · g3 blanques peó · a2 blanques peó · c2 blanques peó · e2 negres peó · f2 blanques rei · h2 blanques peó · b1 blanques torre · d1 negres torre | c8 negres rei · h8 negres torre · c7 negres peó · g7 negres peó · h7 negres peó · b6 negres peó · e5 negres peó · f5 negres peó · b4 blanques dama · f3 blanques peó · g3 blanques peó · a2 blanques peó · c2 blanques peó · e2 negres peó · f2 blanques rei · h2 blanques peó · b1 blanques torre · d1 negres torre | c8 negres rei · h8 negres torre · c7 negres peó · g7 negres peó · h7 negres peó · b6 negres peó · e5 negres peó · f5 negres peó · b4 blanques dama · f3 blanques peó · g3 blanques peó · a2 blanques peó · c2 blanques peó · e2 negres peó · f2 blanques rei · h2 blanques peó · b1 blanques torre · d1 negres torre | c8 negres rei · h8 negres torre · c7 negres peó · g7 negres peó · h7 negres peó · b6 negres peó · e5 negres peó · f5 negres peó · b4 blanques dama · f3 blanques peó · g3 blanques peó · a2 blanques peó · c2 blanques peó · e2 negres peó · f2 blanques rei · h2 blanques peó · b1 blanques torre · d1 negres torre | 7 |
| 6 | c8 negres rei · h8 negres torre · c7 negres peó · g7 negres peó · h7 negres peó · b6 negres peó · e5 negres peó · f5 negres peó · b4 blanques dama · f3 blanques peó · g3 blanques peó · a2 blanques peó · c2 blanques peó · e2 negres peó · f2 blanques rei · h2 blanques peó · b1 blanques torre · d1 negres torre | c8 negres rei · h8 negres torre · c7 negres peó · g7 negres peó · h7 negres peó · b6 negres peó · e5 negres peó · f5 negres peó · b4 blanques dama · f3 blanques peó · g3 blanques peó · a2 blanques peó · c2 blanques peó · e2 negres peó · f2 blanques rei · h2 blanques peó · b1 blanques torre · d1 negres torre | c8 negres rei · h8 negres torre · c7 negres peó · g7 negres peó · h7 negres peó · b6 negres peó · e5 negres peó · f5 negres peó · b4 blanques dama · f3 blanques peó · g3 blanques peó · a2 blanques peó · c2 blanques peó · e2 negres peó · f2 blanques rei · h2 blanques peó · b1 blanques torre · d1 negres torre | c8 negres rei · h8 negres torre · c7 negres peó · g7 negres peó · h7 negres peó · b6 negres peó · e5 negres peó · f5 negres peó · b4 blanques dama · f3 blanques peó · g3 blanques peó · a2 blanques peó · c2 blanques peó · e2 negres peó · f2 blanques rei · h2 blanques peó · b1 blanques torre · d1 negres torre | c8 negres rei · h8 negres torre · c7 negres peó · g7 negres peó · h7 negres peó · b6 negres peó · e5 negres peó · f5 negres peó · b4 blanques dama · f3 blanques peó · g3 blanques peó · a2 blanques peó · c2 blanques peó · e2 negres peó · f2 blanques rei · h2 blanques peó · b1 blanques torre · d1 negres torre | c8 negres rei · h8 negres torre · c7 negres peó · g7 negres peó · h7 negres peó · b6 negres peó · e5 negres peó · f5 negres peó · b4 blanques dama · f3 blanques peó · g3 blanques peó · a2 blanques peó · c2 blanques peó · e2 negres peó · f2 blanques rei · h2 blanques peó · b1 blanques torre · d1 negres torre | c8 negres rei · h8 negres torre · c7 negres peó · g7 negres peó · h7 negres peó · b6 negres peó · e5 negres peó · f5 negres peó · b4 blanques dama · f3 blanques peó · g3 blanques peó · a2 blanques peó · c2 blanques peó · e2 negres peó · f2 blanques rei · h2 blanques peó · b1 blanques torre · d1 negres torre | c8 negres rei · h8 negres torre · c7 negres peó · g7 negres peó · h7 negres peó · b6 negres peó · e5 negres peó · f5 negres peó · b4 blanques dama · f3 blanques peó · g3 blanques peó · a2 blanques peó · c2 blanques peó · e2 negres peó · f2 blanques rei · h2 blanques peó · b1 blanques torre · d1 negres torre | 6 |
| 5 | c8 negres rei · h8 negres torre · c7 negres peó · g7 negres peó · h7 negres peó · b6 negres peó · e5 negres peó · f5 negres peó · b4 blanques dama · f3 blanques peó · g3 blanques peó · a2 blanques peó · c2 blanques peó · e2 negres peó · f2 blanques rei · h2 blanques peó · b1 blanques torre · d1 negres torre | c8 negres rei · h8 negres torre · c7 negres peó · g7 negres peó · h7 negres peó · b6 negres peó · e5 negres peó · f5 negres peó · b4 blanques dama · f3 blanques peó · g3 blanques peó · a2 blanques peó · c2 blanques peó · e2 negres peó · f2 blanques rei · h2 blanques peó · b1 blanques torre · d1 negres torre | c8 negres rei · h8 negres torre · c7 negres peó · g7 negres peó · h7 negres peó · b6 negres peó · e5 negres peó · f5 negres peó · b4 blanques dama · f3 blanques peó · g3 blanques peó · a2 blanques peó · c2 blanques peó · e2 negres peó · f2 blanques rei · h2 blanques peó · b1 blanques torre · d1 negres torre | c8 negres rei · h8 negres torre · c7 negres peó · g7 negres peó · h7 negres peó · b6 negres peó · e5 negres peó · f5 negres peó · b4 blanques dama · f3 blanques peó · g3 blanques peó · a2 blanques peó · c2 blanques peó · e2 negres peó · f2 blanques rei · h2 blanques peó · b1 blanques torre · d1 negres torre | c8 negres rei · h8 negres torre · c7 negres peó · g7 negres peó · h7 negres peó · b6 negres peó · e5 negres peó · f5 negres peó · b4 blanques dama · f3 blanques peó · g3 blanques peó · a2 blanques peó · c2 blanques peó · e2 negres peó · f2 blanques rei · h2 blanques peó · b1 blanques torre · d1 negres torre | c8 negres rei · h8 negres torre · c7 negres peó · g7 negres peó · h7 negres peó · b6 negres peó · e5 negres peó · f5 negres peó · b4 blanques dama · f3 blanques peó · g3 blanques peó · a2 blanques peó · c2 blanques peó · e2 negres peó · f2 blanques rei · h2 blanques peó · b1 blanques torre · d1 negres torre | c8 negres rei · h8 negres torre · c7 negres peó · g7 negres peó · h7 negres peó · b6 negres peó · e5 negres peó · f5 negres peó · b4 blanques dama · f3 blanques peó · g3 blanques peó · a2 blanques peó · c2 blanques peó · e2 negres peó · f2 blanques rei · h2 blanques peó · b1 blanques torre · d1 negres torre | c8 negres rei · h8 negres torre · c7 negres peó · g7 negres peó · h7 negres peó · b6 negres peó · e5 negres peó · f5 negres peó · b4 blanques dama · f3 blanques peó · g3 blanques peó · a2 blanques peó · c2 blanques peó · e2 negres peó · f2 blanques rei · h2 blanques peó · b1 blanques torre · d1 negres torre | 5 |
| 4 | c8 negres rei · h8 negres torre · c7 negres peó · g7 negres peó · h7 negres peó · b6 negres peó · e5 negres peó · f5 negres peó · b4 blanques dama · f3 blanques peó · g3 blanques peó · a2 blanques peó · c2 blanques peó · e2 negres peó · f2 blanques rei · h2 blanques peó · b1 blanques torre · d1 negres torre | c8 negres rei · h8 negres torre · c7 negres peó · g7 negres peó · h7 negres peó · b6 negres peó · e5 negres peó · f5 negres peó · b4 blanques dama · f3 blanques peó · g3 blanques peó · a2 blanques peó · c2 blanques peó · e2 negres peó · f2 blanques rei · h2 blanques peó · b1 blanques torre · d1 negres torre | c8 negres rei · h8 negres torre · c7 negres peó · g7 negres peó · h7 negres peó · b6 negres peó · e5 negres peó · f5 negres peó · b4 blanques dama · f3 blanques peó · g3 blanques peó · a2 blanques peó · c2 blanques peó · e2 negres peó · f2 blanques rei · h2 blanques peó · b1 blanques torre · d1 negres torre | c8 negres rei · h8 negres torre · c7 negres peó · g7 negres peó · h7 negres peó · b6 negres peó · e5 negres peó · f5 negres peó · b4 blanques dama · f3 blanques peó · g3 blanques peó · a2 blanques peó · c2 blanques peó · e2 negres peó · f2 blanques rei · h2 blanques peó · b1 blanques torre · d1 negres torre | c8 negres rei · h8 negres torre · c7 negres peó · g7 negres peó · h7 negres peó · b6 negres peó · e5 negres peó · f5 negres peó · b4 blanques dama · f3 blanques peó · g3 blanques peó · a2 blanques peó · c2 blanques peó · e2 negres peó · f2 blanques rei · h2 blanques peó · b1 blanques torre · d1 negres torre | c8 negres rei · h8 negres torre · c7 negres peó · g7 negres peó · h7 negres peó · b6 negres peó · e5 negres peó · f5 negres peó · b4 blanques dama · f3 blanques peó · g3 blanques peó · a2 blanques peó · c2 blanques peó · e2 negres peó · f2 blanques rei · h2 blanques peó · b1 blanques torre · d1 negres torre | c8 negres rei · h8 negres torre · c7 negres peó · g7 negres peó · h7 negres peó · b6 negres peó · e5 negres peó · f5 negres peó · b4 blanques dama · f3 blanques peó · g3 blanques peó · a2 blanques peó · c2 blanques peó · e2 negres peó · f2 blanques rei · h2 blanques peó · b1 blanques torre · d1 negres torre | c8 negres rei · h8 negres torre · c7 negres peó · g7 negres peó · h7 negres peó · b6 negres peó · e5 negres peó · f5 negres peó · b4 blanques dama · f3 blanques peó · g3 blanques peó · a2 blanques peó · c2 blanques peó · e2 negres peó · f2 blanques rei · h2 blanques peó · b1 blanques torre · d1 negres torre | 4 |
| 3 | c8 negres rei · h8 negres torre · c7 negres peó · g7 negres peó · h7 negres peó · b6 negres peó · e5 negres peó · f5 negres peó · b4 blanques dama · f3 blanques peó · g3 blanques peó · a2 blanques peó · c2 blanques peó · e2 negres peó · f2 blanques rei · h2 blanques peó · b1 blanques torre · d1 negres torre | c8 negres rei · h8 negres torre · c7 negres peó · g7 negres peó · h7 negres peó · b6 negres peó · e5 negres peó · f5 negres peó · b4 blanques dama · f3 blanques peó · g3 blanques peó · a2 blanques peó · c2 blanques peó · e2 negres peó · f2 blanques rei · h2 blanques peó · b1 blanques torre · d1 negres torre | c8 negres rei · h8 negres torre · c7 negres peó · g7 negres peó · h7 negres peó · b6 negres peó · e5 negres peó · f5 negres peó · b4 blanques dama · f3 blanques peó · g3 blanques peó · a2 blanques peó · c2 blanques peó · e2 negres peó · f2 blanques rei · h2 blanques peó · b1 blanques torre · d1 negres torre | c8 negres rei · h8 negres torre · c7 negres peó · g7 negres peó · h7 negres peó · b6 negres peó · e5 negres peó · f5 negres peó · b4 blanques dama · f3 blanques peó · g3 blanques peó · a2 blanques peó · c2 blanques peó · e2 negres peó · f2 blanques rei · h2 blanques peó · b1 blanques torre · d1 negres torre | c8 negres rei · h8 negres torre · c7 negres peó · g7 negres peó · h7 negres peó · b6 negres peó · e5 negres peó · f5 negres peó · b4 blanques dama · f3 blanques peó · g3 blanques peó · a2 blanques peó · c2 blanques peó · e2 negres peó · f2 blanques rei · h2 blanques peó · b1 blanques torre · d1 negres torre | c8 negres rei · h8 negres torre · c7 negres peó · g7 negres peó · h7 negres peó · b6 negres peó · e5 negres peó · f5 negres peó · b4 blanques dama · f3 blanques peó · g3 blanques peó · a2 blanques peó · c2 blanques peó · e2 negres peó · f2 blanques rei · h2 blanques peó · b1 blanques torre · d1 negres torre | c8 negres rei · h8 negres torre · c7 negres peó · g7 negres peó · h7 negres peó · b6 negres peó · e5 negres peó · f5 negres peó · b4 blanques dama · f3 blanques peó · g3 blanques peó · a2 blanques peó · c2 blanques peó · e2 negres peó · f2 blanques rei · h2 blanques peó · b1 blanques torre · d1 negres torre | c8 negres rei · h8 negres torre · c7 negres peó · g7 negres peó · h7 negres peó · b6 negres peó · e5 negres peó · f5 negres peó · b4 blanques dama · f3 blanques peó · g3 blanques peó · a2 blanques peó · c2 blanques peó · e2 negres peó · f2 blanques rei · h2 blanques peó · b1 blanques torre · d1 negres torre | 3 |
| 2 | c8 negres rei · h8 negres torre · c7 negres peó · g7 negres peó · h7 negres peó · b6 negres peó · e5 negres peó · f5 negres peó · b4 blanques dama · f3 blanques peó · g3 blanques peó · a2 blanques peó · c2 blanques peó · e2 negres peó · f2 blanques rei · h2 blanques peó · b1 blanques torre · d1 negres torre | c8 negres rei · h8 negres torre · c7 negres peó · g7 negres peó · h7 negres peó · b6 negres peó · e5 negres peó · f5 negres peó · b4 blanques dama · f3 blanques peó · g3 blanques peó · a2 blanques peó · c2 blanques peó · e2 negres peó · f2 blanques rei · h2 blanques peó · b1 blanques torre · d1 negres torre | c8 negres rei · h8 negres torre · c7 negres peó · g7 negres peó · h7 negres peó · b6 negres peó · e5 negres peó · f5 negres peó · b4 blanques dama · f3 blanques peó · g3 blanques peó · a2 blanques peó · c2 blanques peó · e2 negres peó · f2 blanques rei · h2 blanques peó · b1 blanques torre · d1 negres torre | c8 negres rei · h8 negres torre · c7 negres peó · g7 negres peó · h7 negres peó · b6 negres peó · e5 negres peó · f5 negres peó · b4 blanques dama · f3 blanques peó · g3 blanques peó · a2 blanques peó · c2 blanques peó · e2 negres peó · f2 blanques rei · h2 blanques peó · b1 blanques torre · d1 negres torre | c8 negres rei · h8 negres torre · c7 negres peó · g7 negres peó · h7 negres peó · b6 negres peó · e5 negres peó · f5 negres peó · b4 blanques dama · f3 blanques peó · g3 blanques peó · a2 blanques peó · c2 blanques peó · e2 negres peó · f2 blanques rei · h2 blanques peó · b1 blanques torre · d1 negres torre | c8 negres rei · h8 negres torre · c7 negres peó · g7 negres peó · h7 negres peó · b6 negres peó · e5 negres peó · f5 negres peó · b4 blanques dama · f3 blanques peó · g3 blanques peó · a2 blanques peó · c2 blanques peó · e2 negres peó · f2 blanques rei · h2 blanques peó · b1 blanques torre · d1 negres torre | c8 negres rei · h8 negres torre · c7 negres peó · g7 negres peó · h7 negres peó · b6 negres peó · e5 negres peó · f5 negres peó · b4 blanques dama · f3 blanques peó · g3 blanques peó · a2 blanques peó · c2 blanques peó · e2 negres peó · f2 blanques rei · h2 blanques peó · b1 blanques torre · d1 negres torre | c8 negres rei · h8 negres torre · c7 negres peó · g7 negres peó · h7 negres peó · b6 negres peó · e5 negres peó · f5 negres peó · b4 blanques dama · f3 blanques peó · g3 blanques peó · a2 blanques peó · c2 blanques peó · e2 negres peó · f2 blanques rei · h2 blanques peó · b1 blanques torre · d1 negres torre | 2 |
| 1 | c8 negres rei · h8 negres torre · c7 negres peó · g7 negres peó · h7 negres peó · b6 negres peó · e5 negres peó · f5 negres peó · b4 blanques dama · f3 blanques peó · g3 blanques peó · a2 blanques peó · c2 blanques peó · e2 negres peó · f2 blanques rei · h2 blanques peó · b1 blanques torre · d1 negres torre | c8 negres rei · h8 negres torre · c7 negres peó · g7 negres peó · h7 negres peó · b6 negres peó · e5 negres peó · f5 negres peó · b4 blanques dama · f3 blanques peó · g3 blanques peó · a2 blanques peó · c2 blanques peó · e2 negres peó · f2 blanques rei · h2 blanques peó · b1 blanques torre · d1 negres torre | c8 negres rei · h8 negres torre · c7 negres peó · g7 negres peó · h7 negres peó · b6 negres peó · e5 negres peó · f5 negres peó · b4 blanques dama · f3 blanques peó · g3 blanques peó · a2 blanques peó · c2 blanques peó · e2 negres peó · f2 blanques rei · h2 blanques peó · b1 blanques torre · d1 negres torre | c8 negres rei · h8 negres torre · c7 negres peó · g7 negres peó · h7 negres peó · b6 negres peó · e5 negres peó · f5 negres peó · b4 blanques dama · f3 blanques peó · g3 blanques peó · a2 blanques peó · c2 blanques peó · e2 negres peó · f2 blanques rei · h2 blanques peó · b1 blanques torre · d1 negres torre | c8 negres rei · h8 negres torre · c7 negres peó · g7 negres peó · h7 negres peó · b6 negres peó · e5 negres peó · f5 negres peó · b4 blanques dama · f3 blanques peó · g3 blanques peó · a2 blanques peó · c2 blanques peó · e2 negres peó · f2 blanques rei · h2 blanques peó · b1 blanques torre · d1 negres torre | c8 negres rei · h8 negres torre · c7 negres peó · g7 negres peó · h7 negres peó · b6 negres peó · e5 negres peó · f5 negres peó · b4 blanques dama · f3 blanques peó · g3 blanques peó · a2 blanques peó · c2 blanques peó · e2 negres peó · f2 blanques rei · h2 blanques peó · b1 blanques torre · d1 negres torre | c8 negres rei · h8 negres torre · c7 negres peó · g7 negres peó · h7 negres peó · b6 negres peó · e5 negres peó · f5 negres peó · b4 blanques dama · f3 blanques peó · g3 blanques peó · a2 blanques peó · c2 blanques peó · e2 negres peó · f2 blanques rei · h2 blanques peó · b1 blanques torre · d1 negres torre | c8 negres rei · h8 negres torre · c7 negres peó · g7 negres peó · h7 negres peó · b6 negres peó · e5 negres peó · f5 negres peó · b4 blanques dama · f3 blanques peó · g3 blanques peó · a2 blanques peó · c2 blanques peó · e2 negres peó · f2 blanques rei · h2 blanques peó · b1 blanques torre · d1 negres torre | 1 |
|   | a | b | c | d | e | f | g | h |   |

La majoria de promocions menors en partides reals són, com indica Tim Krabbé, "bromes absurdes", és a dir, promocions menors que es fan sense que n'hi hagi necessitat. Un exemple recent a alt nivell es produí a la partida Xírov - Kràmnik, Amber Blindfold, 2005. A la posició mostrada a l'esquerra, les negres jugaren 25...e1A+. Aquesta promoció menor és totalment innecessària, ja que tant aquesta jugada com la promoció a dama forcen 26.Dxe1.
|   | a | b | c | d | e | f | g | h |   |
| 8 | g8 blanques alfil · d7 blanques peó · e7 negres alfil · g7 negres rei · h7 blanques peó · g5 negres peó · g4 blanques rei | g8 blanques alfil · d7 blanques peó · e7 negres alfil · g7 negres rei · h7 blanques peó · g5 negres peó · g4 blanques rei | g8 blanques alfil · d7 blanques peó · e7 negres alfil · g7 negres rei · h7 blanques peó · g5 negres peó · g4 blanques rei | g8 blanques alfil · d7 blanques peó · e7 negres alfil · g7 negres rei · h7 blanques peó · g5 negres peó · g4 blanques rei | g8 blanques alfil · d7 blanques peó · e7 negres alfil · g7 negres rei · h7 blanques peó · g5 negres peó · g4 blanques rei | g8 blanques alfil · d7 blanques peó · e7 negres alfil · g7 negres rei · h7 blanques peó · g5 negres peó · g4 blanques rei | g8 blanques alfil · d7 blanques peó · e7 negres alfil · g7 negres rei · h7 blanques peó · g5 negres peó · g4 blanques rei | g8 blanques alfil · d7 blanques peó · e7 negres alfil · g7 negres rei · h7 blanques peó · g5 negres peó · g4 blanques rei | 8 |
| 7 | g8 blanques alfil · d7 blanques peó · e7 negres alfil · g7 negres rei · h7 blanques peó · g5 negres peó · g4 blanques rei | g8 blanques alfil · d7 blanques peó · e7 negres alfil · g7 negres rei · h7 blanques peó · g5 negres peó · g4 blanques rei | g8 blanques alfil · d7 blanques peó · e7 negres alfil · g7 negres rei · h7 blanques peó · g5 negres peó · g4 blanques rei | g8 blanques alfil · d7 blanques peó · e7 negres alfil · g7 negres rei · h7 blanques peó · g5 negres peó · g4 blanques rei | g8 blanques alfil · d7 blanques peó · e7 negres alfil · g7 negres rei · h7 blanques peó · g5 negres peó · g4 blanques rei | g8 blanques alfil · d7 blanques peó · e7 negres alfil · g7 negres rei · h7 blanques peó · g5 negres peó · g4 blanques rei | g8 blanques alfil · d7 blanques peó · e7 negres alfil · g7 negres rei · h7 blanques peó · g5 negres peó · g4 blanques rei | g8 blanques alfil · d7 blanques peó · e7 negres alfil · g7 negres rei · h7 blanques peó · g5 negres peó · g4 blanques rei | 7 |
| 6 | g8 blanques alfil · d7 blanques peó · e7 negres alfil · g7 negres rei · h7 blanques peó · g5 negres peó · g4 blanques rei | g8 blanques alfil · d7 blanques peó · e7 negres alfil · g7 negres rei · h7 blanques peó · g5 negres peó · g4 blanques rei | g8 blanques alfil · d7 blanques peó · e7 negres alfil · g7 negres rei · h7 blanques peó · g5 negres peó · g4 blanques rei | g8 blanques alfil · d7 blanques peó · e7 negres alfil · g7 negres rei · h7 blanques peó · g5 negres peó · g4 blanques rei | g8 blanques alfil · d7 blanques peó · e7 negres alfil · g7 negres rei · h7 blanques peó · g5 negres peó · g4 blanques rei | g8 blanques alfil · d7 blanques peó · e7 negres alfil · g7 negres rei · h7 blanques peó · g5 negres peó · g4 blanques rei | g8 blanques alfil · d7 blanques peó · e7 negres alfil · g7 negres rei · h7 blanques peó · g5 negres peó · g4 blanques rei | g8 blanques alfil · d7 blanques peó · e7 negres alfil · g7 negres rei · h7 blanques peó · g5 negres peó · g4 blanques rei | 6 |
| 5 | g8 blanques alfil · d7 blanques peó · e7 negres alfil · g7 negres rei · h7 blanques peó · g5 negres peó · g4 blanques rei | g8 blanques alfil · d7 blanques peó · e7 negres alfil · g7 negres rei · h7 blanques peó · g5 negres peó · g4 blanques rei | g8 blanques alfil · d7 blanques peó · e7 negres alfil · g7 negres rei · h7 blanques peó · g5 negres peó · g4 blanques rei | g8 blanques alfil · d7 blanques peó · e7 negres alfil · g7 negres rei · h7 blanques peó · g5 negres peó · g4 blanques rei | g8 blanques alfil · d7 blanques peó · e7 negres alfil · g7 negres rei · h7 blanques peó · g5 negres peó · g4 blanques rei | g8 blanques alfil · d7 blanques peó · e7 negres alfil · g7 negres rei · h7 blanques peó · g5 negres peó · g4 blanques rei | g8 blanques alfil · d7 blanques peó · e7 negres alfil · g7 negres rei · h7 blanques peó · g5 negres peó · g4 blanques rei | g8 blanques alfil · d7 blanques peó · e7 negres alfil · g7 negres rei · h7 blanques peó · g5 negres peó · g4 blanques rei | 5 |
| 4 | g8 blanques alfil · d7 blanques peó · e7 negres alfil · g7 negres rei · h7 blanques peó · g5 negres peó · g4 blanques rei | g8 blanques alfil · d7 blanques peó · e7 negres alfil · g7 negres rei · h7 blanques peó · g5 negres peó · g4 blanques rei | g8 blanques alfil · d7 blanques peó · e7 negres alfil · g7 negres rei · h7 blanques peó · g5 negres peó · g4 blanques rei | g8 blanques alfil · d7 blanques peó · e7 negres alfil · g7 negres rei · h7 blanques peó · g5 negres peó · g4 blanques rei | g8 blanques alfil · d7 blanques peó · e7 negres alfil · g7 negres rei · h7 blanques peó · g5 negres peó · g4 blanques rei | g8 blanques alfil · d7 blanques peó · e7 negres alfil · g7 negres rei · h7 blanques peó · g5 negres peó · g4 blanques rei | g8 blanques alfil · d7 blanques peó · e7 negres alfil · g7 negres rei · h7 blanques peó · g5 negres peó · g4 blanques rei | g8 blanques alfil · d7 blanques peó · e7 negres alfil · g7 negres rei · h7 blanques peó · g5 negres peó · g4 blanques rei | 4 |
| 3 | g8 blanques alfil · d7 blanques peó · e7 negres alfil · g7 negres rei · h7 blanques peó · g5 negres peó · g4 blanques rei | g8 blanques alfil · d7 blanques peó · e7 negres alfil · g7 negres rei · h7 blanques peó · g5 negres peó · g4 blanques rei | g8 blanques alfil · d7 blanques peó · e7 negres alfil · g7 negres rei · h7 blanques peó · g5 negres peó · g4 blanques rei | g8 blanques alfil · d7 blanques peó · e7 negres alfil · g7 negres rei · h7 blanques peó · g5 negres peó · g4 blanques rei | g8 blanques alfil · d7 blanques peó · e7 negres alfil · g7 negres rei · h7 blanques peó · g5 negres peó · g4 blanques rei | g8 blanques alfil · d7 blanques peó · e7 negres alfil · g7 negres rei · h7 blanques peó · g5 negres peó · g4 blanques rei | g8 blanques alfil · d7 blanques peó · e7 negres alfil · g7 negres rei · h7 blanques peó · g5 negres peó · g4 blanques rei | g8 blanques alfil · d7 blanques peó · e7 negres alfil · g7 negres rei · h7 blanques peó · g5 negres peó · g4 blanques rei | 3 |
| 2 | g8 blanques alfil · d7 blanques peó · e7 negres alfil · g7 negres rei · h7 blanques peó · g5 negres peó · g4 blanques rei | g8 blanques alfil · d7 blanques peó · e7 negres alfil · g7 negres rei · h7 blanques peó · g5 negres peó · g4 blanques rei | g8 blanques alfil · d7 blanques peó · e7 negres alfil · g7 negres rei · h7 blanques peó · g5 negres peó · g4 blanques rei | g8 blanques alfil · d7 blanques peó · e7 negres alfil · g7 negres rei · h7 blanques peó · g5 negres peó · g4 blanques rei | g8 blanques alfil · d7 blanques peó · e7 negres alfil · g7 negres rei · h7 blanques peó · g5 negres peó · g4 blanques rei | g8 blanques alfil · d7 blanques peó · e7 negres alfil · g7 negres rei · h7 blanques peó · g5 negres peó · g4 blanques rei | g8 blanques alfil · d7 blanques peó · e7 negres alfil · g7 negres rei · h7 blanques peó · g5 negres peó · g4 blanques rei | g8 blanques alfil · d7 blanques peó · e7 negres alfil · g7 negres rei · h7 blanques peó · g5 negres peó · g4 blanques rei | 2 |
| 1 | g8 blanques alfil · d7 blanques peó · e7 negres alfil · g7 negres rei · h7 blanques peó · g5 negres peó · g4 blanques rei | g8 blanques alfil · d7 blanques peó · e7 negres alfil · g7 negres rei · h7 blanques peó · g5 negres peó · g4 blanques rei | g8 blanques alfil · d7 blanques peó · e7 negres alfil · g7 negres rei · h7 blanques peó · g5 negres peó · g4 blanques rei | g8 blanques alfil · d7 blanques peó · e7 negres alfil · g7 negres rei · h7 blanques peó · g5 negres peó · g4 blanques rei | g8 blanques alfil · d7 blanques peó · e7 negres alfil · g7 negres rei · h7 blanques peó · g5 negres peó · g4 blanques rei | g8 blanques alfil · d7 blanques peó · e7 negres alfil · g7 negres rei · h7 blanques peó · g5 negres peó · g4 blanques rei | g8 blanques alfil · d7 blanques peó · e7 negres alfil · g7 negres rei · h7 blanques peó · g5 negres peó · g4 blanques rei | g8 blanques alfil · d7 blanques peó · e7 negres alfil · g7 negres rei · h7 blanques peó · g5 negres peó · g4 blanques rei | 1 |
|   | a | b | c | d | e | f | g | h |   |

El 1932, una llarga partida entre Milan Vidmar i Géza Maróczy va mantenir una posició de taules teòriques durant moltes jugades, a causa de la presència d'alfils de diferent color. Les blanques varen fer dues promocions menors a alfil en dues jugades consecutives:
124. h8=A+ Rxh8
125. d8=A Axd8
La partida va ser taules al moviment 129.

## Situació inusual
|   | a | b | c | d | e | f | g | h |   |
| 8 | c8 negres alfil · d8 negres dama · f8 negres torre · g8 negres rei · d7 negres cavall · f7 negres peó · h7 negres peó · g6 negres peó · e5 blanques peó · b4 negres peó · d4 blanques dama · e4 negres cavall · f4 blanques peó · h4 blanques peó · b3 blanques peó · a2 blanques cavall · c2 negres peó · g2 blanques peó · b1 blanques cavall · d1 blanques torre · e1 blanques rei · f1 blanques alfil · h1 blanques torre | c8 negres alfil · d8 negres dama · f8 negres torre · g8 negres rei · d7 negres cavall · f7 negres peó · h7 negres peó · g6 negres peó · e5 blanques peó · b4 negres peó · d4 blanques dama · e4 negres cavall · f4 blanques peó · h4 blanques peó · b3 blanques peó · a2 blanques cavall · c2 negres peó · g2 blanques peó · b1 blanques cavall · d1 blanques torre · e1 blanques rei · f1 blanques alfil · h1 blanques torre | c8 negres alfil · d8 negres dama · f8 negres torre · g8 negres rei · d7 negres cavall · f7 negres peó · h7 negres peó · g6 negres peó · e5 blanques peó · b4 negres peó · d4 blanques dama · e4 negres cavall · f4 blanques peó · h4 blanques peó · b3 blanques peó · a2 blanques cavall · c2 negres peó · g2 blanques peó · b1 blanques cavall · d1 blanques torre · e1 blanques rei · f1 blanques alfil · h1 blanques torre | c8 negres alfil · d8 negres dama · f8 negres torre · g8 negres rei · d7 negres cavall · f7 negres peó · h7 negres peó · g6 negres peó · e5 blanques peó · b4 negres peó · d4 blanques dama · e4 negres cavall · f4 blanques peó · h4 blanques peó · b3 blanques peó · a2 blanques cavall · c2 negres peó · g2 blanques peó · b1 blanques cavall · d1 blanques torre · e1 blanques rei · f1 blanques alfil · h1 blanques torre | c8 negres alfil · d8 negres dama · f8 negres torre · g8 negres rei · d7 negres cavall · f7 negres peó · h7 negres peó · g6 negres peó · e5 blanques peó · b4 negres peó · d4 blanques dama · e4 negres cavall · f4 blanques peó · h4 blanques peó · b3 blanques peó · a2 blanques cavall · c2 negres peó · g2 blanques peó · b1 blanques cavall · d1 blanques torre · e1 blanques rei · f1 blanques alfil · h1 blanques torre | c8 negres alfil · d8 negres dama · f8 negres torre · g8 negres rei · d7 negres cavall · f7 negres peó · h7 negres peó · g6 negres peó · e5 blanques peó · b4 negres peó · d4 blanques dama · e4 negres cavall · f4 blanques peó · h4 blanques peó · b3 blanques peó · a2 blanques cavall · c2 negres peó · g2 blanques peó · b1 blanques cavall · d1 blanques torre · e1 blanques rei · f1 blanques alfil · h1 blanques torre | c8 negres alfil · d8 negres dama · f8 negres torre · g8 negres rei · d7 negres cavall · f7 negres peó · h7 negres peó · g6 negres peó · e5 blanques peó · b4 negres peó · d4 blanques dama · e4 negres cavall · f4 blanques peó · h4 blanques peó · b3 blanques peó · a2 blanques cavall · c2 negres peó · g2 blanques peó · b1 blanques cavall · d1 blanques torre · e1 blanques rei · f1 blanques alfil · h1 blanques torre | c8 negres alfil · d8 negres dama · f8 negres torre · g8 negres rei · d7 negres cavall · f7 negres peó · h7 negres peó · g6 negres peó · e5 blanques peó · b4 negres peó · d4 blanques dama · e4 negres cavall · f4 blanques peó · h4 blanques peó · b3 blanques peó · a2 blanques cavall · c2 negres peó · g2 blanques peó · b1 blanques cavall · d1 blanques torre · e1 blanques rei · f1 blanques alfil · h1 blanques torre | 8 |
| 7 | c8 negres alfil · d8 negres dama · f8 negres torre · g8 negres rei · d7 negres cavall · f7 negres peó · h7 negres peó · g6 negres peó · e5 blanques peó · b4 negres peó · d4 blanques dama · e4 negres cavall · f4 blanques peó · h4 blanques peó · b3 blanques peó · a2 blanques cavall · c2 negres peó · g2 blanques peó · b1 blanques cavall · d1 blanques torre · e1 blanques rei · f1 blanques alfil · h1 blanques torre | c8 negres alfil · d8 negres dama · f8 negres torre · g8 negres rei · d7 negres cavall · f7 negres peó · h7 negres peó · g6 negres peó · e5 blanques peó · b4 negres peó · d4 blanques dama · e4 negres cavall · f4 blanques peó · h4 blanques peó · b3 blanques peó · a2 blanques cavall · c2 negres peó · g2 blanques peó · b1 blanques cavall · d1 blanques torre · e1 blanques rei · f1 blanques alfil · h1 blanques torre | c8 negres alfil · d8 negres dama · f8 negres torre · g8 negres rei · d7 negres cavall · f7 negres peó · h7 negres peó · g6 negres peó · e5 blanques peó · b4 negres peó · d4 blanques dama · e4 negres cavall · f4 blanques peó · h4 blanques peó · b3 blanques peó · a2 blanques cavall · c2 negres peó · g2 blanques peó · b1 blanques cavall · d1 blanques torre · e1 blanques rei · f1 blanques alfil · h1 blanques torre | c8 negres alfil · d8 negres dama · f8 negres torre · g8 negres rei · d7 negres cavall · f7 negres peó · h7 negres peó · g6 negres peó · e5 blanques peó · b4 negres peó · d4 blanques dama · e4 negres cavall · f4 blanques peó · h4 blanques peó · b3 blanques peó · a2 blanques cavall · c2 negres peó · g2 blanques peó · b1 blanques cavall · d1 blanques torre · e1 blanques rei · f1 blanques alfil · h1 blanques torre | c8 negres alfil · d8 negres dama · f8 negres torre · g8 negres rei · d7 negres cavall · f7 negres peó · h7 negres peó · g6 negres peó · e5 blanques peó · b4 negres peó · d4 blanques dama · e4 negres cavall · f4 blanques peó · h4 blanques peó · b3 blanques peó · a2 blanques cavall · c2 negres peó · g2 blanques peó · b1 blanques cavall · d1 blanques torre · e1 blanques rei · f1 blanques alfil · h1 blanques torre | c8 negres alfil · d8 negres dama · f8 negres torre · g8 negres rei · d7 negres cavall · f7 negres peó · h7 negres peó · g6 negres peó · e5 blanques peó · b4 negres peó · d4 blanques dama · e4 negres cavall · f4 blanques peó · h4 blanques peó · b3 blanques peó · a2 blanques cavall · c2 negres peó · g2 blanques peó · b1 blanques cavall · d1 blanques torre · e1 blanques rei · f1 blanques alfil · h1 blanques torre | c8 negres alfil · d8 negres dama · f8 negres torre · g8 negres rei · d7 negres cavall · f7 negres peó · h7 negres peó · g6 negres peó · e5 blanques peó · b4 negres peó · d4 blanques dama · e4 negres cavall · f4 blanques peó · h4 blanques peó · b3 blanques peó · a2 blanques cavall · c2 negres peó · g2 blanques peó · b1 blanques cavall · d1 blanques torre · e1 blanques rei · f1 blanques alfil · h1 blanques torre | c8 negres alfil · d8 negres dama · f8 negres torre · g8 negres rei · d7 negres cavall · f7 negres peó · h7 negres peó · g6 negres peó · e5 blanques peó · b4 negres peó · d4 blanques dama · e4 negres cavall · f4 blanques peó · h4 blanques peó · b3 blanques peó · a2 blanques cavall · c2 negres peó · g2 blanques peó · b1 blanques cavall · d1 blanques torre · e1 blanques rei · f1 blanques alfil · h1 blanques torre | 7 |
| 6 | c8 negres alfil · d8 negres dama · f8 negres torre · g8 negres rei · d7 negres cavall · f7 negres peó · h7 negres peó · g6 negres peó · e5 blanques peó · b4 negres peó · d4 blanques dama · e4 negres cavall · f4 blanques peó · h4 blanques peó · b3 blanques peó · a2 blanques cavall · c2 negres peó · g2 blanques peó · b1 blanques cavall · d1 blanques torre · e1 blanques rei · f1 blanques alfil · h1 blanques torre | c8 negres alfil · d8 negres dama · f8 negres torre · g8 negres rei · d7 negres cavall · f7 negres peó · h7 negres peó · g6 negres peó · e5 blanques peó · b4 negres peó · d4 blanques dama · e4 negres cavall · f4 blanques peó · h4 blanques peó · b3 blanques peó · a2 blanques cavall · c2 negres peó · g2 blanques peó · b1 blanques cavall · d1 blanques torre · e1 blanques rei · f1 blanques alfil · h1 blanques torre | c8 negres alfil · d8 negres dama · f8 negres torre · g8 negres rei · d7 negres cavall · f7 negres peó · h7 negres peó · g6 negres peó · e5 blanques peó · b4 negres peó · d4 blanques dama · e4 negres cavall · f4 blanques peó · h4 blanques peó · b3 blanques peó · a2 blanques cavall · c2 negres peó · g2 blanques peó · b1 blanques cavall · d1 blanques torre · e1 blanques rei · f1 blanques alfil · h1 blanques torre | c8 negres alfil · d8 negres dama · f8 negres torre · g8 negres rei · d7 negres cavall · f7 negres peó · h7 negres peó · g6 negres peó · e5 blanques peó · b4 negres peó · d4 blanques dama · e4 negres cavall · f4 blanques peó · h4 blanques peó · b3 blanques peó · a2 blanques cavall · c2 negres peó · g2 blanques peó · b1 blanques cavall · d1 blanques torre · e1 blanques rei · f1 blanques alfil · h1 blanques torre | c8 negres alfil · d8 negres dama · f8 negres torre · g8 negres rei · d7 negres cavall · f7 negres peó · h7 negres peó · g6 negres peó · e5 blanques peó · b4 negres peó · d4 blanques dama · e4 negres cavall · f4 blanques peó · h4 blanques peó · b3 blanques peó · a2 blanques cavall · c2 negres peó · g2 blanques peó · b1 blanques cavall · d1 blanques torre · e1 blanques rei · f1 blanques alfil · h1 blanques torre | c8 negres alfil · d8 negres dama · f8 negres torre · g8 negres rei · d7 negres cavall · f7 negres peó · h7 negres peó · g6 negres peó · e5 blanques peó · b4 negres peó · d4 blanques dama · e4 negres cavall · f4 blanques peó · h4 blanques peó · b3 blanques peó · a2 blanques cavall · c2 negres peó · g2 blanques peó · b1 blanques cavall · d1 blanques torre · e1 blanques rei · f1 blanques alfil · h1 blanques torre | c8 negres alfil · d8 negres dama · f8 negres torre · g8 negres rei · d7 negres cavall · f7 negres peó · h7 negres peó · g6 negres peó · e5 blanques peó · b4 negres peó · d4 blanques dama · e4 negres cavall · f4 blanques peó · h4 blanques peó · b3 blanques peó · a2 blanques cavall · c2 negres peó · g2 blanques peó · b1 blanques cavall · d1 blanques torre · e1 blanques rei · f1 blanques alfil · h1 blanques torre | c8 negres alfil · d8 negres dama · f8 negres torre · g8 negres rei · d7 negres cavall · f7 negres peó · h7 negres peó · g6 negres peó · e5 blanques peó · b4 negres peó · d4 blanques dama · e4 negres cavall · f4 blanques peó · h4 blanques peó · b3 blanques peó · a2 blanques cavall · c2 negres peó · g2 blanques peó · b1 blanques cavall · d1 blanques torre · e1 blanques rei · f1 blanques alfil · h1 blanques torre | 6 |
| 5 | c8 negres alfil · d8 negres dama · f8 negres torre · g8 negres rei · d7 negres cavall · f7 negres peó · h7 negres peó · g6 negres peó · e5 blanques peó · b4 negres peó · d4 blanques dama · e4 negres cavall · f4 blanques peó · h4 blanques peó · b3 blanques peó · a2 blanques cavall · c2 negres peó · g2 blanques peó · b1 blanques cavall · d1 blanques torre · e1 blanques rei · f1 blanques alfil · h1 blanques torre | c8 negres alfil · d8 negres dama · f8 negres torre · g8 negres rei · d7 negres cavall · f7 negres peó · h7 negres peó · g6 negres peó · e5 blanques peó · b4 negres peó · d4 blanques dama · e4 negres cavall · f4 blanques peó · h4 blanques peó · b3 blanques peó · a2 blanques cavall · c2 negres peó · g2 blanques peó · b1 blanques cavall · d1 blanques torre · e1 blanques rei · f1 blanques alfil · h1 blanques torre | c8 negres alfil · d8 negres dama · f8 negres torre · g8 negres rei · d7 negres cavall · f7 negres peó · h7 negres peó · g6 negres peó · e5 blanques peó · b4 negres peó · d4 blanques dama · e4 negres cavall · f4 blanques peó · h4 blanques peó · b3 blanques peó · a2 blanques cavall · c2 negres peó · g2 blanques peó · b1 blanques cavall · d1 blanques torre · e1 blanques rei · f1 blanques alfil · h1 blanques torre | c8 negres alfil · d8 negres dama · f8 negres torre · g8 negres rei · d7 negres cavall · f7 negres peó · h7 negres peó · g6 negres peó · e5 blanques peó · b4 negres peó · d4 blanques dama · e4 negres cavall · f4 blanques peó · h4 blanques peó · b3 blanques peó · a2 blanques cavall · c2 negres peó · g2 blanques peó · b1 blanques cavall · d1 blanques torre · e1 blanques rei · f1 blanques alfil · h1 blanques torre | c8 negres alfil · d8 negres dama · f8 negres torre · g8 negres rei · d7 negres cavall · f7 negres peó · h7 negres peó · g6 negres peó · e5 blanques peó · b4 negres peó · d4 blanques dama · e4 negres cavall · f4 blanques peó · h4 blanques peó · b3 blanques peó · a2 blanques cavall · c2 negres peó · g2 blanques peó · b1 blanques cavall · d1 blanques torre · e1 blanques rei · f1 blanques alfil · h1 blanques torre | c8 negres alfil · d8 negres dama · f8 negres torre · g8 negres rei · d7 negres cavall · f7 negres peó · h7 negres peó · g6 negres peó · e5 blanques peó · b4 negres peó · d4 blanques dama · e4 negres cavall · f4 blanques peó · h4 blanques peó · b3 blanques peó · a2 blanques cavall · c2 negres peó · g2 blanques peó · b1 blanques cavall · d1 blanques torre · e1 blanques rei · f1 blanques alfil · h1 blanques torre | c8 negres alfil · d8 negres dama · f8 negres torre · g8 negres rei · d7 negres cavall · f7 negres peó · h7 negres peó · g6 negres peó · e5 blanques peó · b4 negres peó · d4 blanques dama · e4 negres cavall · f4 blanques peó · h4 blanques peó · b3 blanques peó · a2 blanques cavall · c2 negres peó · g2 blanques peó · b1 blanques cavall · d1 blanques torre · e1 blanques rei · f1 blanques alfil · h1 blanques torre | c8 negres alfil · d8 negres dama · f8 negres torre · g8 negres rei · d7 negres cavall · f7 negres peó · h7 negres peó · g6 negres peó · e5 blanques peó · b4 negres peó · d4 blanques dama · e4 negres cavall · f4 blanques peó · h4 blanques peó · b3 blanques peó · a2 blanques cavall · c2 negres peó · g2 blanques peó · b1 blanques cavall · d1 blanques torre · e1 blanques rei · f1 blanques alfil · h1 blanques torre | 5 |
| 4 | c8 negres alfil · d8 negres dama · f8 negres torre · g8 negres rei · d7 negres cavall · f7 negres peó · h7 negres peó · g6 negres peó · e5 blanques peó · b4 negres peó · d4 blanques dama · e4 negres cavall · f4 blanques peó · h4 blanques peó · b3 blanques peó · a2 blanques cavall · c2 negres peó · g2 blanques peó · b1 blanques cavall · d1 blanques torre · e1 blanques rei · f1 blanques alfil · h1 blanques torre | c8 negres alfil · d8 negres dama · f8 negres torre · g8 negres rei · d7 negres cavall · f7 negres peó · h7 negres peó · g6 negres peó · e5 blanques peó · b4 negres peó · d4 blanques dama · e4 negres cavall · f4 blanques peó · h4 blanques peó · b3 blanques peó · a2 blanques cavall · c2 negres peó · g2 blanques peó · b1 blanques cavall · d1 blanques torre · e1 blanques rei · f1 blanques alfil · h1 blanques torre | c8 negres alfil · d8 negres dama · f8 negres torre · g8 negres rei · d7 negres cavall · f7 negres peó · h7 negres peó · g6 negres peó · e5 blanques peó · b4 negres peó · d4 blanques dama · e4 negres cavall · f4 blanques peó · h4 blanques peó · b3 blanques peó · a2 blanques cavall · c2 negres peó · g2 blanques peó · b1 blanques cavall · d1 blanques torre · e1 blanques rei · f1 blanques alfil · h1 blanques torre | c8 negres alfil · d8 negres dama · f8 negres torre · g8 negres rei · d7 negres cavall · f7 negres peó · h7 negres peó · g6 negres peó · e5 blanques peó · b4 negres peó · d4 blanques dama · e4 negres cavall · f4 blanques peó · h4 blanques peó · b3 blanques peó · a2 blanques cavall · c2 negres peó · g2 blanques peó · b1 blanques cavall · d1 blanques torre · e1 blanques rei · f1 blanques alfil · h1 blanques torre | c8 negres alfil · d8 negres dama · f8 negres torre · g8 negres rei · d7 negres cavall · f7 negres peó · h7 negres peó · g6 negres peó · e5 blanques peó · b4 negres peó · d4 blanques dama · e4 negres cavall · f4 blanques peó · h4 blanques peó · b3 blanques peó · a2 blanques cavall · c2 negres peó · g2 blanques peó · b1 blanques cavall · d1 blanques torre · e1 blanques rei · f1 blanques alfil · h1 blanques torre | c8 negres alfil · d8 negres dama · f8 negres torre · g8 negres rei · d7 negres cavall · f7 negres peó · h7 negres peó · g6 negres peó · e5 blanques peó · b4 negres peó · d4 blanques dama · e4 negres cavall · f4 blanques peó · h4 blanques peó · b3 blanques peó · a2 blanques cavall · c2 negres peó · g2 blanques peó · b1 blanques cavall · d1 blanques torre · e1 blanques rei · f1 blanques alfil · h1 blanques torre | c8 negres alfil · d8 negres dama · f8 negres torre · g8 negres rei · d7 negres cavall · f7 negres peó · h7 negres peó · g6 negres peó · e5 blanques peó · b4 negres peó · d4 blanques dama · e4 negres cavall · f4 blanques peó · h4 blanques peó · b3 blanques peó · a2 blanques cavall · c2 negres peó · g2 blanques peó · b1 blanques cavall · d1 blanques torre · e1 blanques rei · f1 blanques alfil · h1 blanques torre | c8 negres alfil · d8 negres dama · f8 negres torre · g8 negres rei · d7 negres cavall · f7 negres peó · h7 negres peó · g6 negres peó · e5 blanques peó · b4 negres peó · d4 blanques dama · e4 negres cavall · f4 blanques peó · h4 blanques peó · b3 blanques peó · a2 blanques cavall · c2 negres peó · g2 blanques peó · b1 blanques cavall · d1 blanques torre · e1 blanques rei · f1 blanques alfil · h1 blanques torre | 4 |
| 3 | c8 negres alfil · d8 negres dama · f8 negres torre · g8 negres rei · d7 negres cavall · f7 negres peó · h7 negres peó · g6 negres peó · e5 blanques peó · b4 negres peó · d4 blanques dama · e4 negres cavall · f4 blanques peó · h4 blanques peó · b3 blanques peó · a2 blanques cavall · c2 negres peó · g2 blanques peó · b1 blanques cavall · d1 blanques torre · e1 blanques rei · f1 blanques alfil · h1 blanques torre | c8 negres alfil · d8 negres dama · f8 negres torre · g8 negres rei · d7 negres cavall · f7 negres peó · h7 negres peó · g6 negres peó · e5 blanques peó · b4 negres peó · d4 blanques dama · e4 negres cavall · f4 blanques peó · h4 blanques peó · b3 blanques peó · a2 blanques cavall · c2 negres peó · g2 blanques peó · b1 blanques cavall · d1 blanques torre · e1 blanques rei · f1 blanques alfil · h1 blanques torre | c8 negres alfil · d8 negres dama · f8 negres torre · g8 negres rei · d7 negres cavall · f7 negres peó · h7 negres peó · g6 negres peó · e5 blanques peó · b4 negres peó · d4 blanques dama · e4 negres cavall · f4 blanques peó · h4 blanques peó · b3 blanques peó · a2 blanques cavall · c2 negres peó · g2 blanques peó · b1 blanques cavall · d1 blanques torre · e1 blanques rei · f1 blanques alfil · h1 blanques torre | c8 negres alfil · d8 negres dama · f8 negres torre · g8 negres rei · d7 negres cavall · f7 negres peó · h7 negres peó · g6 negres peó · e5 blanques peó · b4 negres peó · d4 blanques dama · e4 negres cavall · f4 blanques peó · h4 blanques peó · b3 blanques peó · a2 blanques cavall · c2 negres peó · g2 blanques peó · b1 blanques cavall · d1 blanques torre · e1 blanques rei · f1 blanques alfil · h1 blanques torre | c8 negres alfil · d8 negres dama · f8 negres torre · g8 negres rei · d7 negres cavall · f7 negres peó · h7 negres peó · g6 negres peó · e5 blanques peó · b4 negres peó · d4 blanques dama · e4 negres cavall · f4 blanques peó · h4 blanques peó · b3 blanques peó · a2 blanques cavall · c2 negres peó · g2 blanques peó · b1 blanques cavall · d1 blanques torre · e1 blanques rei · f1 blanques alfil · h1 blanques torre | c8 negres alfil · d8 negres dama · f8 negres torre · g8 negres rei · d7 negres cavall · f7 negres peó · h7 negres peó · g6 negres peó · e5 blanques peó · b4 negres peó · d4 blanques dama · e4 negres cavall · f4 blanques peó · h4 blanques peó · b3 blanques peó · a2 blanques cavall · c2 negres peó · g2 blanques peó · b1 blanques cavall · d1 blanques torre · e1 blanques rei · f1 blanques alfil · h1 blanques torre | c8 negres alfil · d8 negres dama · f8 negres torre · g8 negres rei · d7 negres cavall · f7 negres peó · h7 negres peó · g6 negres peó · e5 blanques peó · b4 negres peó · d4 blanques dama · e4 negres cavall · f4 blanques peó · h4 blanques peó · b3 blanques peó · a2 blanques cavall · c2 negres peó · g2 blanques peó · b1 blanques cavall · d1 blanques torre · e1 blanques rei · f1 blanques alfil · h1 blanques torre | c8 negres alfil · d8 negres dama · f8 negres torre · g8 negres rei · d7 negres cavall · f7 negres peó · h7 negres peó · g6 negres peó · e5 blanques peó · b4 negres peó · d4 blanques dama · e4 negres cavall · f4 blanques peó · h4 blanques peó · b3 blanques peó · a2 blanques cavall · c2 negres peó · g2 blanques peó · b1 blanques cavall · d1 blanques torre · e1 blanques rei · f1 blanques alfil · h1 blanques torre | 3 |
| 2 | c8 negres alfil · d8 negres dama · f8 negres torre · g8 negres rei · d7 negres cavall · f7 negres peó · h7 negres peó · g6 negres peó · e5 blanques peó · b4 negres peó · d4 blanques dama · e4 negres cavall · f4 blanques peó · h4 blanques peó · b3 blanques peó · a2 blanques cavall · c2 negres peó · g2 blanques peó · b1 blanques cavall · d1 blanques torre · e1 blanques rei · f1 blanques alfil · h1 blanques torre | c8 negres alfil · d8 negres dama · f8 negres torre · g8 negres rei · d7 negres cavall · f7 negres peó · h7 negres peó · g6 negres peó · e5 blanques peó · b4 negres peó · d4 blanques dama · e4 negres cavall · f4 blanques peó · h4 blanques peó · b3 blanques peó · a2 blanques cavall · c2 negres peó · g2 blanques peó · b1 blanques cavall · d1 blanques torre · e1 blanques rei · f1 blanques alfil · h1 blanques torre | c8 negres alfil · d8 negres dama · f8 negres torre · g8 negres rei · d7 negres cavall · f7 negres peó · h7 negres peó · g6 negres peó · e5 blanques peó · b4 negres peó · d4 blanques dama · e4 negres cavall · f4 blanques peó · h4 blanques peó · b3 blanques peó · a2 blanques cavall · c2 negres peó · g2 blanques peó · b1 blanques cavall · d1 blanques torre · e1 blanques rei · f1 blanques alfil · h1 blanques torre | c8 negres alfil · d8 negres dama · f8 negres torre · g8 negres rei · d7 negres cavall · f7 negres peó · h7 negres peó · g6 negres peó · e5 blanques peó · b4 negres peó · d4 blanques dama · e4 negres cavall · f4 blanques peó · h4 blanques peó · b3 blanques peó · a2 blanques cavall · c2 negres peó · g2 blanques peó · b1 blanques cavall · d1 blanques torre · e1 blanques rei · f1 blanques alfil · h1 blanques torre | c8 negres alfil · d8 negres dama · f8 negres torre · g8 negres rei · d7 negres cavall · f7 negres peó · h7 negres peó · g6 negres peó · e5 blanques peó · b4 negres peó · d4 blanques dama · e4 negres cavall · f4 blanques peó · h4 blanques peó · b3 blanques peó · a2 blanques cavall · c2 negres peó · g2 blanques peó · b1 blanques cavall · d1 blanques torre · e1 blanques rei · f1 blanques alfil · h1 blanques torre | c8 negres alfil · d8 negres dama · f8 negres torre · g8 negres rei · d7 negres cavall · f7 negres peó · h7 negres peó · g6 negres peó · e5 blanques peó · b4 negres peó · d4 blanques dama · e4 negres cavall · f4 blanques peó · h4 blanques peó · b3 blanques peó · a2 blanques cavall · c2 negres peó · g2 blanques peó · b1 blanques cavall · d1 blanques torre · e1 blanques rei · f1 blanques alfil · h1 blanques torre | c8 negres alfil · d8 negres dama · f8 negres torre · g8 negres rei · d7 negres cavall · f7 negres peó · h7 negres peó · g6 negres peó · e5 blanques peó · b4 negres peó · d4 blanques dama · e4 negres cavall · f4 blanques peó · h4 blanques peó · b3 blanques peó · a2 blanques cavall · c2 negres peó · g2 blanques peó · b1 blanques cavall · d1 blanques torre · e1 blanques rei · f1 blanques alfil · h1 blanques torre | c8 negres alfil · d8 negres dama · f8 negres torre · g8 negres rei · d7 negres cavall · f7 negres peó · h7 negres peó · g6 negres peó · e5 blanques peó · b4 negres peó · d4 blanques dama · e4 negres cavall · f4 blanques peó · h4 blanques peó · b3 blanques peó · a2 blanques cavall · c2 negres peó · g2 blanques peó · b1 blanques cavall · d1 blanques torre · e1 blanques rei · f1 blanques alfil · h1 blanques torre | 2 |
| 1 | c8 negres alfil · d8 negres dama · f8 negres torre · g8 negres rei · d7 negres cavall · f7 negres peó · h7 negres peó · g6 negres peó · e5 blanques peó · b4 negres peó · d4 blanques dama · e4 negres cavall · f4 blanques peó · h4 blanques peó · b3 blanques peó · a2 blanques cavall · c2 negres peó · g2 blanques peó · b1 blanques cavall · d1 blanques torre · e1 blanques rei · f1 blanques alfil · h1 blanques torre | c8 negres alfil · d8 negres dama · f8 negres torre · g8 negres rei · d7 negres cavall · f7 negres peó · h7 negres peó · g6 negres peó · e5 blanques peó · b4 negres peó · d4 blanques dama · e4 negres cavall · f4 blanques peó · h4 blanques peó · b3 blanques peó · a2 blanques cavall · c2 negres peó · g2 blanques peó · b1 blanques cavall · d1 blanques torre · e1 blanques rei · f1 blanques alfil · h1 blanques torre | c8 negres alfil · d8 negres dama · f8 negres torre · g8 negres rei · d7 negres cavall · f7 negres peó · h7 negres peó · g6 negres peó · e5 blanques peó · b4 negres peó · d4 blanques dama · e4 negres cavall · f4 blanques peó · h4 blanques peó · b3 blanques peó · a2 blanques cavall · c2 negres peó · g2 blanques peó · b1 blanques cavall · d1 blanques torre · e1 blanques rei · f1 blanques alfil · h1 blanques torre | c8 negres alfil · d8 negres dama · f8 negres torre · g8 negres rei · d7 negres cavall · f7 negres peó · h7 negres peó · g6 negres peó · e5 blanques peó · b4 negres peó · d4 blanques dama · e4 negres cavall · f4 blanques peó · h4 blanques peó · b3 blanques peó · a2 blanques cavall · c2 negres peó · g2 blanques peó · b1 blanques cavall · d1 blanques torre · e1 blanques rei · f1 blanques alfil · h1 blanques torre | c8 negres alfil · d8 negres dama · f8 negres torre · g8 negres rei · d7 negres cavall · f7 negres peó · h7 negres peó · g6 negres peó · e5 blanques peó · b4 negres peó · d4 blanques dama · e4 negres cavall · f4 blanques peó · h4 blanques peó · b3 blanques peó · a2 blanques cavall · c2 negres peó · g2 blanques peó · b1 blanques cavall · d1 blanques torre · e1 blanques rei · f1 blanques alfil · h1 blanques torre | c8 negres alfil · d8 negres dama · f8 negres torre · g8 negres rei · d7 negres cavall · f7 negres peó · h7 negres peó · g6 negres peó · e5 blanques peó · b4 negres peó · d4 blanques dama · e4 negres cavall · f4 blanques peó · h4 blanques peó · b3 blanques peó · a2 blanques cavall · c2 negres peó · g2 blanques peó · b1 blanques cavall · d1 blanques torre · e1 blanques rei · f1 blanques alfil · h1 blanques torre | c8 negres alfil · d8 negres dama · f8 negres torre · g8 negres rei · d7 negres cavall · f7 negres peó · h7 negres peó · g6 negres peó · e5 blanques peó · b4 negres peó · d4 blanques dama · e4 negres cavall · f4 blanques peó · h4 blanques peó · b3 blanques peó · a2 blanques cavall · c2 negres peó · g2 blanques peó · b1 blanques cavall · d1 blanques torre · e1 blanques rei · f1 blanques alfil · h1 blanques torre | c8 negres alfil · d8 negres dama · f8 negres torre · g8 negres rei · d7 negres cavall · f7 negres peó · h7 negres peó · g6 negres peó · e5 blanques peó · b4 negres peó · d4 blanques dama · e4 negres cavall · f4 blanques peó · h4 blanques peó · b3 blanques peó · a2 blanques cavall · c2 negres peó · g2 blanques peó · b1 blanques cavall · d1 blanques torre · e1 blanques rei · f1 blanques alfil · h1 blanques torre | 1 |
|   | a | b | c | d | e | f | g | h |   |

Una situació inusual es va produir el 1993 en una partida entre Anatoli Kàrpov i Garri Kaspàrov. En Kàrpov es trobava en zeitnot, amb només un minut per fer 16 jugades. En aquesta posició, en Kaspàrov va capturar la torre de d1 amb el peó de c2, i va dir "Dama!", indicant que la peça promocionada era una dama. Malgrat això, no hi havia cap dama immediatament disponible, i va caldre cert temps per tal que l'àrbitre vingués amb una dama negra. En Kaspàrov va dir que si hagués estat atent, hauria d'haver promocionat a torre, que sí que estava disponible. El rellotge de Kaspàrov seguia corrent mentre l'àrbitre anava a buscar una dama, de manera que va collar-lo per tal que corregués el temps de Kàrpov. Aquest, va jugar de forma immediata 25.Dxe4 i Kaspàrov li va dir que estava en escac. En Kàrpov va replicar "De què? Hi podria haver un alfil a d1." Els rellotges es van aturar. L'àrbitre va trobar una dama negra, i la partida es va retrotraure a la posició després de 24...cxd1=D+, i Kàrpov va obtenir dos minuts extra de temps a causa de la jugada il·legal de Kaspàrov, el qual no estava d'acord en absolut en què havia fet una jugada il·legal. De tota manera, en Kaspàrov va acabar guanyant ràpidament (Kasparov 2010:332).

## Articles sobre la promoció en certs finals
Aquests articles sobre finals giren sobre la qüestió de si un peó pot o no ser promocionat de manera segura:
- Final de rei i peó contra rei
- Final d'alfils de diferent color
- Final de dama i peó contra dama
- Final de dama contra peó
- Final de torre i peó contra torre